# Німецька марка

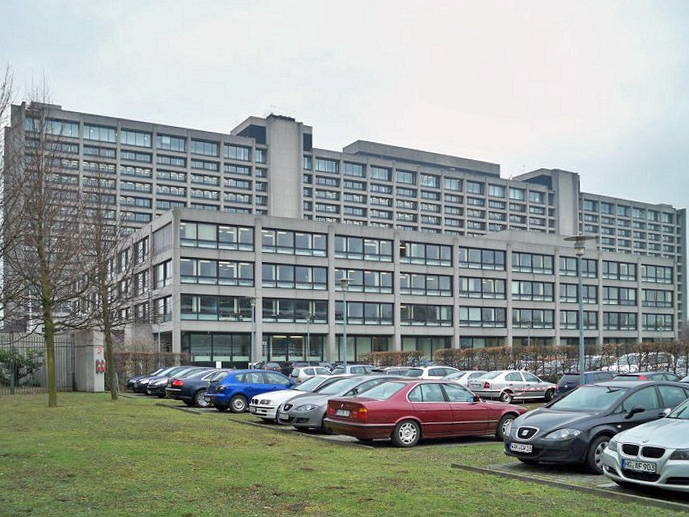
Будівля Німецького Бундесбанку, установи-емітента німецької марки в 1957—2001 роках

Німе́цька ма́рка (нім. Deutsche Mark; скорочено DM, у міжнародній банківській термінології DEM, в розмовній мові також D-Mark або коротко Mark, в англомовних країнах здебільшого має назву Deutschmark) — колишня валюта Німеччини. Її запровадили 1948 року на території Західної Німеччини. 1990 року стала грошовою одиницею возз'єднаної Німеччини. Дорівнювала 100 пфенігам (нім. Pfennig, скорочено: pf).
В обігу перебували монети номіналом 1, 2, 5, 10, 50 пфенігів і 1, 2, 5 марок та банкноти в 5, 10, 20, 50, 100, 200, 500 і 1000 марок. Центральний банк — Німецький Бундесбанк.
Завдяки, зокрема, суворій монетарній політиці Бундесбанку, німецька марка за час свого існування мала особливо «твердий» обмінний курс щодо інших валют і була другою за популярністю резервною валютою у світі.
З 1 січня 2002 року в Німеччині запроваджено євро. Обмін на нову валюту проводили за курсом 1,95583 марки за один євро.

## Назва

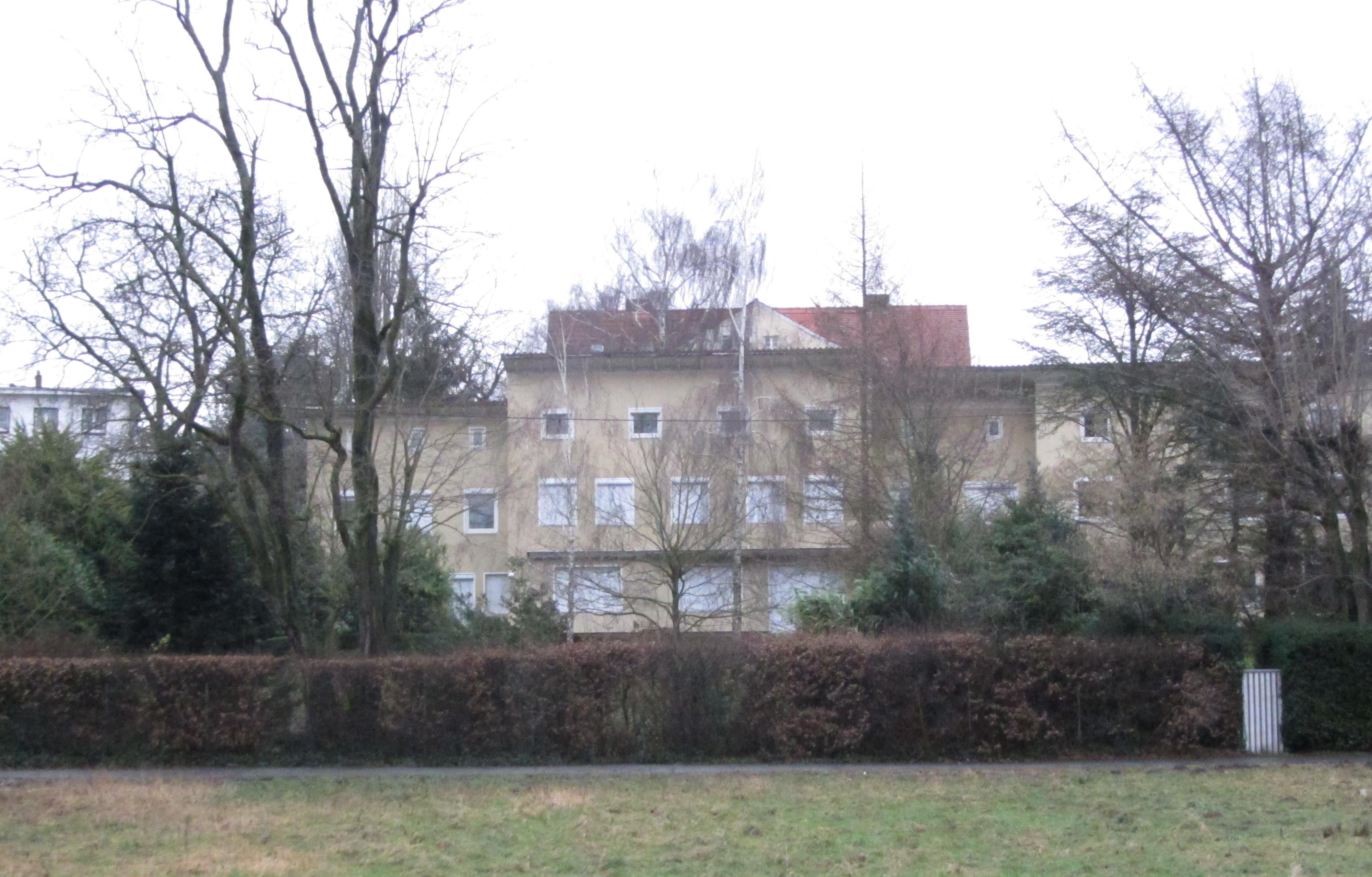
Будівля колишнього Банку німецьких земель, установи-емітента німецької марки в 1948—1957 роках

Назва «німецька марка» для нової валюти Тризонії походить від традиційної німецької грошової одиниці — марки. Її одностайно ухвалили на конференціях окупаційних держав (США, Велика Британія, Франція) на пропозицію американського офіцера Едварда А. Тененбаума, який служив помічником фінансового радника військового губернатора Люсіуса Клея. Тененбаум, що походив із польсько-єврейської сім'ї і 1942 року захистив докторську дисертацію на тему націонал-соціалізму і міжнародного капіталізму в Єльському університеті, був також одним з головних ідеологів і піонерів грошової реформи 1948 року. Його роль як «батька німецької марки» у своїх історичних працях визнали відносно пізно, наприклад, такі науковці: Вольфганг Бенц, Ганс-Ульріх Велер і Вернер Абельсгаузер.

### Етимологія
Назва «марка» походить від однойменної одиниці ваги, що слугувала еталоном для виготовлення монет. Термін «марка» походить від злиття трьох німецько-тевтонських діалектів на основі класичної латинської мови — Marca, Marcha, Marha, Marcus і вперше з'являється в термінології в IX столітті. Дослівно українською мовою перекладається як «знак» або «відзначати», «маркувати». На початку свого існування марка слугувала мірою ваги і відповідала 8 унціям, проте впродовж середньовіччя курс змінювався залежно від регіону.

## Історія

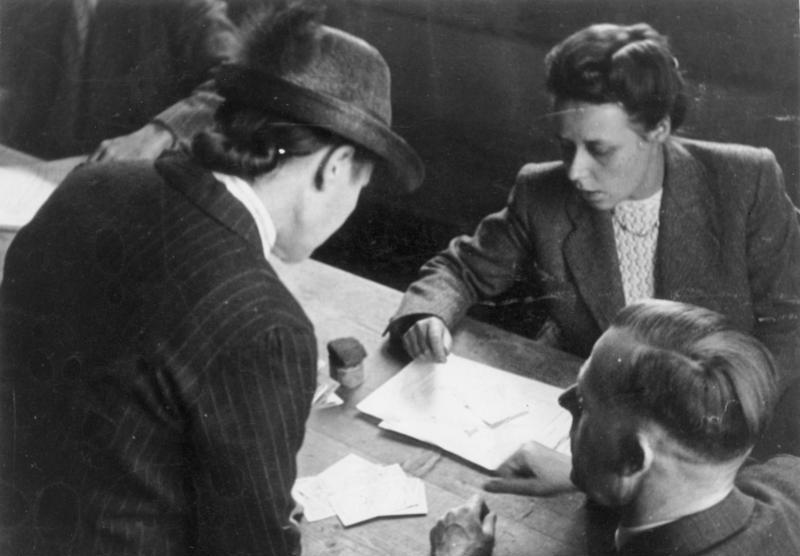
Видача перших марок в Ессені 20 червня 1948 року

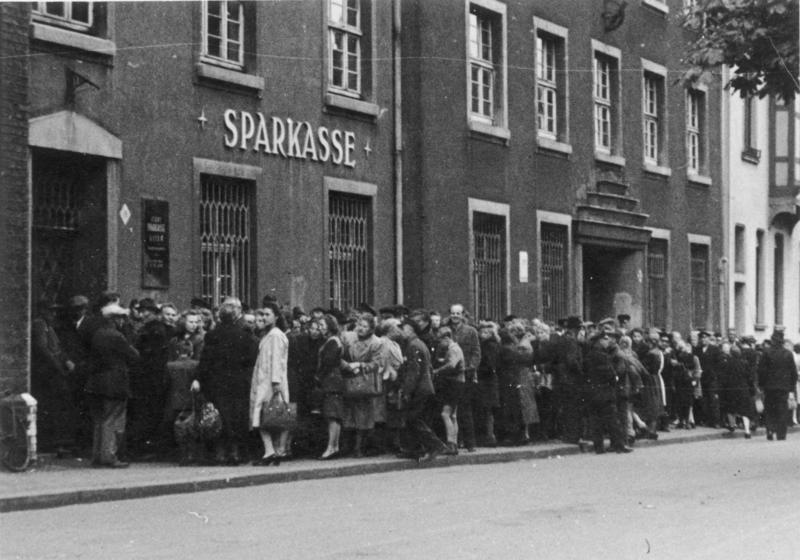
Черга перед обмінним пунктом в Ессені (1948)

Марка була однією з основних грошових одиниць на території німецьких держав, починаючи з XVI століття. Після їх об'єднання 1871 року єдиною німецькою валютою стала золота марка з прив'язкою до золота (звідки й назва). З початком Першої світової війни золотий стандарт скасували, що призвело до повного знецінення паперових грошей і появи різних грошових одиниць, так званих нотгельдів, які перебували в місцевому обігу. 1919 року запровадили паперову марку, яка також зазнала гіперінфляції. 1923 року впроваджено рентну марку, а 1924 року, паралельно з останньою, райхсмарку. Обидві валюти проіснували до кінця Другої світової війни.

### Впровадження німецької марки
Внаслідок Другої світової війни попередній платіжний засіб, райхсмарка (RM), не був придатний для подальшого використання через брак економічного забезпечення і втрату довіри до цієї валюти. На додаток до райхсмарки в післявоєнні роки з'явилася так звана «сигаретна валюта», це означало, що багато людей надавали перевагу прямому обміну товарами. Інтереси союзних окупаційних держав дедалі більше розрізнялися щодо подальшого розвитку їхніх окупаційних зон. Західні окупаційні держави (США, Велика Британія та Франція) мали власну мету, зокрема введення стабільної валюти, що мала бути створена за допомогою грошової реформи.
Цей план був суворо конфіденційним, основні його положення розробив так званий «валютний конклав». З цією метою з 21 квітня до 8 червня 1948 року 11 німецьких представників банків і економістів зустрілися з трьома представниками військових урядів у маєтку Haus Posen у містечку Ротвестене (Фульдаталь) і розробили чотири закони для реорганізації грошової системи, яка регулювала запровадження нової валюти. У березні 1948 року цьому передував закон про створення Банку німецьких земель (нім. Bank deutscher Länder). Від початку нова валюта планувалася як суто паперова; золоте й валютне забезпечення не планувалося. З 1993 року в Haus Posen існує музей, присвячений цим подіям. Населення вперше проінформували по радіо щодо нової валюти 18 червня 1948 року — за три дні до її введення. Відповідні закони набрали чинності 20 червня 1948 року.
Німецьку марку випустили в понеділок, 21 червня 1948 року, в західних окупаційних зонах, тобто в землях Шлезвіг-Гольштейн, Гамбург, Бремен, Нижня Саксонія, Північний Рейн-Вестфалія, Гессен, Рейнланд-Пфальц, Баден, Вюртемберг-Баден, Вюртемберг-Гогенцоллерн і Баварія; відтоді вона там стала єдиним платіжним засобом.

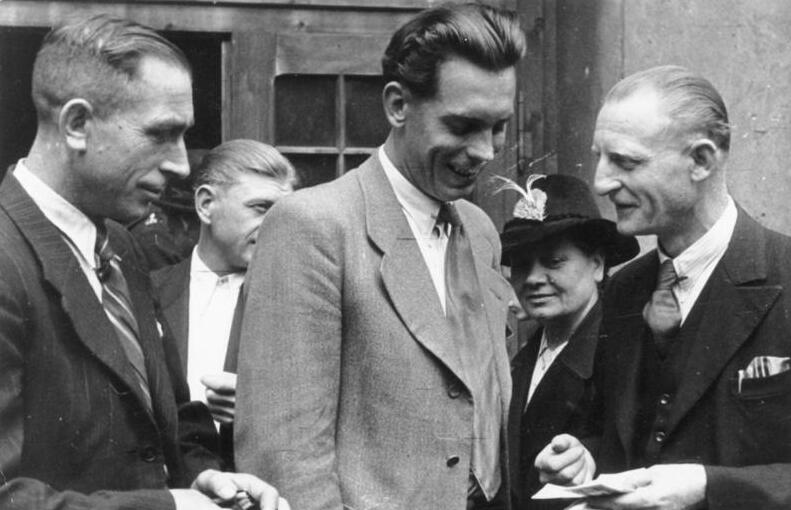
Увага публіки до нових грошей (1948)

Нову валюту розповсюджували в точках талонного харчування. На особу виплачували так зване «подушне» в сумі 60 марок; 40 марок відразу, а ще 20 марок через два місяці. Окрім того, оформивши запит до свого банку, підприємства одержували на кожного працівника так звану «службову виплату» по 60 марок, «службова виплата» і «подушне» пізніше враховувалися при переведенні готівкових коштів.
До 26 червня 1948 року старі готівкові кошти в райхсмарках слід було здати й зареєструвати для перерахування в одному з офіційних місць обміну. Там за дозволом податкової інспекції вся сума перераховувалася через окремий «рахунок для операцій з райхсмарками». Для фізичних осіб від загальної суми спершу відраховували дев'ятикратну суму «подушного». З решти 50 % переказувалися на вільний рахунок, а другі 50 % — на закритий рахунок. Через якийсь час закритий рахунок закривали, а 70 % суми на ньому списували, 20 % переказували на вільний рахунок, а 10 % на ощадний рахунок. Таким чином усувалася небезпека нової інфляції через надто великі грошові маси. Врешті фактичний перерахунковий курс виявився 10:0,65, тобто 100 райхсмарок перераховували як 6,50 німецької марки. Зі старих грошей на рахунках промислових підприємств стягували десятерну суму «службових виплат», після чого перехід на німецьку марку відбувався так само, як і для фізичних осіб. Активи банків і держави в старих грошах списували. Зарплати, орендні плати, податки та інші регулярні види оплати після переходу на німецькі марки перераховували за курсом 1:1.

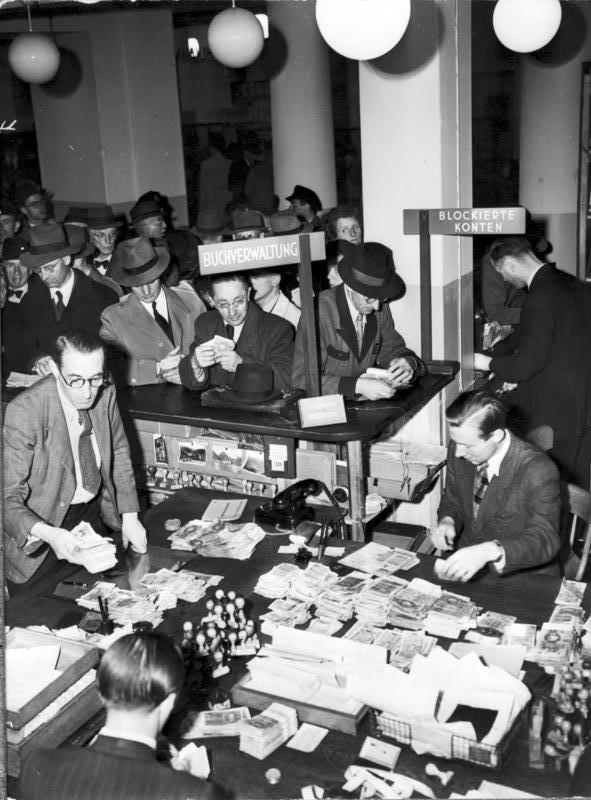
Червень 1948 року: грошова реформа приводить до банків тисячі німців, які обмінюють свої старі райхсмарки на німецькі марки

### Берлін
У трьох західних секторах Берліна введення нової валюти відклали на три дні до 24 червня 1948 року і спричинили блокаду радянського Берліна. «Західна марка» стала єдиним законним платіжним засобом тут 20 березня 1949 року. Для транскордонних пасажирів між Східним і Західним Берліном створили фонд компенсації заробітної плати.

### Вплив на радянську окупаційну зону
Нова валюта зумовила інфляцію в радянській окупаційній зоні (згодом НДР), оскільки райхсмарка все ще залишалася чинним платіжним засобом. Як нагальний захід 23 червня 1948 року обміняли купюри-райхсмарки на суму не більше 70 марок на одну особу. Радянська влада просто наклеїла на купюри купони, якщо власник банкнот міг довести їхнє законне походження. Таким чином, у народі такі марки називали «обклеєними» («Klebemark») або «шпалерними марками» («Tapetenmark»). Незабаром після цього, 24 липня, в радянській окупаційній зоні ввели нову валюту, яка також називалася «німецькою маркою». Вона залишалася валютою НДР до 31 липня 1964 року, коли її замінила марка Німецького емісійного банку (MDN).

### Саар
Єдиною з західнонімецьких земель, де у 1948 році не ввели німецьку марку, став Саар. У червні 1947 року в цій землі провели грошову реформу, в ході якої райхсмарки замінили на саарську марку; того ж року відбувся перехід на саарський франк. Після вступу Саару до Федеративної Республіки Німеччини 1 січня 1957 року, німецька марка стала там офіційною валютою, тільки коли термін дії валютних угод із Францією закінчився 7 липня 1959 року.

### Німецька марка за Банку німецьких земель
Банк німецьких земель, заснований у рамках підготовки до грошової реформи, мав завдання проводити грошово-кредитну політику американської і британської, а потім і французької окупаційних зон. Йому також дозволили випускати банкноти і монети. Права на монетний двір передали німецькому федеральному уряду після заснування ФРН. Банк здобув незалежність лише 1951 року, до цього він виконував інструкції союзників.
Після грошової реформи міністр економіки Людвіг Ергард майже повністю зняв фіксоване ціноутворення. Це дало змогу створити практично вільну ринкову економіку, в якій попит і пропозиція визначали ціну і спричиняли високу інфляцію. Внаслідок цього німецька марка через пів року втратила 11 % своєї вартості. Нова валюта призвела до значного зростання цін у західних окупаційних зонах, що спричинило загальний страйк 12 листопада 1948 року. Близько 9 мільйонів людей взяли участь у цьому єдиному загальному страйку в післявоєнній історії Німеччини.

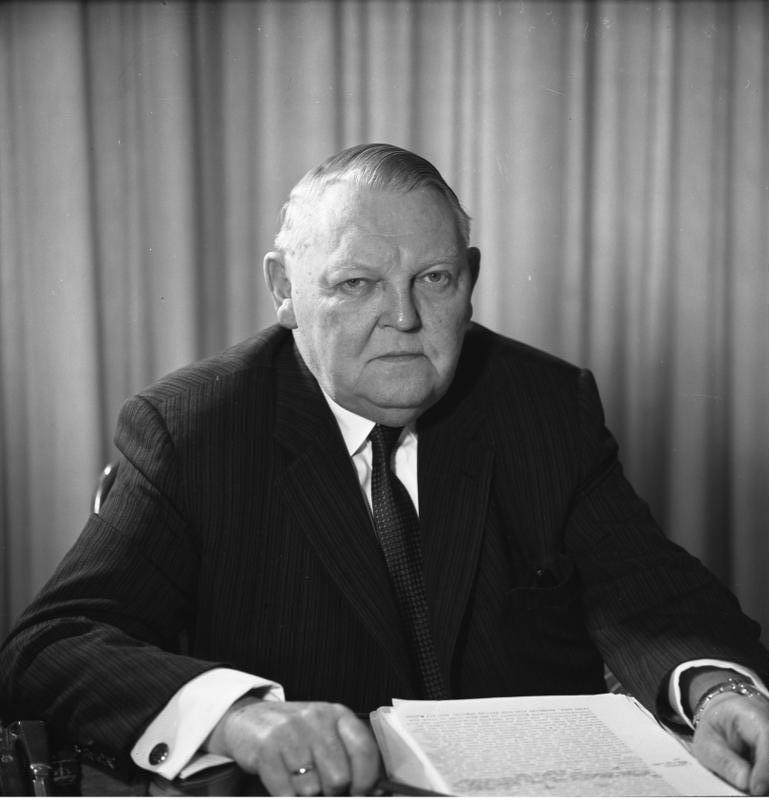
Людвіг Ергард, міністр економіки (1949—1963), федеральний канцлер (1963—1966), один зі втілювачів «економічного дива» в Західній Німеччині

Коли в червні 1950 року почалася корейська війна, американські промислові компанії перевели свою увагу на виробництво озброєння. Новостворені підприємства молодої Федеративної Республіки скористалися з нестачі пропозиції товарів і змогли запропонувати свою продукцію світовому ринку. Обмінний курс, встановлений союзниками в розмірі 4,20 німецької марки за долар США, забезпечив німецьким компаніям високий прибуток і великий експортний профіцит.
З першого квітня 1954 року іноземцям, які мали валюту, дозволили відкрити «частково конвертовані» в німецьку марку рахунки (так звані «Беко-марки»), на які резиденти могли здійснювати платежі готівкою. Рахунки трималися без відсотків і могли використовуватися для платежів у третіх країнах. Кожному громадянину Німеччини дозволили обмінювати на іноземну валюту до 1500 німецьких марок на рік, що зробило доступними поїздки за кордон.
28 вересня 1949 року в період масової девальвації валют німецька марка також девальвувалась, її курс знизився до 4,20 марки за 1 долар США. 1953 року ФРН вступила до Міжнародного валютного фонду, який на підставі цього паритету зафіксував золотий вміст марки в 0,211588  г чистого золота. 1976 року МВФ скасував золоті паритети, і німецька марка втратила зв'язок із золотом. У країні встановилася система не розмінних на золото кредитних грошей.

### Німецька марка за Німецького Федерального банку
1957 року право на емісію німецької марки дістав Німецький Бундесбанк (саме цього року банк засновано). Відповідно до Закону «Про Бундесбанк», він мав право на випуск банкнот і регулювання їхньої кількості в обігу (так званий «банкнотний привілей»). Окрім випуску офіційних банкнот, з 1960 по 1988 рік Бундесбанк таємно зберігав резервні гроші (резервні банкноти і Федеральні касові знаки), які призначалися на час можливої війни, або інших криз, які могли розладнати обіг офіційних банкнот.
30 червня 1958 року марка отримала статус вільно конвертованої валюти. Це змусило вирішувати питання про співвідношення стабільності внутрішніх цін і обмінного курсу. На початку 1960-х років курс марки був занижений.
Після розпаду Бреттон-Вудської валютної системи на початку 1970-х років і скасування жорсткого співвідношення валютних курсів на світовому ринку, марка отримала більший простір для маневру. Під час нафтової кризи 1973—1974 років марка не тільки не знецінилася, але й посилила свої позиції, остаточно перетворившись в другу за значущістю світову валюту після долара США. Якщо в середині 1973 року долар коштував 2,67 марки, то навесні 1978 року подолали «психологічний» рубіж — 2 марки за долар, а протягом останніх 10 років існування марки — її курс коливався в межах 1,4—1,8 марки за долар. Якщо у 1973 році лише 2 % світових валютних резервів були поміщені в німецькі марки, то до 1987 року ця цифра зросла до 14 %. Протягом 1990-х років німецька марка залишалася однією з найстабільніших валют у Європі, успішно конкуруючи з доларом як засіб заощадження не тільки в Німеччині, але й в інших країнах.
Починаючи з 1950-х років німецька марка славилася своєю стабільністю і вважалася «твердою валютою». На цю репутацію працювало порівняння купівельної спроможності німецької марки з іншими валютами. За даними дослідника Ганса Ропера, до 1977 року марка знецінилася в порівнянні з 1950 роком майже вдвічі, проте це був один з найкращих результатів у світі. А за майже 50 років перебування в обігу німецької марки — її купівельна спроможність скоротилася майже вчетверо. Середній рівень інфляції за цей період становив трохи менше ніж 3 %. Знецінення німецької марки пояснювалося високими темпами економічного зростання, які часто вели до зростання інфляції.

#### Возз'єднання Німеччини

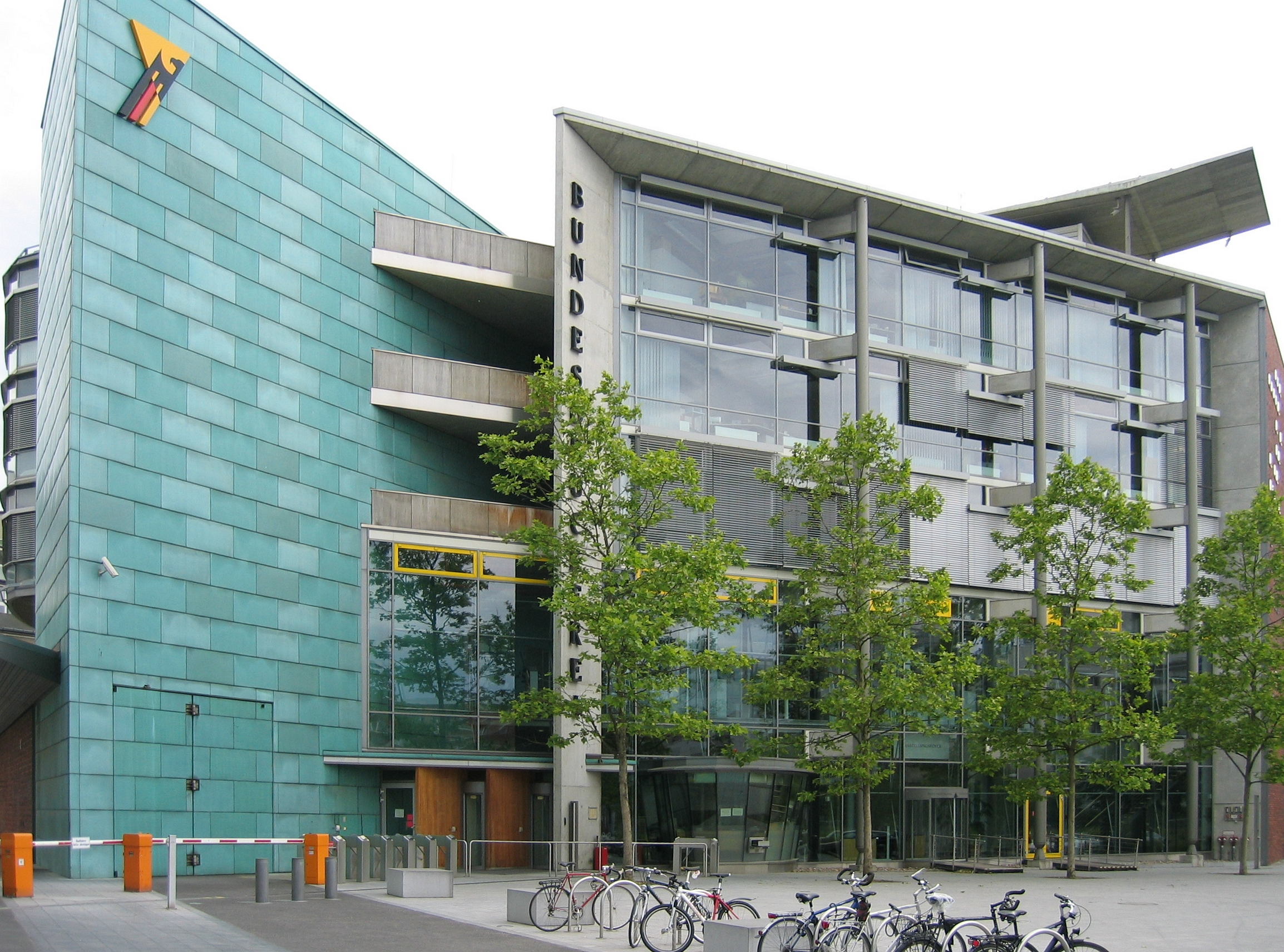
Будівля фабрики «Bundesdruckerei», яка займалася друком банкнот німецької марки

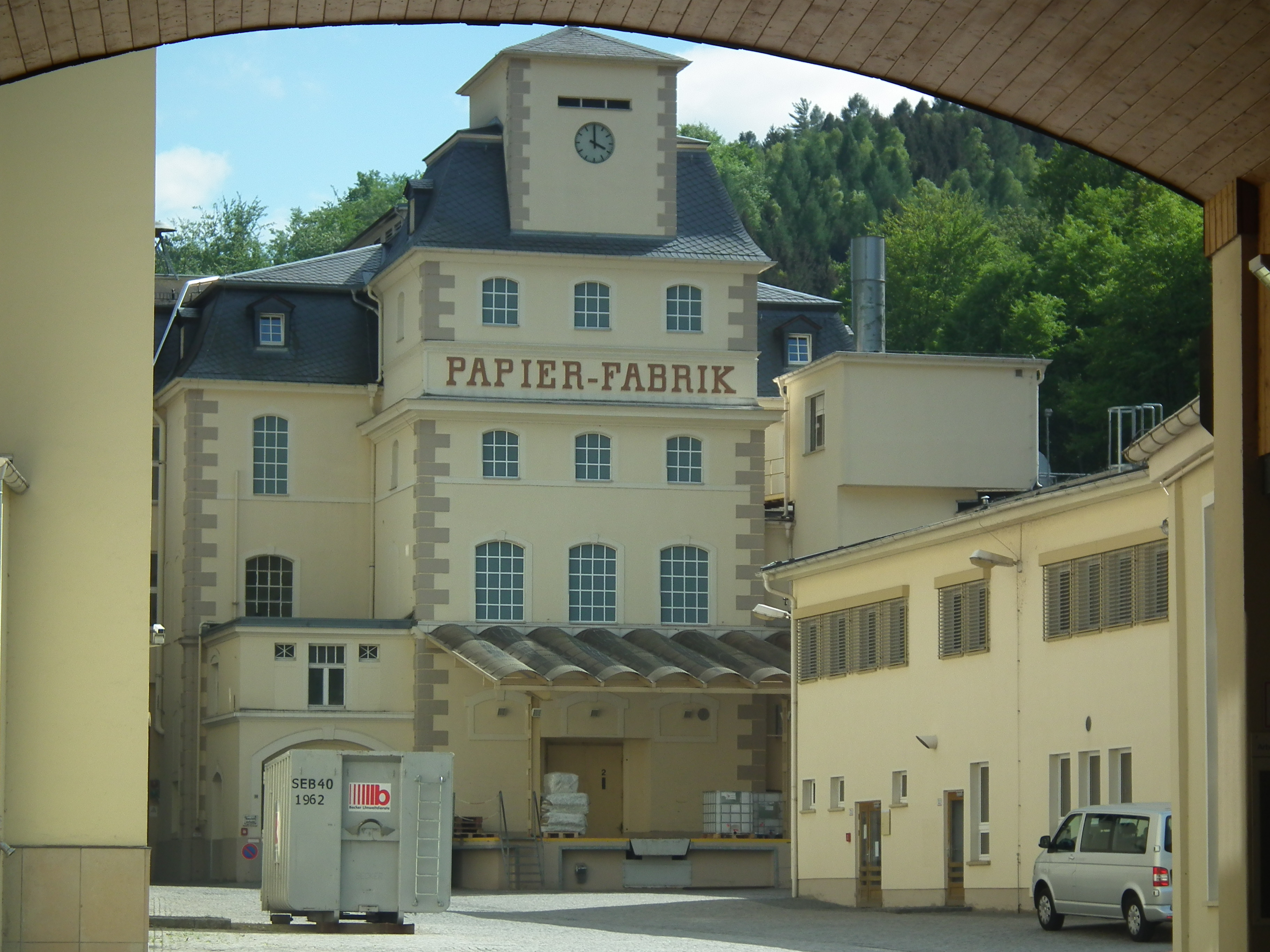
Лузентальська паперова фабрика фірми «Giesecke & Devrient», яка займалася друком банкнот німецької марки

1 липня 1990 року німецьку марку введено у НДР, у ході створення так званого валютно-економічно-соціального союзу з ФРН. Для громадян Східної Німеччини це, у якомусь сенсі, було однією з найзначніших змін у процесі возз'єднання, оскільки німецька марка в НДР була символом «економічного дива» і розквіту в Федеративній Республіці. Водночас це не тільки відповідало основній вимозі громадян НДР (під час демонстрацій люди кричали: «Якщо німецька марка прийде, ми залишимося, а якщо ні, ми підемо за нею»), але й значно сповільнило масове переселення громадян НДР у ФРН, що було політично актуально з урахуванням проблем інтеграції, створення робочих місць і будівництва житлової площі для них. Цими політичними потребами пояснювався обмінний курс грошей НДР щодо німецької марки. Для громадян НДР він варіювався залежно від їхнього віку: людям у віці 60 років і старше дозволили обмінювати до 6000, до 60 років — до 4000, дітям до 14 років — до 2000 «східних марок» у співвідношенні 1:1. Заробітна плата, оклади, стипендії, пенсії, орендна плата і оренда, а також інші періодичні виплати конвертували за цим курсом. Обмін кредитів і боргів, що перевищували зазначені межі, проходив у співвідношенні 2:1. Для негромадян НДР використовувався обмінний курс 3:1. Крім того, при першому відвідуванні заходу країни кожному мешканцю колишньої НДР видавали так звані «привітальні гроші» — 100 німецьких марок. Коли обмін завершився, з'ясувалося, що монет номіналом в 1 марку в обігу не вистачає. В результаті, протягом року на території колишньої НДР їхню функцію виконували старі монети НДР в 50 пфенігів.
Встановлення занадто високого обмінного курсу між східною маркою і німецькою маркою було помилкою для валютно-економічно-соціального союзу, яка виникла через внутрішньополітичні причини. Переведення активів (готівка, дебіторська та кредиторська заборгованості) обернулося для НДР грошовою масою, яка на 50 % перевищувала рекомендації Бундесбанку. Проте це не стало імпульсом до інфляції, оскільки більшість грошової маси опинилася на ощадних рахунках і таким чином не мала впливу на ціни. Однак перехід на німецьку марку призвів до «розбухання» бухгалтерських звітів, особливо в плані кредиторської заборгованості. У НДР об'єкти нерухомості зазвичай продавалися за завищеними цінами, отже виникала завищена кредиторська заборгованість. Таким чином, бухгалтерські звіти в НДР мали драматично «роздуту» кредиторську заборгованість. Після переходу на звітність у німецьких марках майже всі східнонімецькі підприємства виявилися боржниками, оскільки активи у вигляді нерухомості слід було записати, зважаючи на реалістичні ціни, натомість дебіторські зобов'язання залишилися незмінними.
Перерахунок грошових потоків макроекономічного рівня, а особливо зарплат у співвідношенні 1:1 створив низку проблем, оскільки фонди зарплати зросли до рівня, який значно перевищував рівень фонду зарплати аналогічних підприємств за кордоном та в «старих землях». Ці фактори призвели до неконкурентоспроможності більшості східнонімецьких підприємств на міжнародному рівні. Показовими тут були зміни обмінного курсу на «сірому» ринку (офіційного обмінного курсу не було, проте обмінні контори і банки продавали й купували східні марки), який до падіння Берлінської стіни був на рівні 10:1 (східної до західної марки). Після напливу людей у перші тижні курс упав до 20:1, а потім стабілізувався на рівні 7:1, 6:1, що, очевидно, і відповідало економічно виправданому курсу. Після оголошення умов переходу на німецьку марку курс виріс до 3:1. Після припинення розрахунків у перевідних карбованцях 31 грудня 1990 року східнонімецький експорт блискавично зазнав краху.

### Німецька марка після введення євро

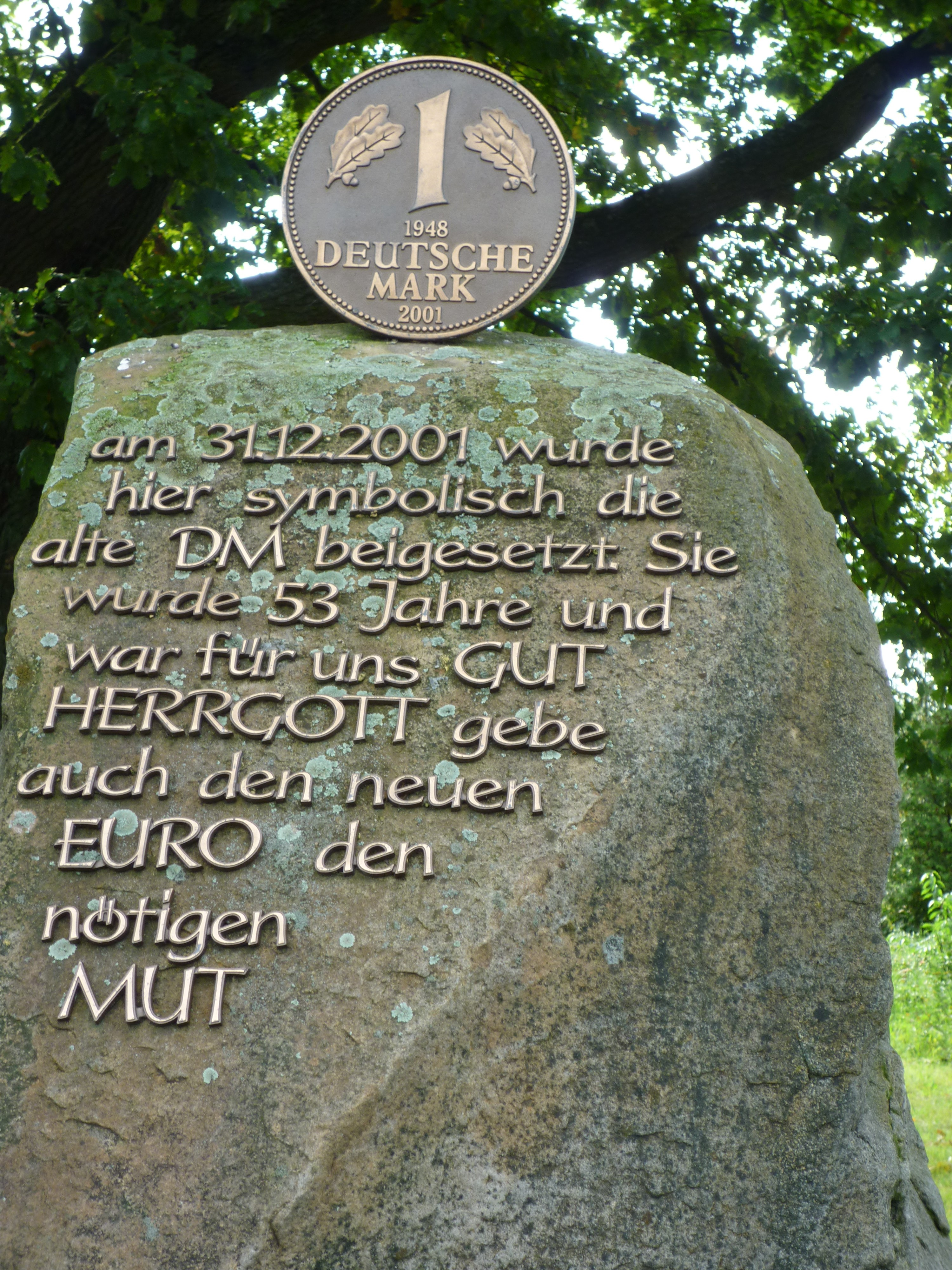
Пам'ятний камінь Німецькій марці в музеї Гіфхорн

Зі створенням Європейського економічного і валютного союзу і введенням євро 1 січня 1999 року німецька марка була замінена як самостійна валютна одиниця. Тоді встановили фіксовану частку марки (1/1,95583) відносно нової валютної одиниці євро. Монети та банкноти німецької марки були законним платіжним засобом до 31 грудня 2001 року включно. Відтоді марки можна обмінювати на євро в Бундесбанку і його філіях безкоштовно на невизначений термін. Також в окремих магазинах марками все ще можна оплачувати товари. Після запровадження готівкового євро значна частина торгових підприємств та банків могла здавати старі платіжні засоби, які приймали за принципом добровільного самоконтролю до 28 лютого 2002 року. Через роки після введення євро деякі магазини іноді, як і раніше, пропонували можливість оплачувати товари марками.
Свою специфіку мали операції з рахунками. Якщо курси акцій та інших подібних цінних паперів перерахували вже з 2 січня 1999 року (облігації були номіновані у відсотках, тому вони не залежали від курсу), то більшість банків пропонували своїм клієнтам вибір: далі вести рахунок у марках, або вже конвертувати в євро (другим варіантом скористалося дуже небагато клієнтів). Конвертація всіх рахунків, які велися в німецьких марках, відбулася 31 грудня 2001 року, частково трохи раніше: деякі банки, щоб уникнути збігу з операціями з нарахування відсотків у кінці року, перевели всі рахунки на євро протягом останнього кварталу 2001 року.
Німецьку марку й далі використовують в деяких областях, і не тільки у вигляді готівки. Телефонні автомати, як і раніше, приймають монети попередньої валюти за курсом 2:1. Окрім того, всі позики, видані до 1999 року, не переводилися в євро, а при купівлі, продажу, нарахуванні відсотків та погашенні кредиту й далі обраховувалися в німецьких марках за офіційним курсом сьогоднішньої вартості євро. В корпораціях частки капіталу і надалі обраховувалися в німецьких марках, хоча більшість фірм перейшли на євро, або на умовні одиниці. Заставне майно, заставлене до запровадження євро, до погашення обраховувалося в німецьких марках.

## Монети
Закон «Про заснування Банку німецьких земель» від 1 березня 1948 року дав цьому банку одноосібний дозвіл на випуск банкнот і монет. Першою випущеною монетою став 1 пфеніг, за дизайном Адольфа Ягера, її введено в обіг 24 січня 1949 року в кількості трохи менше ніж 240 мільйонів екземплярів. 21 травня 1949 року стався випуск 10 пфенігів, 2 січня 1950 року — 5 пфенігів і 14 лютого 1950 року — 50 пфенігів. На монетах 5 і 50 пфенігів також вказувався 1949 рік.
Однак «Оголошення щодо випуску монет номіналом 1, 5, 10 і 50 пфенігів з написом „Федеративна Республіка Німеччина“, замість напису „Банк німецьких земель“» від 6 травня 1950 року дозволило випустити в обіг монети з написом «BANK DEUTSCHER LÄNDER», замість «BUNDESREPUBLIK DEUTSCHLAND», за умови, якщо на них буде вказуватися рік випуску «1950». Ведення випуску монет було передано федеральному уряду (Федеральному міністерству фінансів) відповідно до Федерального закону щодо карбування монет від 8 липня 1950 року (BGBl, стор. 323). З цієї причини на всіх інших нових монетах німецької марки, з середини 1950 року, був напис «BUNDESREPUBLIK DEUTSCHLAND». Параграф 1 цього закону також називав окремі номінали, які були дозволені до випуску. Оскільки правова основа для монет з новим написом у травні 1950 року не була замінена новою, ці чотири номінали випускалися до 1965 року з датою «1950». Після внесення поправки до цього закону в грудні 1986 року стало можливим карбування монет номіналом більше 10 марок.
Також між 1974—2001 роками щорічно випускалися набори монет у якості анциркулейтед, і пруф, між 1950—2001 роками (крім періоду 1951—1964 років), зі всіма номіналами, випущеними за рік.

### Опис і параметри монет регулярного випуску
На монетах аверс до реверсу орієнтований під кутом 180 градусів, тобто, щоб побачити реверс у вертикальному положенні після перегляду аверсу, монету треба перевернути навпаки.
| Зображення (аверс/реверс)              | Номінал     | Метал                                           | Діаметр (мм) | Товщина (мм) | Маса (г) | Подія                                                  | Аверс                                                                       | Реверс                  | Гравер              | Дата випуску             |
| -------------------------------------- | ----------- | ----------------------------------------------- | ------------ | ------------ | -------- | ------------------------------------------------------ | --------------------------------------------------------------------------- | ----------------------- | ------------------- | ------------------------ |
|                                        | 1 пфеніг    | латунь/сталь (1948—1949) мідь/сталь (1950—2001) | 16,5         | 1,38         | 2        | —                                                      | номінал між двох колосків                                                   | дубова гілка            | Адольф Ягер         | 1948–2001                |
|                                        | 2 пфеніги   | мідь (1950—1968) латунь/сталь (1968—2001)       | 19,25        | 1,52         | 3,25 2,9 | —                                                      | номінал між двох колосків                                                   | дубова гілка            | Адольф Ягер         | 1950–2001                |
|                                        | 5 пфенігів  | латунь/сталь                                    | 18,5         | 1,7          | 3,0      | —                                                      | номінал між двох колосків                                                   | дубова гілка            | Адольф Ягер         | 1949–2001                |
|                                        | 10 пфенігів | латунь/сталь                                    | 21,5         | 1,7          | 4,0      | —                                                      | номінал між двох колосків                                                   | дубова гілка            | Адольф Ягер         | 1949–2001                |
| 50 pfennig                             | 50 пфенігів | мідно-нікелевий сплав                           | 20,0         | 1,58         | 3,5      | —                                                      | номінал                                                                     | жінка, що садить дерево | Ріхард Вернер       | 1949–2001                |
| 1 Deutsche Mark                        | 1 марка     | мідно-нікелевий сплав                           | 23,5         | 1,75         | 5,5      | —                                                      | номінал між дубовим листям                                                  | герб Німеччини          | Йозеф Бернхарт      | 1950–2001                |
| 2 Deutsche Mark                        | 2 марки     | мідно-нікелевий сплав                           | 25,5         | 1,79         | 7,0      | —                                                      | номінал між виноградними гронами і колосками                                | герб Німеччини          | Йозеф Бернхарт      | 1951                     |
|                                        | 2 марки     | мідно-нікелевий сплав                           | 26,75        | 1,79         | 7,0      | —                                                      | Макс Планк                                                                  | герб Німеччини, номінал | Карл Рот            | 1957–1971                |
|                                        | 2 марки     | магнімат                                        | 26,75        | 1,79         | 7,0      | 20-річчя Федеративної Республіки Німеччина (1949—1969) | Конрад Аденауер (1876—1967) канцлер ФРН (1949—1963)                         | герб Німеччини, номінал | Райнхарт Хайнсдорфф | 1969–1987                |
| Файл:Theodor Heuss 2 DM.jpg            | 2 марки     | магнімат                                        | 26,75        | 1,79         | 7,0      | 20-річчя Федеративної Республіки Німеччина (1949—1969) | Теодор Гойс (1884—1963) перший президент ФРН (1949—1959)                    | герб Німеччини, номінал | Карл-Ульріх Нусс    | 1970-1987                |
| Файл:2 DM Kopseite Kurt Schumacher.jpg | 2 марки     | магнімат                                        | 26,75        | 1,79         | 7,0      | 30-річчя Федеративної Республіки Німеччина (1949—1979) | Курт Шумахер (1895—1952) перший лідер опозиції (SPD)                        | герб Німеччини, номінал | Ханс Йоахім Доблер  | 1979-1993                |
| Файл:Muenze 2dm erhardt.jpg            | 2 марки     | магнімат                                        | 26,75        | 1,79         | 7,0      | 40-річчя Німецької марки (1948—1988)                   | Людвіг Ергард (1897—1977) міністр фінансів канцлер ФРН (1963—1966)          | герб Німеччини, номінал | Франц Мюллер        | 1988-2001                |
|                                        | 2 марки     | магнімат                                        | 26,75        | 1,79         | 7,0      | 40-річчя Федеративної Республіки Німеччина (1949—1989) | Франц Йозеф Штраус (1915—1988) Федеральний міністр, Прем'єр-міністр Баварії | герб Німеччини, номінал | Еріх Отт            | 1990-2001                |
|                                        | 2 марки     | магнімат                                        | 26,75        | 1,79         | 7,0      | 45-річчя Федеративної Республіки Німеччина (1949—1994) | Віллі Брандт (1913—1992) канцлер ФРН (1969—1974)                            | герб Німеччини, номінал | Губерт Клінкель     | 1994-2001                |
|                                        | 5 марок     | срібло (625 проба)                              | 29,0         | 2,07         | 11,2     | —                                                      | номінал                                                                     | герб Німеччини          | Альберт Холл        | 1951 1956–1961 1963–1974 |
|                                        | 5 марок     | магнімат                                        | 29,0         | 2,07         | 10,0     | —                                                      | номінал                                                                     | герб Німеччини          | Вольфганг Доем      | 1975–2001                |

### Монетні двори
Монети виготовляли на п'яти різних монетних дворах (див. таблицю). Кожна монета містила позначку у вигляді букви, що вказувала, на якому монетному дворі вона виготовлена. На Берлінському монетному дворі монети, які відносилися до німецької марки, карбували тільки з червня 1990 року, після того, як 1 липня 1990 року він уклав договір щодо створення валютно-економічно-соціального союзу; раніше тут випускали монети НДР.

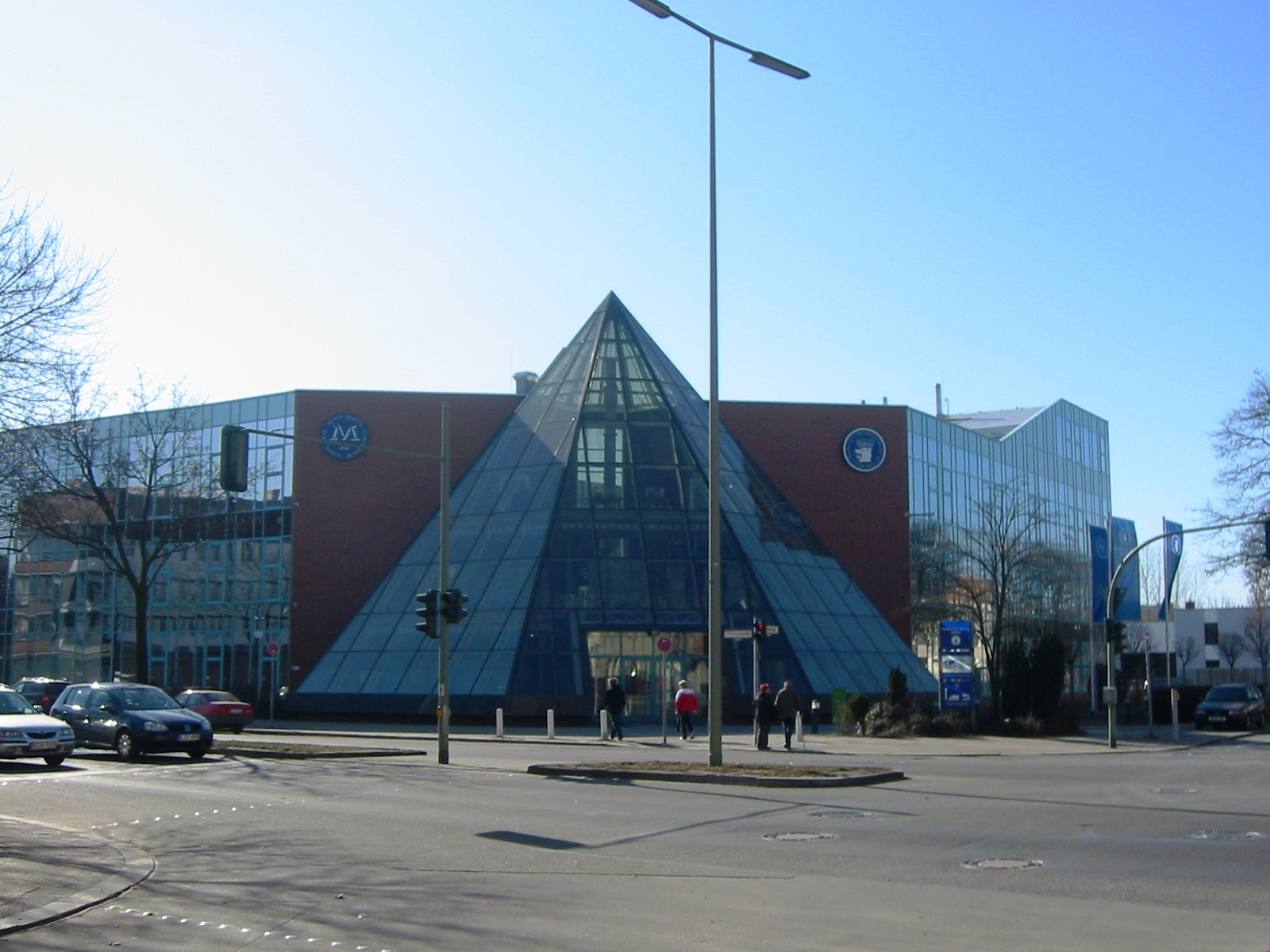
Берлінський монетний двір
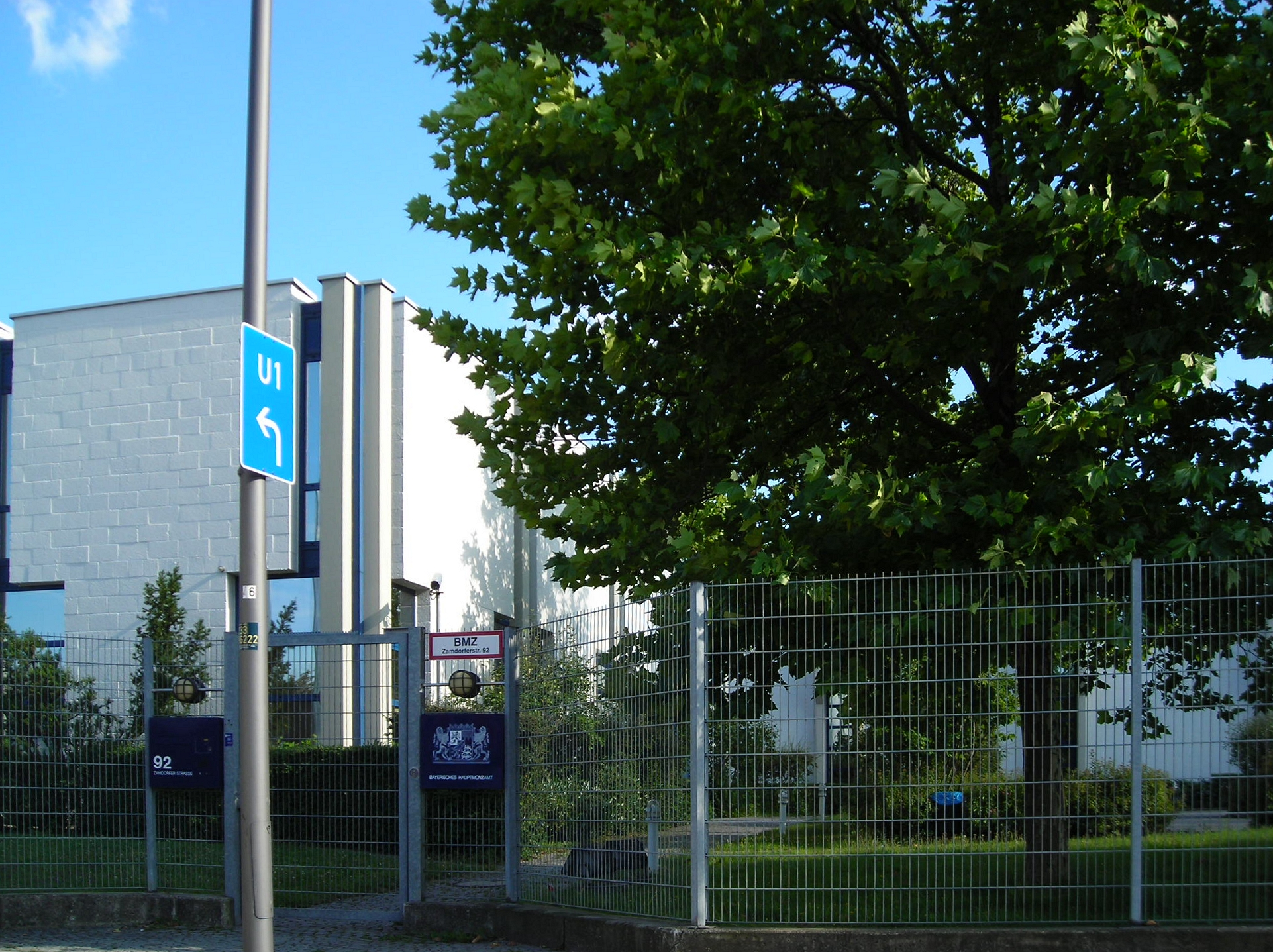
Баварський монетний двір
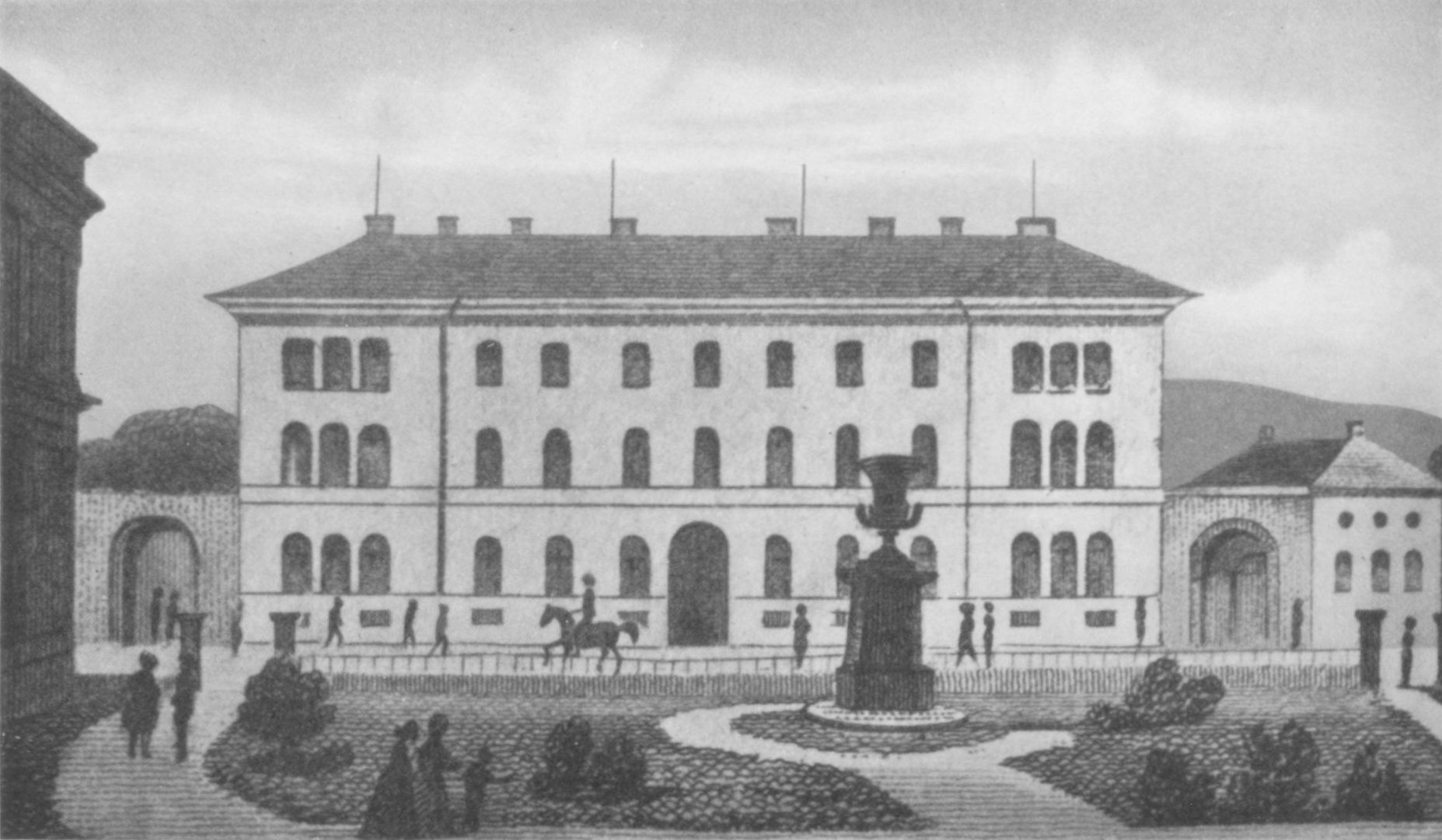
Штутгартський монетний двір
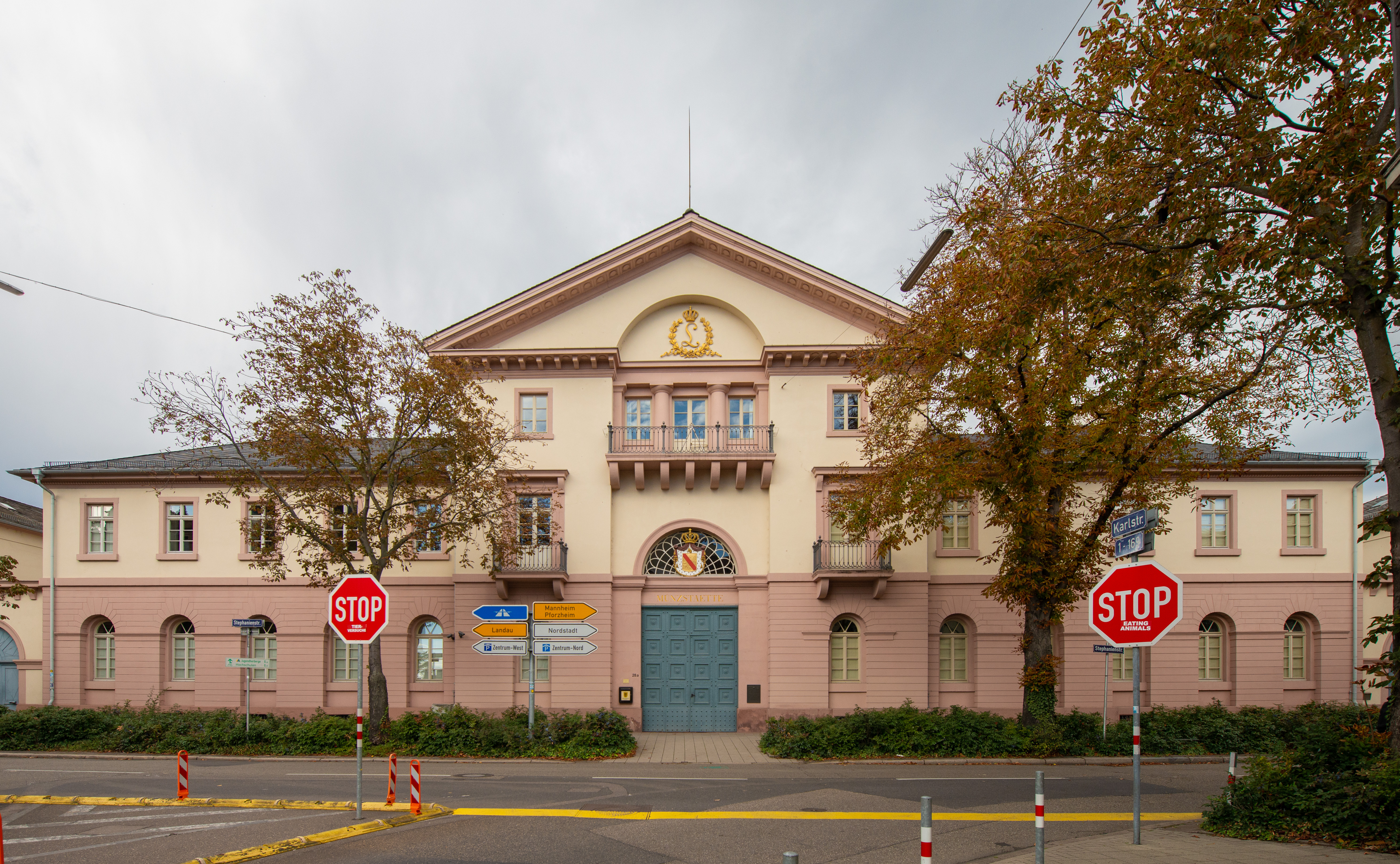
Монетний двір Карлсруе
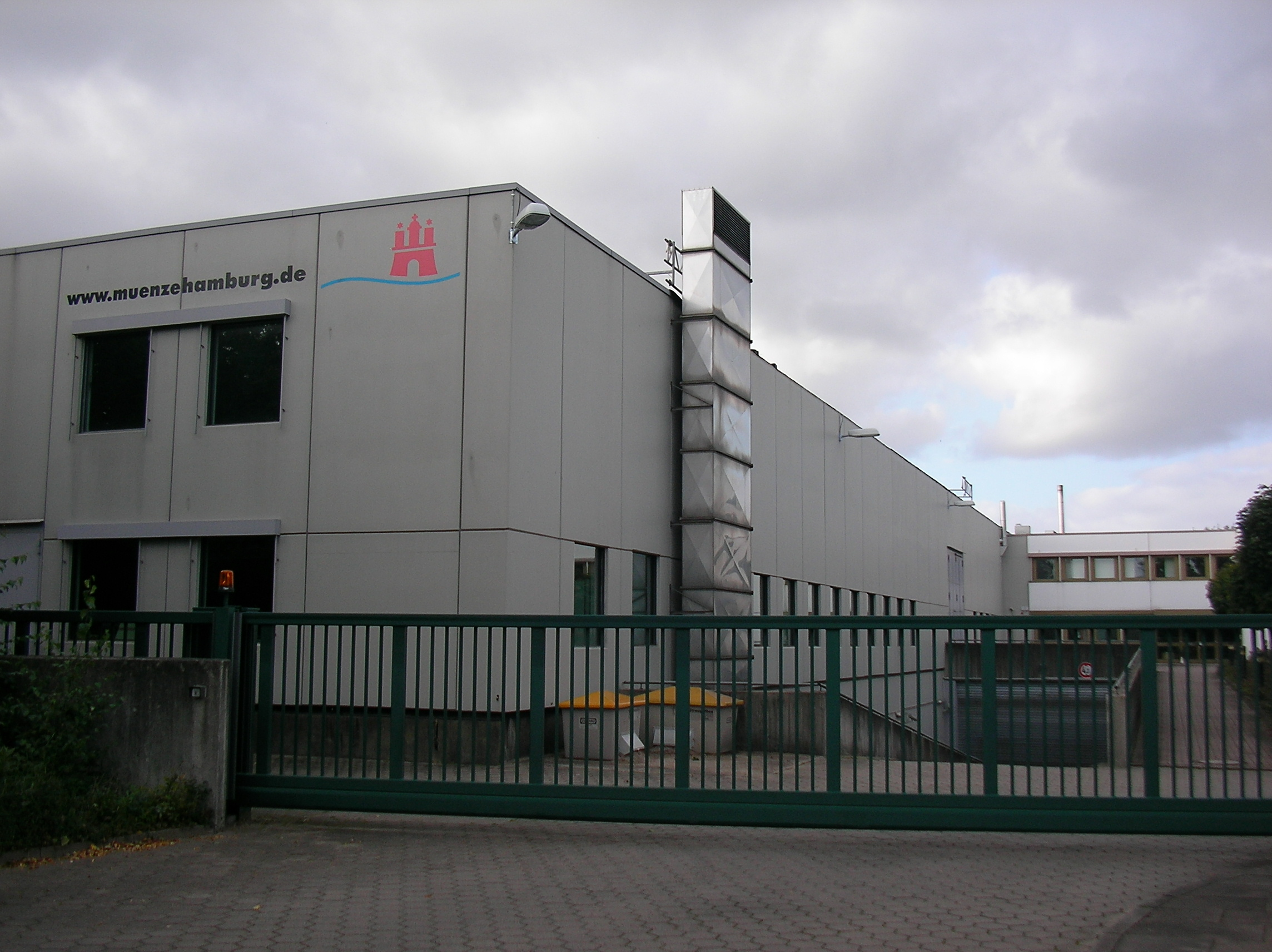
Гамбургзький монетний двір

Постійне карбування монет регулярного випуску припинили 1996 року. Однак монети карбували до 2001 року зі значно меншими тиражами.
| Позначка | Роки | Роки | Монетний двір               | Доля у загальному випуску монет | Доля у загальному випуску монет |
| Позначка | з    | до   | Монетний двір               | 1948—1990                       | 1991—2001                       |
| -------- | ---- | ---- | --------------------------- | ------------------------------- | ------------------------------- |
| A        | 1990 | 2001 | Берлінський монетний двір   | —                               | 20 %                            |
| D        | 1948 | 2001 | Баварський монетний двір    | 26 %                            | 21 %                            |
| F        | 1948 | 2001 | Штутгартський монетний двір | 30 %                            | 24 %                            |
| G        | 1948 | 2001 | Монетний двір Карлсруе      | 17,3 %                          | 14 %                            |
| J        | 1948 | 2001 | Гамбургзький монетний двір  | 26,7 %                          | 21 %                            |
| 1. 2. 3. |      |      |                             |                                 |                                 |

### Карбування монет

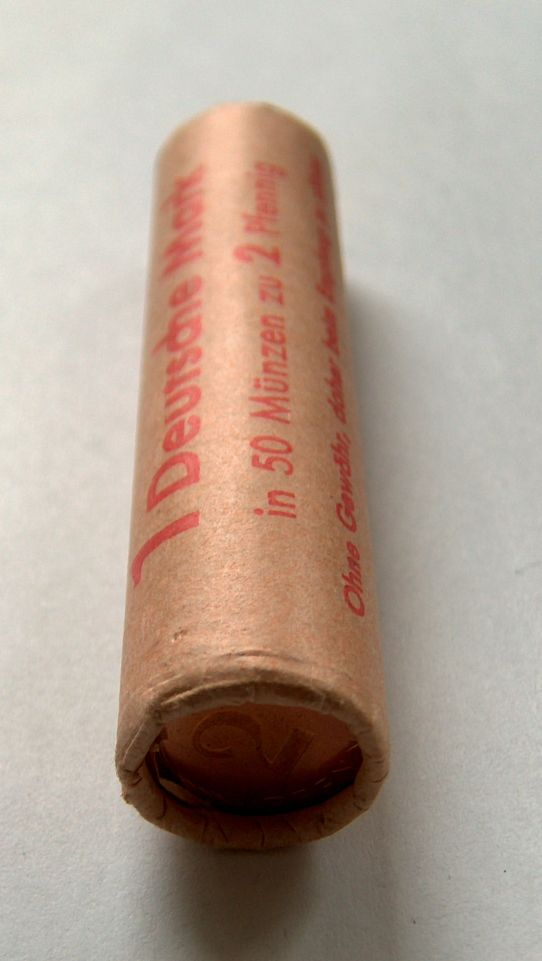
Рол з 50 монетами по 2 пфеніги

Монета в 2 пфеніги до 1968 року складалася на 95 % з міді. Потім, як і монети малих номіналів 1, 5 і 10 пфенігів, її карбували з матеріалу гіршої якості, на залізних заготовках, які покривали тонким шаром міді або латуні. Внаслідок цього вони починали легко іржавіти, якщо довгий час перебували у вологому середовищі.
Монети малих номіналів, на відміну від великих, були однаковими за своїм дизайном. На аверсі: вказувалися номінал, знак монетного двору та два колоски пшениці; а на реверсі: напис «Bank deutscher Länder» або «Федеративна Республіка Німеччина» на реверсі, рік і дубова гілка з п'ятьма листками.
На реверсі монети, одного з двох дизайнів, представлених Адольфом Ягером, були три переплетені кільця, які, очевидно, символізували три західні зони окупації західних держав, з'єднані в єдиний валютний союз. Однак, оскільки в тендері на створення дизайну монет в 1, 5 і 10 пфенігів уже було зазначено, що зразки «не повинні висловлювати будь-яких політичних тенденцій», обрали інший дизайн з дубовою гілкою. В оголошенні також вказувалося, що монети повинні містити шрифт «антиква», тому що він мав відрізнятися від монет періоду націонал-соціалізму зразка 1933 року, на якому використовувався шрифт «фрактура».
При створенні монет вирішили ґрунтуватися «на монетних традиціях довоєнного періоду». З цієї причини номінал в 1 пфеніг мав вигляд мідної монети вагою рівно два грами, що відповідало монетам імперського періоду, які карбувалися з 1873 року. Однак, оскільки вартість металу в монеті, виготовленій майже з чистої міді (прототип складався з того ж матеріалу, що і номінал у 2 пфеніги до 1968 року) перевищила б номінал, у її карбуванні використовували залізну заготовку, покриту тільки міддю.

### Монета 50 пфенігів
Жінка, що стоїть на колінах, зображена на реверсі монети 50 пфенігів — це Герда Йоганна Вернер. Зображення, де вона садить дуб, було символом реконструкції Німеччини після Другої світової війни. Її чоловік Річард Мартін Вернер, який створював цей малюнок, хотів вшанувати пам'ять мільйонів жінок, які піднімали Німеччину з післявоєнних руїн, а також численних лісівників, що займаються лісовідновленням.

Арабеска на гурті 1 марки

1949 року монетні двори Німеччини почали випускати монету 50 пфенігів з написом «Банк німецьких земель». 1950 року напис замінено на «Федеративна Республіка Німеччина», але монетному двору в Карлсруе (G) дозволялось ненадовго карбувати монети з новим роком і старим написом. 30 000 монет з неправильним написом випустили з економічних міркувань. Так з'явилися предмети колекціонування, які в залежності від стану збереження коштують до 3000 євро. На початку 1970-х років їх незаконно перекарбували під час так званого «монетного скандалу в Карлсруе».
Спочатку, монета в 50 пфенігів була єдиною серед інших номіналів, що мала рифлений гурт. З 1972 року монети цього номіналу випускали з гладким гуртом, щоб знизити виробничі витрати.
Співвідношення розмірів монети в 50 пфенігів до 1 марки бере початок від співвідношення розмірів срібних монет у Німецькій імперії, яке існувало до 1918 року. У той час монета номіналом в 50 пфенігів, або, пізніше, «пів марки», відповідала за вмістом металу половині марки. Діаметр монети в 50 пфенігів залишився незмінним на рівні 20 міліметрів. Діаметр монети в 1 марку відрізнявся лише на пів міліметра від діаметра срібної марки імперського періоду. Тоді як розмір і товщина значно відрізнялися.

### Монета 1 марка
Номінал в 1 марку став першою монетою, на якій викарбували повне грошове позначення «німецька марка»; монети, випущені раніше, мали позначення «пфеніг». Як і монета в 50 пфенігів, вона була виготовлена з мідно-нікелевого сплаву.
На монеті було зображено два найбільш поширені німецькі символи: дубове листя на аверсі і герб Німеччини на реверсі. У той час як інші раніше випущені монети мали гладкий або рифлений гурт, то на монеті в 1 марку його прикрасили арабесками.

### Монета 2 марки
Першу монету номіналом 2 марки випущено 8 травня 1955 року. Дизайн створив Йозеф Бернхарт, гравер з Мюнхена, на основі дизайну монети в 1 марку, який також розробив він.
Маючи однаковий дизайн реверсу, монета мала діаметр на два міліметри більший, ніж монета в 1 марку. На аверсі, на додаток до позначення номіналу, замість дубового листя були зображені качани кукурудзи і грона винограду, а гурт містив напис «Einigkeit und Recht und Freiheit» («Єдність, закон і свобода»), замість арабесок; однак, оскільки ці відмінності були незначними, часто виникала плутанина з монетою в 1 марку. Навіть банкам іноді було важко розрізнити дві монети.
Через ці труднощі Бундестаг 30 вересня 1955 року вирішив обміняти монети, що до цього перебували в обігу, на нові, при користуванні якими не виникало б помилок. 13 березня 1957 року Федеральний уряд ухвалив дизайн нової монети. Для зображення на монеті пропонувалися: нобелівський лауреат з фізики, Макс Планк, лікар Роберт Кох та інженер Оскар фон Міллер. Віцеканцлер Франц Блюхер також пропонував випустити ще одну монету, з портретом ще однієї людини, пов'язаної зі створенням лінії Одер — Нейсе, однак міністр внутрішніх справ Герхард Шредер відхилив цю пропозицію, тому що він не вважав доцільним створити два типи монети однакового номіналу. У підсумку, з нагоди 100-річчя від дня народження обрано портрет Макса Планка, створений Карлом Ротом. Крім того, вирішено зробити монету більш виразною. В підсумку 21 червня 1958 року вийшли 2 марки нового зразка, що мали трохи більший діаметр — 26,75 мм і перероблений герб Німеччини, який розміщався на стороні з позначенням номіналу. 30 червня 1958 року, всього через дев'ять днів після введення нової монети, стару монету в 2 марки виведено з обігу і позбавлено права законного платіжного засобу; її можна було обміняти до 30 вересня 1958 року.
Але навіть зі введенням нової монети не всі проблеми розв'язали: спочатку плутанина тривала, цього разу з монетою 5 марок. Крім того, вона була немашиночитною. Багато іноземних монет тих же розмірів і з того ж сплаву сприймалися машинами як 2-маркові номінали, хоча деякі з них мали значно нижчу вартість.
2 лютого 1969 року оголосили, що з'явиться нова монета в 2 марки із зображенням Конрада Аденауера, першого федерального канцлера Федеративної Республіки Німеччини, який мав замінити Макса Планка. Замість більш звичного мідно-нікелевого сплаву (75 % Cu, 25 % Ni) як матеріал використовувався магнімат. Магнімат складався з чистого нікелевого сердечника (7 % для монети в 2 марки), який покривався мідно-нікелевим сплавом з обох боків. Такі зміни магнітних властивостей монети надійно розпізнавалися машинами. Карбувати монети почали 1969 року. 28 грудня 1970 року випустили в обіг перші монети. З матеріально-технічних причин тільки невелика частина монет потрапила в обіг. Оскільки також випустили нові монети з портретом Макса Планка (карбувалися до 1971 року), серед спекулянтів і колекціонерів поширилася чутка про те, що федеральний уряд, представлений коаліцією СДПН і ВДП, не допустить зображення політиків ХДС на монетах. Це призвело до того, що колекціонери іноді платили до 5 марок за монету з Аденауером.
1 липня 1973 року (коли все ще панувала соціал-ліберальна коаліція) монету з Аденауером випущено у великій кількості разом з монетою з Теодором Гойсом, яка мала ті ж характеристики (розмір, маса, сплав). Монету з Максом Планком виведено з обігу 31 липня 1973 року і, таким чином, вона зникла з грошового обігу.
Відтак вийшли ще 2 монети цього типу з зображеннями інших померлих політиків Федеративної Республіки. Вони випускалися з нагоди круглої річниці створення Федеративної Республіки (1969, 1979, 1989, 1994) або німецької марки (1988).
Таким чином, починаючи з 1958 року, номінал у 2 марки концепційно відрізнявся від інших монет. Так само, як пам'ятні монети, вони випускалися в особливих випадках і містили на аверсі портрет славетної людини. Між 1973—2001 роками у великій кількості одночасно перебували в обігу різні монети в 2 марки.

### Монета 5 марок
Для створення дизайну монети регулярного випуску номіналом 5 марок провели конкурс, у якому подано 685 пропозицій. 30 проєктів передали в Федеральний кабінет міністрів 22 лютого 1951 року. Серед учасників до фіналу потрапили: гравер Альберт Холл з міста Швебіш-Гмюнд, Луїс Роберт Ліппл, професор Технічного університету Мюнхена, і Франц Хольц з Майнца. Остаточне рішення прийнято 8 травня на користь Альберта Холла.
Монета спочатку складалася зі сплаву з 62,5 % срібла і 37,5 % міді. Коли ціна на срібло за тройську унцію (близько 31 г) тимчасово зросла до більш ніж 6 доларів, через спекуляції на ринку зі сріблом у середині 1974 року (при курсі близько 2,50 дойчмарок за долар, що відповідало 15 дойчмаркам), вартість металу наблизилася до номінальної вартості монети, це могло незабаром привести до переплавки населенням монет (відповідно до закону Грешама-Коперника XVI століття). Тоді виробництво і випуск монет були б збитковими. Тому 1975 року стару монета номіналом 5 марок вилучено з обігу і замінено новою монетою з магнімату, з більш сучасним зображенням герба Німеччини.
1979 року перехід зі срібла на інший метал обговорювали в телевізійному німецькому двосерійному серіалі «Das Ding». У той час ціна на срібло виросла настільки, що матеріальна вартість срібної монети «Отто Хан», яку вже викарбували, була фактично значно вище номінальної вартості в 5 марок; тому монети пішли на переплавлення, за винятком декількох екземплярів. Наступні нові монети і всі наступні пам'ятні монети такого ж номіналу більше не містили срібла.
Усі монети регулярного випуску номіналом в 5 марок, як і монети в 2 марки, містили на гурті напис: «Einigkeit und Recht und Freiheit». Позиція (тобто місце, звідки починається викарбуваний текст) та орієнтація (коректний напис або ж напис, викарбуваний перевернутим догори) внаслідок технологічного процесу були неідентичними.

### Народні назви

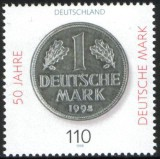
Поштова марка «50-річчя Німецької марки» (1998)

Для окремих монет вживалися (частково регіональні) розмовні назви. Так, 10-пфенігову монету часто в побуті називали «грошем» («Groschen»), а п'ятипфенігову монету «шісткою» («Sechser»). Одно- і двопфенігові монети називали (можливо, через їхнє червоно-коричневе забарвлення) «індіанськими грошима» («Indianergeld»). Монети 5 марок першого випуску до 1975 року часом називали через використаний матеріал та мотив «срібним орлом» («Silberadler»).
У північнонімецькому та західнонімецькому регіоні поширеною назвою монет номіналом 5 марок була назва «гаєрманн» (походження цього слова нез'ясоване, припускають, що воно походило зі сленгу моряків Гамбурга. За однією з версій, ця назва походить від єврейської літери «ה» («хе»), яка мовою їдиш вимовлялася як «гай» і була п'ятою літерою абетки. В Баварії пфеніги, починаючи з монети 5 пфенігів, називали, вживаючи зменшувальний суфікс «-ерль» (наприклад: «фюнферль» («Fünferl») на п'ятипфенігову монету, «ценерль» («Zehnerl») на десятипфенігову монету й тому подібне). Монету дві марки часто називали «цвікель» (дослівно «клинець у спідниці» («Zwickel»)). Багато типово баварських назв монет перейшли нині на монети євро, тобто, наприклад, один «ценерль» — це монета 10 центів, а «цвікель» — монета 2 євро

### Рідкісні монети регулярного випуску
Нижче подано вартість найрідкісніших монет регулярного випуску кожного номіналу в найкращому ступені колекційного стану (анциркулейтед). Монети у стані пруф іноді мають набагато вищі ціни, а монети звичайної якості карбування оцінюють значно нижче.
- 1-пфеніг (1948, Карлсруе (G)) — 90 євро
- 2-пфеніги (1950, Карлсруе (G)) — 90 євро
- 5-пфенігів (1967, Карлсруе (G)) — 80 євро
- 10-пфенігів (1967, Карлсруе (G)) — 90 євро
- 50-пфенігів (1950, Карлсруе (G), з текстом «BANK DEUTSCHER LÄNDER») — 1.800 євро (див. вище)
- 50-пфенігів (1966, Гамбург (J); 1995, Штутгарт (F), Карлсруе (G)) — 100 євро
- 1-марка (1954, Штутгарт (F)) — 1.000 євро; (1954, Карлсруе (G)) — 1.600 євро; (1955, Карлсруе (G)) — 1.500 євро
- 2-марки «з колоссям» (1951, Карлсруе (G)) — 300 євро
- 2-марки «Макс Планк» (1959, Мюнхен (D)) — 300 євро; (1959, Штутгарт (F)) — 400 євро
- 5-марок «срібна» (1958, Гамбург (J)) — 4.500 євро
- 5-марок «магніматна» (1995, всі монетні двори) — 50 євро

Крім того, є ще рідкісні монети з браком карбування і пробні монети, які оцінюють значно вище монет, вказаних у переліку.

### Пам'ятні і ювілейні монети

10 марок «50-річчя Німецької марки» 1998 року

Золота 1 марка 2001 року

Крім монет регулярного випуску, також карбували пам'ятні та ювілейні монети. Хоча ці монети мали статус законного платіжного засобу, вони рідко з'являлися в повсякденному житті.
Першу пам'ятну монету-марку випущено 11 вересня 1953 року на честь 100-річчя Німецького музею в Нюрнберзі. Монета мала ті самі технічні дані, що й монета регулярного випуску номіналом в 5 марок, що перебувала в обігу на той час. Маючи тираж 200 000 екземплярів, з них тільки 1240 монет випущено в якості пруф, вартість яких серед колекціонерів доходить до 3600 євро. Всього між 1953 і 1979 роками випустили 28 монет різної тематики.
Після того, як Мюнхен здобув право на проведення літніх Олімпійських ігор 1972 року, 26 січня 1970 року випущено першу пам'ятну монету в 10 марок; на ній зображена спіраль променів — логотипу Ігор. До 1972 року у зв'язку з Олімпійськими іграми випустили п'ять монет з різним дизайном. На першій монеті цієї тематики, з променевою спіраллю, легенда містила неправильний напис: «SPIELE DER XX. OLYMPIADE 1972 IN DEUTSCHLAND», згодом цей напис змінили, він включав слова «… IN MÜNCHEN», оскільки ігри були дані місту, а не країні. Вперше на всіх західнонімецьких монетних дворах розпочали виробництво олімпійських монет — до цього лише один монетний двір карбував усі монети. Монети складалися на 62,5 % з чистого срібла і на 37,5 % з міді. Вони мали масу 15,5 грама і діаметр 32,5 міліметра.
Після того як 1975 року монети в 5 марок регулярного випуску стали карбувати з магнімату, через високу ціну на срібло, 1980 року пам'ятні монети також перестали карбувати зі срібла. 1979 року ціна на срібло злетіла майже до 50 доларів за унцію. Для монети, випущеної 24 вересня 1980 року з нагоди 100-річчя Отто Гана, вартість срібла в ній була б на 7,21 марки вище номінальної вартості в 5 марок. Відтоді всі монети номіналом у 5 марок карбували з мідно-нікелевого сплаву. Між 1980 і 1986 роками додатково випустили 14 монет різного дизайну. Востаннє пам'ятну монету в 5 марок випустили 22 жовтня 1986 року на честь 200-х роковин смерті Фрідріха Великого.
30 квітня 1987 року, до дня 750-річчя Берліна, відновлено випуск пам'ятних монет номіналом 10 марок. Характеристики монет відповідали олімпійським монетам. 1998 року вміст срібла (з таким же діаметром і однаковою масою) збільшено до 92,5 %. До введення євро було випущено 36 монет різного дизайну номіналом 10 марок.
26 липня 2001 року Німецький Бундесбанк представив останній випуск німецької марки на підставі дозволу, даного законом щодо карбування золотої монети в 1 марку, і створення фонду «Гроші та валюта» від 27 грудня 2000 року. Монета, виготовлена з чистого золота 999 проби, відповідала за зовнішнім виглядом останній випущеній монеті регулярного випуску в 1 марку, з тією різницею, що на реверсі замість тексту «Федеративна Республіка Німеччина», було вказано «Німецький Бундесбанк». Монета вийшла тиражем в один мільйон штук, її вартість становила 250 марок. Це була єдина золота монета номіналом в 1 марку.

## Банкноти
Німецька марка налічувала чотири офіційно випущені серії банкнот. Крім того, відомо про наявність двох резервних серій, які зберігалися в бункері Бундесбанку в місті Кохем («Bundesbankbunker Cochem»), вони так і не потрапили до обігу. Крім того, існувала серія федеральних касових знаків, яка мала замінити монети під час кризи, але її також ніколи не випускали в обіг.

### Перша серія банкнот

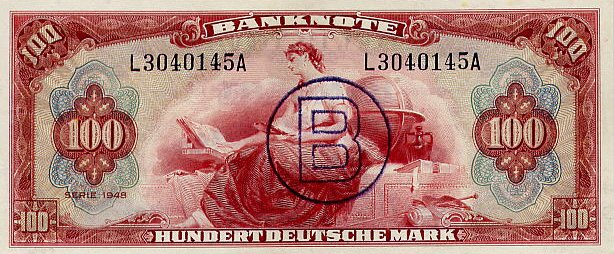
Банкнота в 10 марок з наддруківкою «В»

Першу серію банкнот надрукували в США й доставили до Німеччини під час надсекретної операції «Пташина собака» (англ. Operation Bird Dog) на кораблі в Бремергафен навесні 1948 року. Потім 23 000 сталевих коробок з новими грошима доставлено на вантажівках до Франкфурта. Після цього Банк німецьких земель під суверенітетом західних союзників випустив банкноти в обіг під час грошової реформи 20 червня 1948 року. Дизайн банкнот був значною мірою заснований на доларі США; використовувалися навіть елементи малюнку американських залізничних акцій. Вказівка установи-емітента і підпис на банкнотах були відсутні. Так само відсутня вказівка місця випуску банкнот, щоб, у разі угоди з Радянським Союзом, вони могли б стати загальною валютою для всієї Німеччини.
Під час грошової реформи введено банкноти в ½, 1, 2, 5, 10, 20, 50 та 100 марок. Монети не випускалися до 1949 року. Для забезпечення населення й торгівлі дрібними грішми на перехідний період можна було використовувати монети і банкноти, які вже перебували в обігу, до одної райхсмарки за вартістю одної десятої номіналу. Тому спочатку можна було обійтися без банкнот на суму до 50 пфенігів.
Перша серія мала два різних випуски банкнот у 20 і 50 марок.
24 червня 1948 року область дії німецької марки (Західна Німеччина) розширено на три західні сектори Берліна. Ці банкноти були проштамповані, або перфоровані, буквою «В». Тому в просторіччі ці купюри називалися «ведмежою маркою» («Bärenmark»).
| 1-а серія банкнот | 1-а серія банкнот | 1-а серія банкнот | 1-а серія банкнот | 1-а серія банкнот  | 1-а серія банкнот                                                      | 1-а серія банкнот | 1-а серія банкнот | 1-а серія банкнот |
| Зображення        | Зображення        | Номінал           | Розміри (мм)      | Основний колір     | Опис                                                                   | Опис              | Дата введення     | Дата вилучення    |
| Аверс             | Реверс            | Номінал           | Розміри (мм)      | Основний колір     | Аверс                                                                  | Реверс            | Дата введення     | Дата вилучення    |
| ----------------- | ----------------- | ----------------- | ----------------- | ------------------ | ---------------------------------------------------------------------- | ----------------- | ----------------- | ----------------- |
|                   |                   | 50 пфенігів       | 112 × 67          | зелено- синій      | номінал                                                                | номінал           | 20 червня 1948    | 30 квітня 1950    |
|                   |                   | 1 марка           | 112 × 67          | синьо- коричневий  | номінал                                                                | номінал           | 20 червня 1948    | 28 лютого 1957    |
|                   |                   | 2 марки           | 112 × 67          | рожево- зелений    | номінал                                                                | номінал           | 20 червня 1948    | 28 лютого 1957    |
|                   |                   | 5 марок           | 112 × 67          | коричнево- рожевий | постать чоловіка, що сидить на тлі корабля і глобуса; номінал          | номінал           | 20 червня 1948    | 31 травня 1950    |
|                   |                   | 10 марок          | 141 × 67          | синій              | алегорична група: «робота, справедливість і розвиток»; номінал         | номінал           | 20 червня 1948    | 31 липня 1966     |
|                   |                   | 20 марок          | 146 × 67          | зелений            | постаті жінки і юнака, що сидять на тлі промислового містечка, номінал | номінал           | 20 червня 1948    | 31 січня 1964     |
|                   |                   | 20 марок          | 156 × 67          | синьо- червона     | портрет жінки у профіль, номінал                                       | номінал           | 20 червня 1948    | 3 травня 1949     |
|                   |                   | 50 марок          | 151 × 67          | синій              | постать жінки, що сидить з кошиком фруктів; номінал                    | номінал           | 20 червня 1948    | 15 травня 1962    |
|                   |                   | 50 марок          | 156 × 67          | чорно- червоний    | портрет жінки в анфас, номінал                                         | номінал           | 20 червня 1948    | 31 липня 1949     |
|                   |                   | 100 марок         | 156 × 67          | червоний           | постать жінки, що сидить з книжкою на тлі глобуса, номінал             | номінал           | 20 червня 1948    | 15 червня 1956    |

### Друга серія банкнот
Друга серія банкнот також випускалася в обіг Банком німецьких земель поетапно з 20 серпня 1948 року і мала відповідне позначення емісійного центру «Bank deutscher Länder» замість «Банкнота» на лицьовій стороні, як це було на перший серії. Дизайни 10 і 20 марок були однакові з відповідними номіналами першої серії. Графік Макс Біттроф розробив дизайни для 5, 50 та 100 марок. Банкноти складалися зі зносостійкого паперу й були надруковані в Англії, Франції та США. 1955 року підприємство «Bundesdruckerei» з виготовлення цінних паперів дістало наказ надрукувати банкноту в 5 марок, за якою йшла купюра в 50 марок 1959 року.
| 2-а серія банкнот | 2-а серія банкнот | 2-а серія банкнот | 2-а серія банкнот | 2-а серія банкнот | 2-а серія банкнот                                                                                             | 2-а серія банкнот | 2-а серія банкнот | 2-а серія банкнот | 2-а серія банкнот |
| Зображення        | Зображення        | Номінал           | Розміри (мм)      | Основний колір    | Опис | Опис | Дата введення     | Дата вилучення    |                   |
| Аверс             | Реверс            | Номінал           | Розміри (мм)      | Основний колір    | Аверс | Реверс | Дата введення     | Дата вилучення    |                   |
| ----------------- | ----------------- | ----------------- | ----------------- | ----------------- | --- | --- | ----------------- | ----------------- | ----------------- |
|                   |                   | 5 пфенігів        | 60 × 40           | синьо-фіолетовий  | номінал | номінал | 20 серпня 1948    | 31 жовтня 1950    |                   |
|                   |                   | 10 пфенігів       | 60 × 40           | синьо-коричневий  | номінал | номінал | 20 серпня 1948    | 30 вересня 1950   |                   |
|                   |                   | 5 марок           | 120 × 60          | зелений           | алегорична група: «викрадення Європи»                                                                         | номінал | 22 березня 1950   | 31 липня 1966     |                   |
|                   |                   | 10 марок          | 141 × 67          | синій             | алегорична група: «робота, справедливість і розвиток»                                                         | номінал | 13 грудня 1951    | 31 липня 1966     |                   |
|                   |                   | 20 марок          | 146 × 67          | зелений           | постаті жінки і юнака, що сидять на тлі промислового містечка, номінал                                        | номінал | грудень 1952      | 31 січня 1964     |                   |
|                   |                   | 50 марок          | 150 × 75          | зелено-коричневий | портрет чоловіка в капелюсі з картини Альбрехта Дюрера, номінал                                               | портрет чоловіка в капелюсі з картини Альбрехта Дюрера, група «мотиви з життя», номінал, печатка Банку німецьких земель | 18 вересня 1951   | 31 липня 1965     |                   |
|                   |                   | 100 марок         | 160 × 80          | блакитний         | член міської ради Нюрнберга Якоб Мюффел (з картини Альбрехта Дюрера), номінал, печатка Банку німецьких земель | член міської ради Нюрнберга Якоб Мюффел (з картини Альбрехта Дюрера), історичні будівлі Нюрнберга, номінал              | 16 травня 1951    | 31 липня 1965     |                   |

Для захисту від підробки всі купюри цієї серії мали гільйош. Крім того, кожні купюри в 5 і 10 пфенігів, а також у 5 і 50 марок мали водяний знак. Купюра в 5 марок мала додаткову захисну стрічку.
Банкноти в 5, 50 та 100 марок містили на зворотному боці текст про покарання за підробку: «Кожен, хто копіює або підробляє банкноти, або вводить в обіг копійовані, або підроблені банкноти, підлягає покаранню ув'язненням терміном до двох років», такий самий текст містився на попередніх банкнотах-райхсмарках.

### Третя серія банкнот (BBk I)

Підписи на першому випуску серії BBk I 1960 року

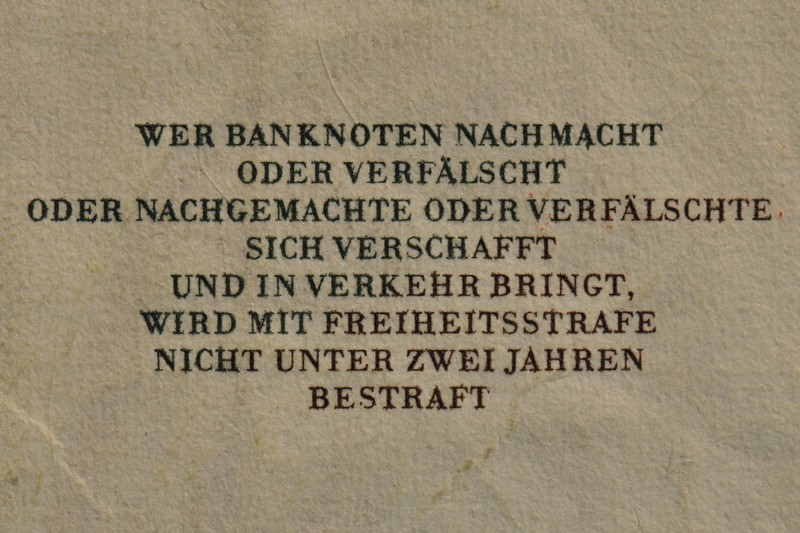
Текст про покарання за підробку на купюрах
серії BBk I

Водяний знак 5 марок

Третя серія банкнот була в обігу з 1961-го до початку 1990-х років. Плани з випуску нової серії банкнот з'явилися ще 1957 року, коли Банк німецьких земель був перетворений на Німецький Бундесбанк, тому слова «Банк німецьких земель», надруковані на попередніх серіях, уже були некоректними. Як перша серія банкнот, випущена Бундесбанком, вона отримала внутрішнє позначення «BBk I».
Банкноти попередніх серій мали дуже короткий термін служби порівняно з банкнотами наступних випусків, оскільки вони були зроблені з не надто зносостійкого паперу. Потреба випуску нової серії також була зумовлена зменшенням резервних запасів банкнот попереднього випуску, які використовувалися для заміни пошкоджених купюр.
Типовими елементами захисту банкнот від підробки цього періоду був гільош, багаторівневий водяний знак і захисна стрічка. Більшість банкнот мали флуоресцентні номери банкнот, які видно під ультрафіолетовим світлом, а також зелені, жовті та сині флуоресцентні волокна, вбудовані в папір; однак в обігу також траплялися деякі екземпляри банкнот без цих характеристик. Папір банкнот мав різні відтінки: зелений (5 і 20 марок), блакитний (10 і 100 марок) або жовтуватий (інші номінали). 1977 року банкноти отримали новий елемент захисту, так званий «M-Merkmal». Елемент являв собою безбарвну неорганічну оксидну суміш, нанесену на захисну стрічку, яка мала машиночитну функцію. Банкноти, захищені від підробок таким чином, називалися всередині Бундесбанку «BBk Ia». Всі банкноти третьої серії містили вказівку щодо покарання за підробку та фальсифікацію.
Друк 500 мільйонів екземплярів нових банкнот відбувався виключно в Німеччині. Близько половини випуску третьої серії, вимірюваного кількістю банкнот, а не номінальною вартістю, було надруковано в Берліні, на підприємстві «Bundesdruckerei», а решта — в Мюнхені, в приватній друкарні «Giesecke & Devrient». 1960 року розпочався друк перших 20-маркових купюр, пізніше друкарня «Giesecke & Devrient» надрукувала також 100- і 1000-маркові купюри. Вартість друку становила близько 50 мільйонів марок, що було профінансовано коштом прибутку Бундесбанку. У цілому, обміну підлягало близько 20 мільярдів марок.
Попри велику потребу торгівлі в новій купюрі в 1000 марок, Бундесбанк спочатку не наважувався ввести її, заради протидії чуткам щодо наростання інфляції. Тираж 1000-маркової купюри неухильно збільшувався протягом багатьох років. Якщо 1964 року їх було 640 000 екземплярів, 4,5 мільйона 1974 року, то через десять років їх уже налічувалося 19,4 мільйона.
Всього вийшло п'ять випусків цієї серії банкнот. Перший тираж датується 2 січня 1960 року і містить підписи тодішнього президента і віцепрезидента Бундесбанку Карла Блессінга і Генріха Трегера. 2 січня 1970 року, після кадрової зміни вищого керівництва Бундесбанку, вийшов другий тираж. У той же час, на зворотному боці банкнот, у тексті щодо покарання за підробку, слово «Zuchthaus» («виправний будинок») було замінено словом «Freiheitsstrafe» («позбавлення волі»), оскільки виправні будинки скасовано внаслідок великомасштабної реформи кримінального законодавства 1969 року. Були присутні підписи нового керівництва Бундесбанку Карла Класена і Отмара Еммінгера. 1 червня 1977 року Еммінгер обійняв посаду президента, а Карл Отто Пьоль став його віцепрезидентом. Починаючи з цього випуску, банкноти містили елемент захисту «M-Merkmal» і мали найменування «BBk Ia». Дату випуску на банкнотах востаннє змінено 2 січня 1980 року. Пьоль на той час став президентом Бундесбанку, а Гельмут Шлезінгер був його заступником. Пізніше на зворотному боці банкнот з'явився міжнародний знак охорони авторського права.
20 марок була банкнотою, яка залишалася в обігу найдовше. Вона стала першою банкнотою третьої серії, випущеною 10 лютого 1961 року, банкнота аналогічного номіналу наступної серії була введена в обіг тільки через 11 371 день (більше 31 року).
Третя серія банкнот була вилучена з обігу 30 червня 1995 року, майже через три роки після того, як до обігу надійшов повний номінальний ряд четвертої серії банкнот.

#### Дизайн

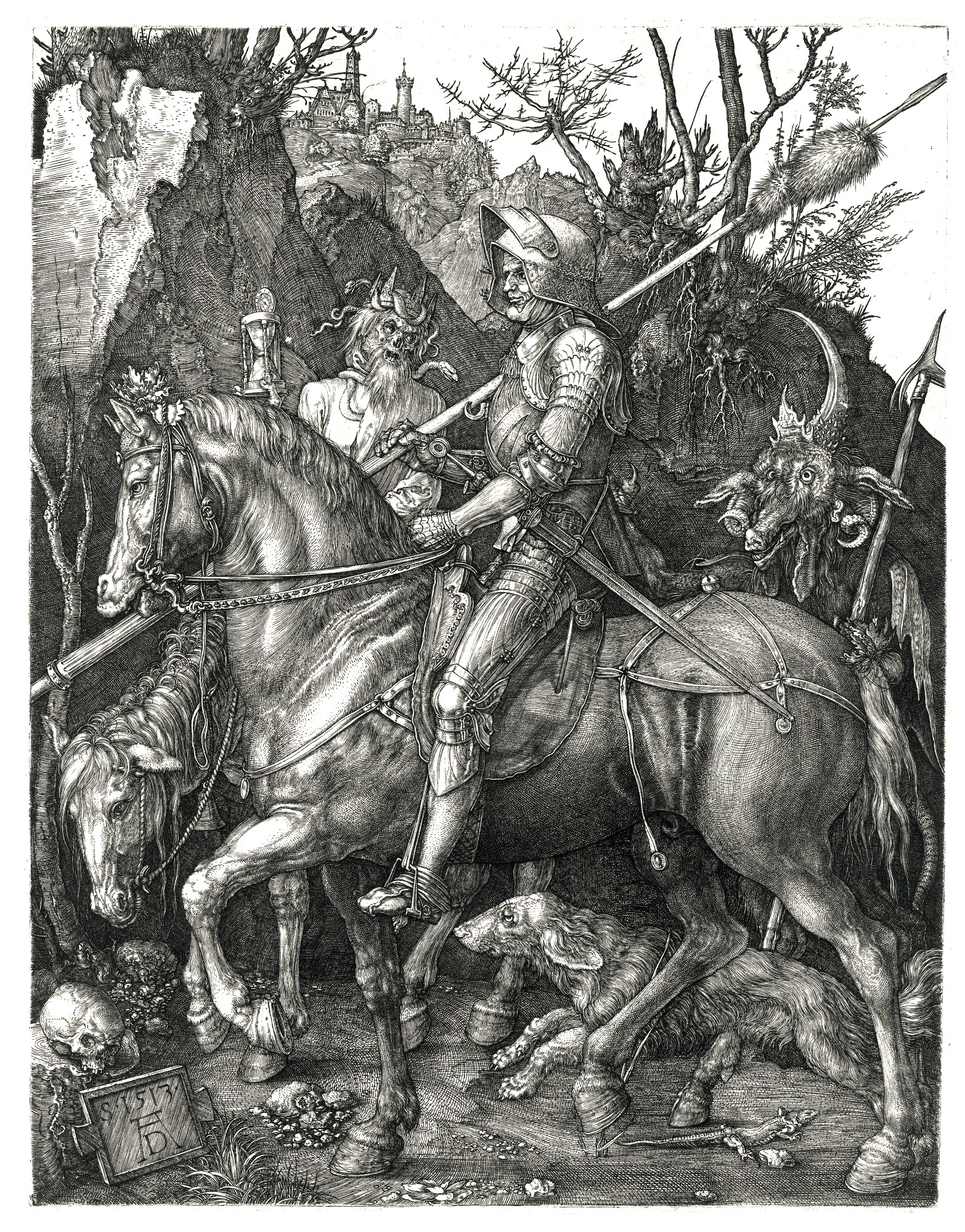
Гравюра Альбрехта Дюрера «Лицар, смерть і диявол» (1513), яку пропонувалося зобразити на 1000 марках

Спочатку Бундесбанк визначив зображення портретів, написів та форматів банкнот. Оскільки захист від підробок був першочерговим, використовувалися складні для копіювання зображення портретів зі старих, визнаних культурно-історичних картин. Коли справа дійшла до основних кольорів, Бундесбанк слідував забарвленню банкнот попередніх серій. Для нових купюр номіналом в 500 і 1000 марок обрали червоний і коричневий кольори. Ці дві купюри були єдиними в серії, які містили банкнотні номери на зворотному боці. Потім Бундесбанк оголосив конкурс на подальший дизайн, а саме на вибір мотивів оформлення для зворотного боку і декоративного дизайну, і запросив для цього десять дизайнерів-графіків, які вже мали досвід створення дизайнів банкнот і поштових марок.
Дизайн-переможець обрали на початку 1959 року за участю тодішнього федерального президента банку Теодора Гойсса. Учасниками конкурсу були: Герман Айденбенц (його проєкти використані для серії «BBK I»), Макс Біттроф (його проєкти використані для серії «BBK II» (резервна серія); Рудольф Герхардт (його проєкти використані для серії «BBK IIa» (резервна серія для Берліна); Рене Біндер (хоча його проєкти не були реалізовані, графічні рішення цієї серії згодом стали відомі на виставці); Ернст Бьом (його малюнки нагадували банкноти трильйонних номіналів 1924 року, на яких містилося зображення портрета праворуч у прямокутному вікні); Курт Кранц (його проєкти також містили портрети в прямокутнику, їхнім примітним рішенням були вигнуті лінії на лицьовій стороні банкнот, які «послаблювали» надмірно «квадратні» елементи малюнку. Він був єдиним, хто для водяного знака запропонував орла, а не зображення голови); Еріх Меєрвальд (банкноти, які він розробив, мали акварельний вид, з круглими вигнутими лініями); Карл Ханс Вальтер (його малюнки містили портрети в круглому медальйоні, в центрі ліворуч вказувався номінал. На зворотних боках банкнот великих номіналів мотиви малюнків містили зображення орла); Альфред Голдаммер (у його дизайні повністю домінували кола і круглі лінії); Леон Шелль (його дизайн зворотного боку єдиної відомої банкноти в 50 марок містив середньовічну торговельну сцену).
Переможцем конкурсу став швейцарець Герман Айденбенц, який на той час жив у Гамбурзі. Бундесбанк відхилив деякі з його пропозицій зобразити гравюру «Лицар, смерть і диявол» Альбрехта Дюрера на зворотному боці банкноти в 1000 марок. Пізніше Айденбенц сказав, що «джентльменам це не сподобалося». Замість цього на зворотному боці банкноти зображений Лімбургзький собор, з гравюри мюнхенського гравера і художника-графіка Себастьяна Сайлера. Інші затвердженні відхилення від оригінального малюнка Айденбенца містили зображення дубової гілки, замість дубового листа, на 5 марках, і замку на 50 марках, замість силуету німецького міста, як це передбачалося спочатку.
| 3-я серія банкнот (BBk I)           | 3-я серія банкнот (BBk I)          | 3-я серія банкнот (BBk I) | 3-я серія банкнот (BBk I) | 3-я серія банкнот (BBk I) | 3-я серія банкнот (BBk I) | 3-я серія банкнот (BBk I)                                                      | 3-я серія банкнот (BBk I) | 3-я серія банкнот (BBk I) | 3-я серія банкнот (BBk I) |
| Зображення                          | Зображення                         | Номінал (марок)           | Розміри (мм)              | Основний колір            | Опис | Опис                                                                           | Дата введення             | Дата вилучення            |                           |
| Аверс                               | Реверс                             | Номінал (марок)           | Розміри (мм)              | Основний колір            | Аверс | Реверс                                                                         | Дата введення             | Дата вилучення            |                           |
| ----------------------------------- | ---------------------------------- | ------------------------- | ------------------------- | ------------------------- | --- | ------------------------------------------------------------------------------ | ------------------------- | ------------------------- | ------------------------- |
| Файл:5 DM Serie3 Vorderseite.jpg    | Файл:5 DM Serie3 Rueckseite.jpg    | 5                         | 120 x 60                  | світло-зелений            | портрет венеційки (за мотивами однойменної картини Дюрера), номінал | дубове листя, номінал, печатка Німецького Бундесбанку                          | 6 травня 1963             | 30 червня 1995            |                           |
| Файл:10 DM Serie3 Vorderseite.jpg   | Файл:10 DM Serie3 Rueckseite.jpg   | 10                        | 130 x 65                  | сіро-блакитний            | портрет молодого чоловіка (за мотивами однойменної картини Дюрера), номінал                                                                                                   | корабель «Горх Фок II», номінал, печатка Німецького Бундесбанку                | 21 жовтня 1963            | 30 червня 1995            |                           |
| Файл:20 DM Serie3 Vorderseite.jpg   | Файл:20 DM Serie3 Rueckseite.jpg   | 20                        | 140 x 70                  | зелений                   | портрет нюрнбергської патриціанки Ельсбет Тухер (за мотивами однойменної картини Дюрера), номінал                                                                             | скрипка і кларнет, номінал, печатка Німецького Бундесбанку                     | 10 лютого 1961            | 30 червня 1995            |                           |
|                                     | Файл:50 DM Serie3 Rueckseite.jpg   | 50                        | 150 x 75                  | коричневий                | чоловічий портрет (за мотивам картини німецького художника Бартеля Бегама «Ґанс Урміллер і син», що зберігається у Штеделевському художньому інституті у Франкфурті), номінал | Гольстинські ворота у Любеку, номінал, печатка Німецького Бундесбанку          | 18 червня 1962            | 30 червня 1995            |                           |
| Файл:100 DM Serie3 Vorderseite.jpg  | Файл:100 DM Serie3 Rueckseite.jpg  | 100                       | 160 x 80                  | синій                     | портрет космографа Себастьяна Мюнстера (за мотивам картини художника Кристофа Амбергера, з Берлінської картинної галереї), номінал                                            | орел, номінал, печатка Німецького Бундесбанку                                  | 26 лютого 1962            | 30 червня 1995            |                           |
| Файл:500 DM Serie3 Vorderseite.jpg  | Файл:500 DM Serie3 Rueckseite.jpg  | 500                       | 170 x 85                  | червоно-коричневий        | портрет молодого чоловіка (за мотивам картини «Портрет безбородого чоловіка» німецького художника Ганса Малера цу Щваца), номінал                                             | замок Ельц, номінал, печатка Німецького Бундесбанку                            | 26 квітня 1965            | 30 червня 1995            |                           |
| Файл:1000 DM Serie3 Vorderseite.jpg | Файл:1000 DM Serie3 Rueckseite.jpg | 1000                      | 180 x 90                  | коричневий                | портрет математика і астронома Йоганна Шонера (за мотивам картини художника Лукаса Кранаха Старшого), номінал                                                                 | кафедральний собор у Лімбурзі-на-Лані, номінал, печатка Німецького Бундесбанку | 27 липня 1964             | 30 червня 1995            |                           |

### Резервні серії (BBk II) і федеральні касові знаки

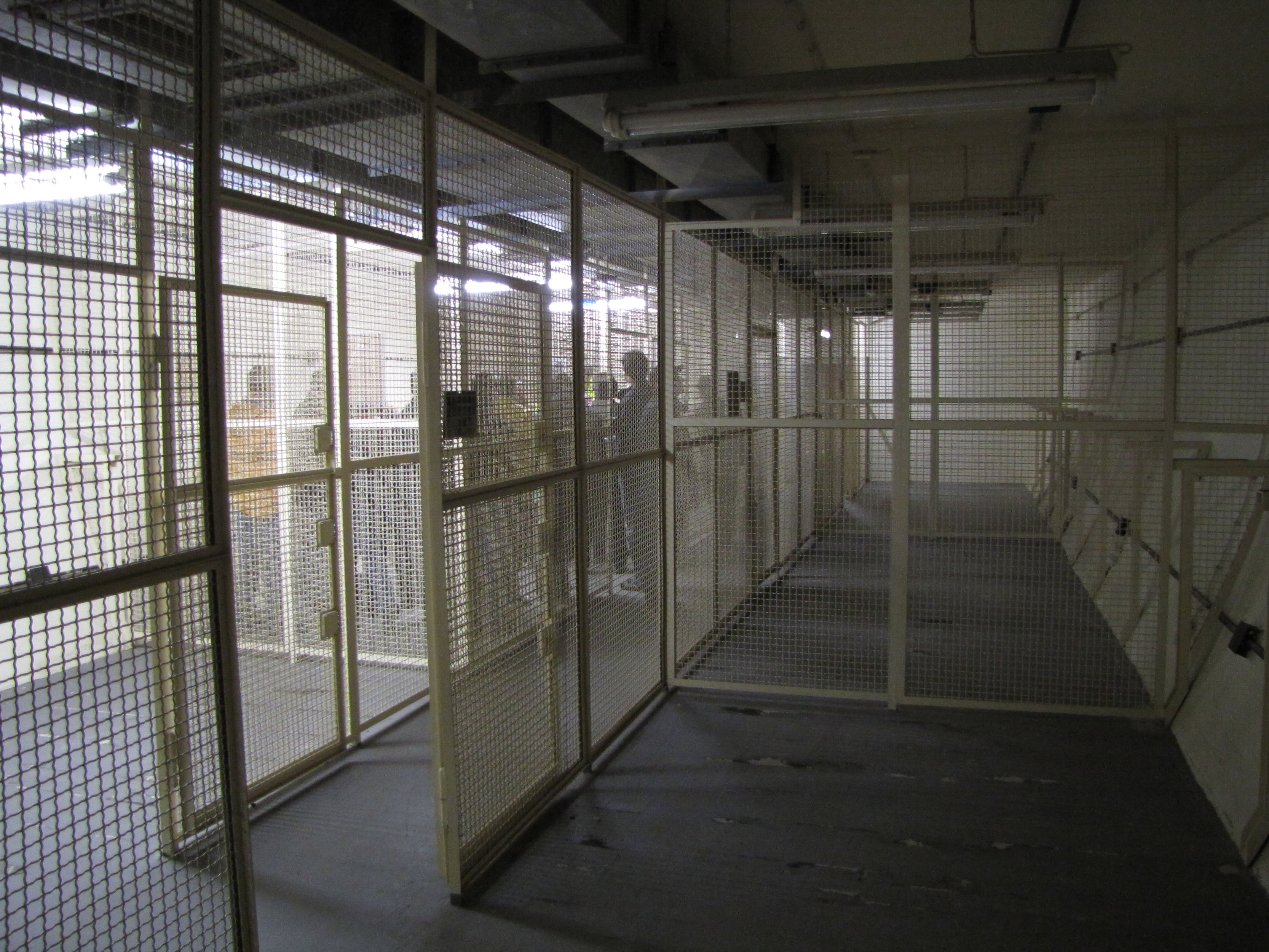
Більше половини резервних банкнот зберігалося з 1964 до 1988 року в бункері Бундесбанку в Кохемі

На випадок кризи грошового обігу та війни, яка б вимагала обміну банкнот, 20 січня 1959 року Бундесбанк вирішив надрукувати зразки резервних банкнот.
Незважаючи на 30-річний період конфіденційності (який минув 2010 року), існування серії резервних банкнот не було секретом; тому що Бундесбанк повідомив у своєму щомісячному звіті за листопад 1962 року такий факт: «Крім того, скорочену (тобто обмежену номіналами 10, 20, 50 і 100 марок) резервну серію випущено за ескізами франкфуртського художника-графіка Макса Біттрофа, який створив для Банку німецьких земель дизайн купюри в 5 марок — „Європа на бику“ і дизайн 50 і 100 марок з портретами Імхофа і Муффеля». 1964 року резервну серію знову згадали. Преса відреагувала через чотири роки, опублікувавши невеликі статті щодо цієї серії. Після того, як 2010 року закінчився 30-річний період конфіденційності відповідних документів Бундесбанку, стали відомі подробиці щодо цієї серії.
Бундесбанк виготовив дві резервні серії банкнот. Перша серія була призначена для Західної Німеччини і отримала внутрішнє позначення «BBk II». Друга серія призначалася для Західного Берліна і отримала внутрішнє позначення «Берлінська серія» або «Серія B». Існували номінали 10, 20, 50 та 100 марок, а в берлінській серії був додатково номінал ще й 5 марок.
Для створення резервної серії були обрані два з переможених на конкурсі на «серію BBk I регулярного випуску» дизайни банкнот Макс Біттрофа і Рудольфа Герхардта. Біттроф дістав вказівку, щоб зворотний бік банкнот резервної серії містив лише орнамент відповідно до його дизайну 50-маркової купюри для серії «BBk I».
Друкування банкнот почалося 1963 року і тривало до 1974 року, оскільки кількість резервних банкнот доводилося коригувати відповідно до кількості банкнот, які фактично перебували в обігу. Банкноти в 20 і 100 марок надрукувало підприємство «Bundesdruckerei» в Берліні, а банкноти в 10 і 50 марок — приватна банкнотна друкарня «Giesecke & Devrient». Майже 785 мільйонів банкнот загальною номінальною вартістю близько 29 мільярдів марок (близько 25 мільярдів марок для Західної Німеччини і близько 4 мільярдів марок для Західного Берліна) вийшли декількома тиражами, причому більше половини з них зберігалися між 1964—1988 роками в надсекретному бункері Бундесбанку в Кохемі («Bundesbankbunker Cochem»). Решта зберігалися в сейфі Бундесбанку у Франкфурті.
Берлінська серія Герхардта «BBk II» значною мірою відповідала проєктам, що їх подав графічний дизайнер на конкурс зі створення серії «BBk I». Ця серія була розроблена виключно в Берліні, друкувалася «Bundesdruckerei» і зберігалася там же у Банку центральних земель. Проте позначення Берліна не містилося на цих банкнотах, місцем їхнього друку був названий Франкфурт-на-Майні. У «Bundesdruckerei» надійшло всього три накази Бундесбанку щодо друку банкнот.
1967 року «Bundesdruckerei» також випустив федеральні касові знаки («Bundeskassenscheine»), як ще один альтернативний платіжний засіб від імені Федерального міністерства фінансів. Федеральні касові знаки випускалися тільки в невеликих номіналах (5, 10 та 50 пфенігів, а також 1 і 2 марки); їхньою метою була заміна монет, особливо в період кризи, коли вартість металу перевищувала б номінальну вартість монет і призвела до того, що монети переплавлялися заради наживи, або накопичувалися населенням. Дизайн був дуже простим, він не містив портретів або інших картинок. Ці банкноти також зберігалися в бункері Бундесбанку.
Про точні причини створення резервних банкнот немає жодних відомостей. Згідно з офіційними заявами, їх створено на випадок «можливої нестачі дрібних грошей» і «швидкої навали фальшивок»; однак підозрюють, що справжніми причинами створення берлінської серії «BBk II» стала «холодна війна» і несприятлива політична обстановка.
1988 року Бундесбанк і Міністерство фінансів вирішили знищити резервні гроші, тому що їхні ступені захисту більше не було достатніми для ефективного запобігання підробкам. Таким чином, не було більше вигоди в зберіганні таких грошей, до того ж через запровадження електронних платежів зменшувалась потреба в готівкових грошах.
Частина банкнот була вкрадена в контрактних приватних компаніях під час їхньої утилізації, тому деякі банкноти все ще можна зустріти в колекціонерів. Проте Бундесбанк втручається в публічні торги, оголошуючи резервні банкноти і федеральні касові знаки як вкрадену власність і конфісковує їх.

#### Серія для Західної Німеччини
Дизайн банкнот створив позаштатний художник-графік Макс Біттроф. Водяний знак зображав змінений головний портрет купюри. Флуоресцентні волокна містилися тільки на купюрі в 100 марок. Усі банкноти були випущені 1 липня 1960 року і мали захисну стрічку.
| Серія для Західної Німеччини (BBk II)                     | Серія для Західної Німеччини (BBk II) | Серія для Західної Німеччини (BBk II) | Серія для Західної Німеччини (BBk II) | Серія для Західної Німеччини (BBk II) | Серія для Західної Німеччини (BBk II) | Серія для Західної Німеччини (BBk II) | Серія для Західної Німеччини (BBk II)   |      |
| Зображення                                                | Зображення                            | Номінал                               | Розмір (мм)                           | Основний колір                        | Кількість                             | Опис | Опис                                    | Опис |
| Аверс                                                     | Реверс                                | Номінал                               | Розмір (мм)                           | Основний колір                        | Кількість                             | Аверс | Реверс                                  |      |
| --------------------------------------------------------- | ------------------------------------- | ------------------------------------- | ------------------------------------- | ------------------------------------- | ------------------------------------- | --- | --------------------------------------- | ---- |
| Файл:10 dm bbkII bdr vs.jpg                               | Файл:10 dm bbkII bdr rs.jpg           | 10 марок                              | 130 × 65                              | синій                                 | 186.480.000                           | портрет молодого чоловіка (за мотивами однойменної картини Дюрера), номінал                                                                                             | номінал, печатка Німецького Бундесбанку |      |
| Файл:20 dm bbkII bdr vs.jpg                               | Файл:20 dm bbkII bdr rs.jpg           | 20 марок                              | 140 × 70                              | зелений                               | 199.980.000                           | портрет нюрнбергської патриціанки Ельсбет Тухер (за мотивами однойменної картини Дюрера), номінал                                                                       | номінал, печатка Німецького Бундесбанку |      |
| Файл:50 dm bbkII bdr vs.jpg                               | Файл:50 dm bbkII bdr rs.jpg           | 50 марок                              | 150 × 75                              | коричневий                            | 179.040.000                           | чоловічий портрет (за мотивам картини невідомого швабського художника «Чоловік з дитиною», що зберігається у Штеделевському художньому інституті у Франкфурті), номінал | номінал, печатка Німецького Бундесбанку |      |
| Файл:Banknoten der Serie "BBk II" für Westdeutschland.jpg | Файл:100 dm bbkII bdr rs.jpg          | 100 марок                             | 160 × 80                              | блакитний                             | 104.580.000                           | портрет космографа Себастьяна Мюнстера (за мотивам картини художника Христофа Амбергера, з Берлінської картинної галереї), номінал                                      | номінал, печатка Німецького Бундесбанку |      |

#### Серія для Західного Берліна
Дизайн серії для Західного Берліна створив Рудольф Герхардт, художник-графік з «Bundesdruckerei». Ця серія банкнот не містила ні захисної стрічки, ні флуоресцентних волокон. Замість водяного знака у вигляді портрета, зображено букви «BBk». Банкноти випущено 1 липня 1963 року.
| Серія для Західного Берліну (BBk II)                       | Серія для Західного Берліну (BBk II) | Серія для Західного Берліну (BBk II) | Серія для Західного Берліну (BBk II) | Серія для Західного Берліну (BBk II) | Серія для Західного Берліну (BBk II) | Серія для Західного Берліну (BBk II) | Серія для Західного Берліну (BBk II) |      |
| Зображення                                                 | Зображення                           | Номінал                              | Розмір (мм)                          | Основний колір                       | Кількість                            | Опис | Опис                                 | Опис |
| Аверс                                                      | Реверс                               | Номінал                              | Розмір (мм)                          | Основний колір                       | Кількість                            | Аверс | Реверс                               |      |
| ---------------------------------------------------------- | ------------------------------------ | ------------------------------------ | ------------------------------------ | ------------------------------------ | ------------------------------------ | --- | ------------------------------------ | ---- |
| Файл:5 dm bbkII berlin vs.jpg                              | Файл:5 dm bbkII berlin rs.jpg        | 5 марок                              | 120 × 60                             | зелений                              | 20.500.000                           | портрет венеційки (за мотивами однойменної картини Дюрера), номінал | номінал, герб                        |      |
| Файл:10 dm bbkII berlin vs.jpg                             | Файл:10 dm bbkII berlin rs.jpg       | 10 марок                             | 130 × 65                             | синій                                | 24.500.000                           | портрет молодого чоловіка (за мотивами однойменної картини Дюрера), номінал                                                                                             | номінал                              |      |
| Файл:20 dm bbkII berlin vs.jpg                             | Файл:20 dm bbkII berlin rs.jpg       | 20 марок                             | 140 × 70                             | зелений                              | 25.900.000                           | портрет нюрнбергської патриціанки Ельсбет Тухер (за мотивами однойменної картини Дюрера), номінал                                                                       | номінал, герб                        |      |
|                                                            | Файл:50 dm bbkII berlin rs.jpg       | 50 марок                             | 150 × 75                             | коричневий                           | 25.500.000                           | чоловічий портрет (за мотивам картини невідомого швабського художника «Чоловік з дитиною», що зберігається у Штеделевському художньому інституті у Франкфурті), номінал | номінал                              |      |
| Файл:100 DM Banknote der Serie "BBk II" für Westberlin.jpg | Файл:100 dm bbkII berlin rs.jpg      | 100 марок                            | 160 × 80                             | блакитний                            | 18.500.000                           | портрет космографа Себастьяна Мюнстера (за мотивам картини художника Христофа Амбергера, з Берлінської картинної галереї), номінал                                      | номінал, герб                        |      |

#### Федеральні касові знаки
За винятком гільйошу, федеральні касові знаки («Bundeskassenscheine») не мали елементів захисту. На відміну від решти банкнот, на них не було позначення «банкнота». Крім того, емітентом вказується не «Німецький Бундесбанк» («Deutsche Bundesbank»), а, як і у випадку з монетами регулярного випуску, «Федеративна Республіка Німеччина», представлена міністерством фінансів. Федеральні касові знаки, як і резервні банкноти, зберігалися на випадок воєнного часу з 1960 року, вони так і не були випущені в обіг.

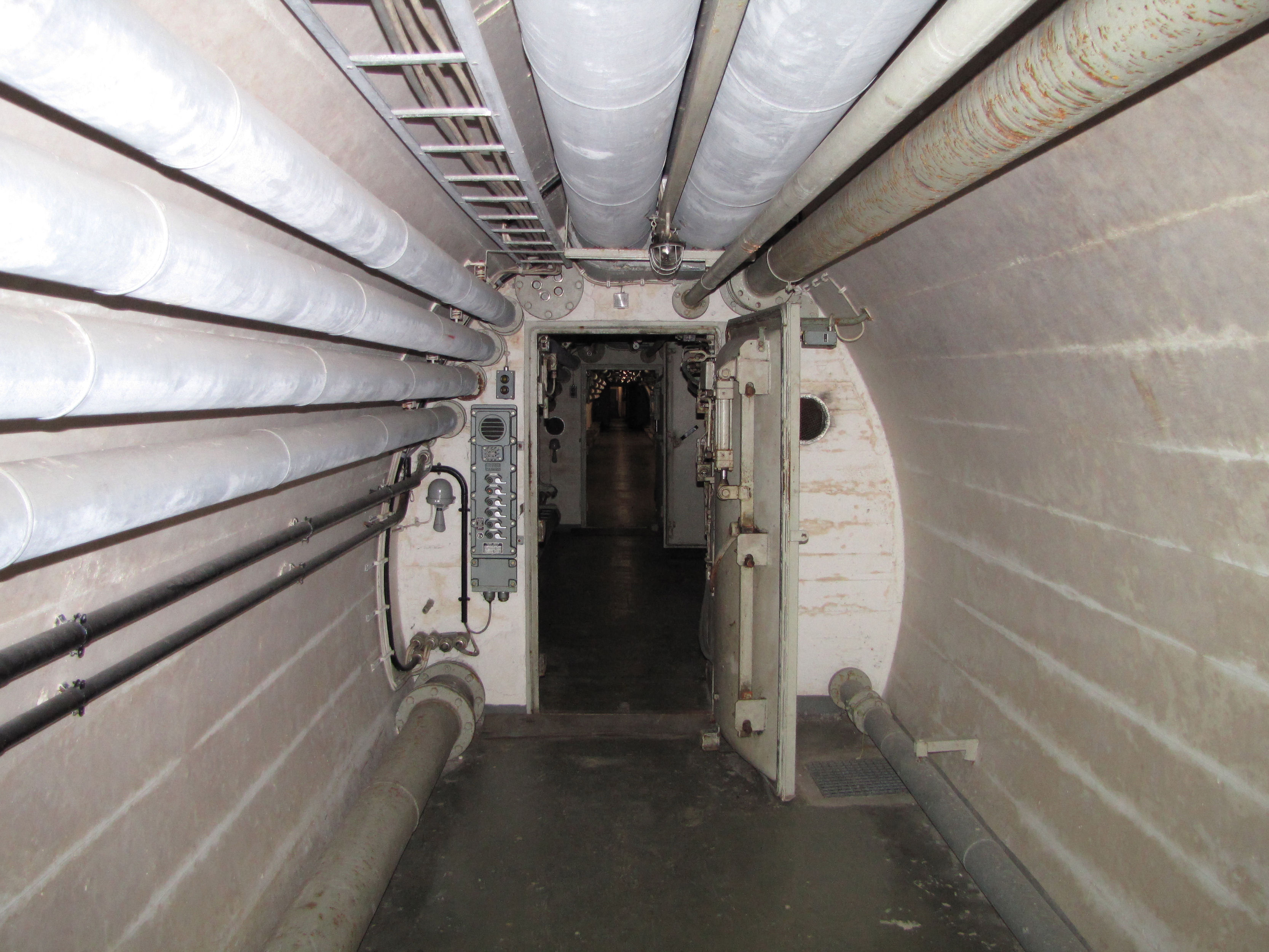
Всередині бункеру Бундесбанку «Cochem», місця зберігання резервних грошей

| Федеральні касові знаки | Федеральні касові знаки | Федеральні касові знаки | Федеральні касові знаки | Федеральні касові знаки | Федеральні касові знаки | Федеральні касові знаки |
| Зображення              | Зображення              | Номінал                 | Розміри (мм)            | Основний колір          | Опис                    | Опис                    |
| Аверс                   | Реверс                  | Номінал                 | Розміри (мм)            | Основний колір          | Аверс                   | Реверс                  |
| ----------------------- | ----------------------- | ----------------------- | ----------------------- | ----------------------- | ----------------------- | ----------------------- |
|                         |                         | 5 пфенігів              | 60 × 40                 | зелений                 | номінал                 | номінал                 |
|                         |                         | 10 пфенігів             | 70 × 45                 | коричневий              | номінал                 | номінал                 |
|                         |                         | 50 пфенігів             | 80 × 50                 | червоний                | номінал                 | номінал                 |
|                         |                         | 1 марка                 | 90 × 55                 | блакитний               | номінал                 | номінал                 |
|                         |                         | 2 марки                 | 100 × 60                | фіолетовий              | номінал                 | номінал                 |

### Четверта серія банкнот (BBk III)
19 березня 1981 року члени Ради Центрального банку Німецького Бундесбанку вирішили випустити нову серію банкнот. Це стало необхідним через технічний прогрес, який полегшив підробку старих банкнот. Нова серія мала стати більш пристосованою до автоматичних платежів. Минуло майже десять років, перш ніж перші два номінали банкнот четвертої серії увійшли в обіг, що відбулося 1 жовтня 1990 року. Це були банкноти 100 і 200 марок — номінал став новинкою цієї серії банкнот.
При розробці й виборі елементів дизайну було прийнято багато нових рішень. Ще під час появи задуму створення четвертої серії зображення на ній портретів стало основною концепцією оформлення банкнот. «Мали бути обрані портрети видатних особистостей з історії Німеччини в галузях мистецтва, літератури, музики, бізнесу, науки і техніки». Крім того, тематика оформлення зворотного боку мала стосуватися людини, зображеної на лицьовій стороні. Основні кольори всього номінального ряду серії було залишено незмінними, кожна банкнота містила слово «банкнота» фрактальним шрифтом.

#### Персоналії

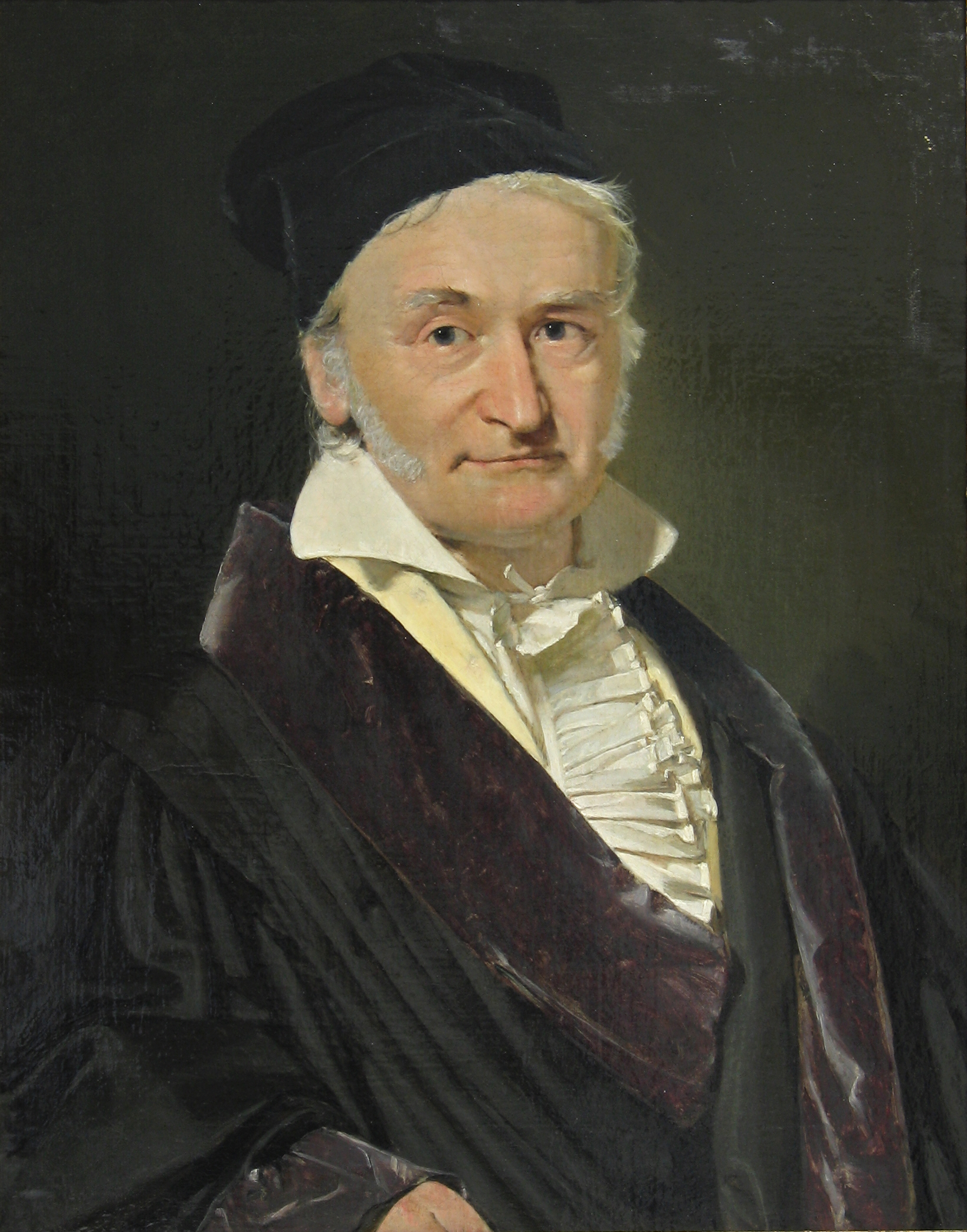
Портрет Карла Фрідріха Гаусса, полотно, олія, (1840), який послужив для створення дизайну 10 марок

Комітет, який складався з істориків Карла Отмара фон Аретіна, Кнута Борхардта і Горста Фурмана, був уповноважений визначити особистостей, які мали з'явитися на банкнотах. Було від 70 до 80 осіб на вибір. «Найкращі особистості» (наприклад, Гете, Шиллер, Дюрер) були відкинуті. Так само виключалися особистості, чия приналежність до Німеччини була нез'ясованою або якщо їх могли потрактувати як провокаційні в конфесійному чи політичному плані (наприклад, Мартін Лютер, Карл Маркс) або ж такі, чия діяльність відбувалася переважно за кордоном (наприклад, Жак Оффенбах).
При виборі особистостей враховували статевий баланс, релігійну приналежність, походження та галузь діяльності. У серії мали бути присутні три, або принаймні два жіночих персонажі. Проте вибір жіночих особистостей був дуже обмежений. Мета полягала в тому, щоб показати жінок, які працювали самостійно, а не в затінку близьких їм чоловіків (Шарлотта фон Штайн, Шарлотта фон Калб). Проте такі жінки були дуже рідкісним явищем до XIX століття. Тому комітет спочатку вибирав видатних жінок, не беручи до уваги обмеження, що стосуються сфери діяльності, походження чи віросповідання.
Однією з умов дизайну було зображення портретів видатних особистостей, які дивилися б з лівого боку до центру банкноти. Це призвело до того, що вже підготовлені портрети для банкнот в 5, 10, 20, 50 і 100 марок довелося подати в дзеркальному відображенні. Оскільки братів Грімм мали бути представлені двома портретами, для них була зарезервована найбільша за розміром банкнота. Дотримувалося чергування на банкнотах чоловік/жінка. Співвідношення номінал/особистість було випадковим і не мало жодної закономірності та врахування заслуг персоналії.
Марія Сибілла Меріан насправді призначалася для 100 марок, а Клара Шуман — для 500 марок. Для створення портрета Марії Сибілли Меріан, однак, була доступна тільки художньо недопрацьована гравюра Йоганна Рудольфа Шелленберґа, оскільки оригінальний малюнок викликав сумніви щодо автентичності. Тому Бундесбанк провів конкурс серед дизайнерів, щоб отримати якісний шаблон для друку, з використанням цієї гравюри, як зразка для портрета на банкноті. Оскільки банкнота в 100 марок мала з'явитися однією з перших, жіночі портрети поміняли місцями через затримку з зображенням Меріан.

#### Відбір дизайну
На конкурс дизайну банкнот, який тривав з 1 січня по 30 червня 1987 року, Бундесбанк замовив чотири дизайнери-графіки: одного з підприємства «Bundesdruckerei» (представленого Рудольфом Герхардтом, який уже проєктував резервні банкноти («BBk-II») для Західного Берліна), Ернста Юнгера, Іоганна Мюллера та Адріана Артура Сенгера. Після рішення експертної комісії, що складається з істориків, дизайнерів та дизайнерів-графіків, а також соціолога, лише одна серія малюнків відповіла високим вимогам. Однак ця серія малюнків занадто нагадувала швейцарський франк, тому не могло бути й мови щодо її затвердження. Це вимагало б нового конкурсу дизайнерів, який затримав би проєкт принаймні на один рік. Оскільки подані два проєкти дизайну представника «Bundesdruckerei» були відхилені Бундесбанком, було взято до уваги проєкт тодішнього головного графічного дизайнера «Bundesdruckerei» Райнхольда Герстеттера, який на той час перебував у розпорядженні Бундесбанку. Після розгляду комітетом цей проєкт був у підсумку обраний як основа для нової серії банкнот. Експерти писали: «Комітет експертів з мистецтва одностайно вважає, що конструктивні особливості, […] зібрані тут, значною мірою відповідають вимогам […]. У зв'язку з цим комітет експертів з мистецтва може рекомендувати Німецькому Бундесбанку використати наявні дизайни як основу для нової серії банкнот».

#### Оформлення

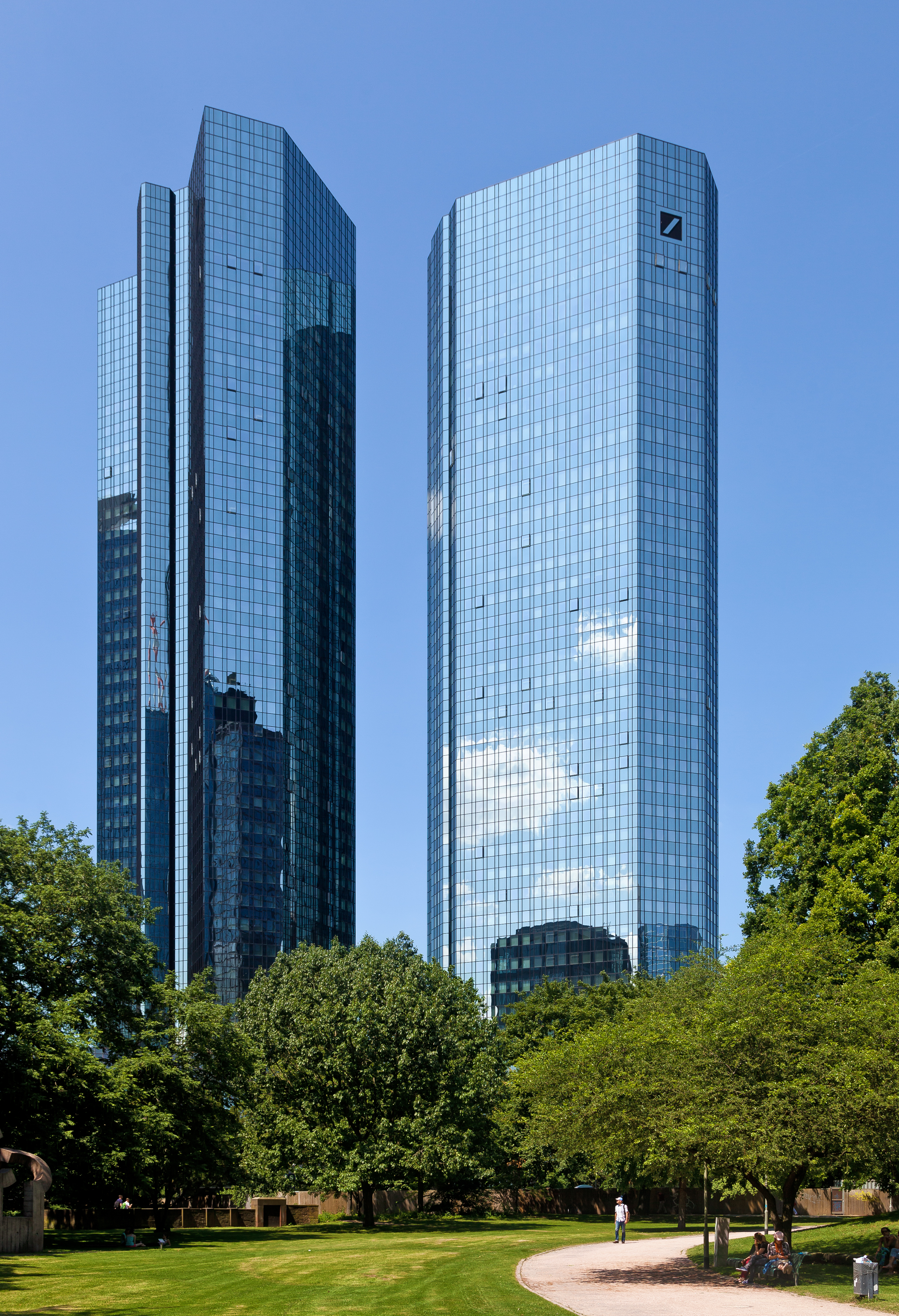
Офісні хмарочоси Банку Німеччини, відхилені при створені дизайну

Міські картини на задньому плані оформлення лицьової сторони були ідеєю Герстеттера. Деякі з його проєктів також вирізнялися яскравими сучасними будівлями у відповідних містах. Перший дизайн з хмарочосами у Франкфурті привів до рішення зобразити на банкнотах лише історичні будівлі. Причина була в тому, що зображення офісних хмарочосів Банку Німеччини мало домінування в дизайні, до того ж Бундесбанк не хотів брати участі в рекламі приватної компанії.
1988 року вирішувалося питання щодо правильного вибору міста для кожної банкноти. Для Пауля Ерліха на 200 марках графік-дизайнер Герстеттер спочатку зобразив місто Бад-Гомбург, його місце смерті. Це було відкинуто, тому що його роботи здебільшого проходили в Берліні і Франкфурті-на-Майні. На купюрі в 100 марок для Клари Шуман графік зобразив Франкфурт (вона провела там останні роки свого життя). Після рішення зобразити на 5 марках портрет Беттіни фон Арнім швидко стало ясно, що на цьому номіналі буде показане місто Берлін. Оскільки кожне місто мало з'являтися на банкнотах лише один раз, для Пауля Ерліха розглядали тільки Франкфурт. Лейпциг згодом обрали для Клари Шуман, тому що це місто було не тільки її місцем народження, але й тому, що вона домоглася там свого першого великого успіху.
Рішення зобразити на купюрах Лейпциг було прийнято через успішне завершення подій 1989/1990 років, спочатку четверта серія банкнот призначалася тільки для Західної Німеччини і Західного Берліна. Це було зумовлено тим, що Лейпциг представляв нові федеральні землі, також це місто мало особливе символічне значення: тут пройшли перші демонстрації в понеділок, які привели до розпуску НДР і возз'єднання Німеччини.

#### Дизайн зворотнього боку
Райнхольд Герстеттер створив малюнок з казки «Зіркові талери» братів Грімм як центральний мотив для оформлення зворотного боку банкноти в 1000 марок. Однак, незважаючи на їхню велику колекцію казок, внесок братів Грімм не можна було зводити лише до самих казок, оскільки митці зробили вагомий внесок у німецьку мову, опублікувавши німецький словник. Таким чином, їхній словник став основним мотивом, а малюнок до казки розмістили на білому полі купюри.
Зворотній бік банкнот також був розроблений з великою увагою до деталей. Навіть фонові малюнки були пов'язані з людиною, зображеною спереду. У четвертій серії більше не було тексту щодо покарання за підробку банкнот.
| - 5 марок: конверт і розгорнута книга - 10 марок: математичний символ - 20 марок: перо - 50 марок: циркуль - 100 марок: ноти і музичний ключ - 200 марок: чарункова структура - 500 марок: квітковий візерунок - 1000 марок: «жаб'ячі князі з коронами» |

#### Номінал 5 марок
Спочатку планувалося створити сім номіналів для нової серії банкнот, як і в попередній серії. Проте номінал в 5 марок мав бути відхилений на користь нової банкноти в 200 марок. Кількість купюр в 5 марок становила лише близько 5 % відповідних монет. Тоді як наприкінці 1980-х років близько 38 % загального обсягу готівки становили купюри в 100 марок. Тільки в червні 1987 року члени Ради Центрального банку вирішили продовжити випуск банкноти в 5 марок, розширивши таким чином серію до восьми номіналів банкнот.
Однак, оскільки особи для інших банкнот вже були визначені, було важко знайти «підхожу» жінку для 5 марок, тому що це мала бути католичка, яка могла б бути нарівні з раніше обраними особистостями, що жили в період з XVII і до початку XX століття. Письменниця Беттіна фон Арнім була єдиною жінкою, яка відповідала цим критеріям, навіть незважаючи на те, що тема поезії та літератури вже була використана з уміщенням на банкноті в 20 марок портрету письменниці Аннетте фон Дросте-Гюльсгофф, а її регіональна приналежність не додала нового міста серед оформлення банкнот.
На зворотному боці першого проєкту купюри був зображений пам'ятник Гете, спроєктований Беттіною фон Арнім. Однак 5 марок не повинні були стати, хоча й опосередковано, «банкнотою Гете». Було вирішено на білому полі зворотного боку зобразити лише текст листування Арнім з Гете. Другий малюнок (з вінком з квітів, як це показано в її книжці «Весняний вінок Клеменса Брентано») відхилили з естетичних міркувань. Оскільки ця серія банкнот стала загальнонімецькою, на зворотному боці з'явилися Бранденбурзькі ворота, побудовані й відкриті за її життя. Ворота були й залишаються символом єдності Німеччини. Ця обставина, в якомусь сенсі, робила купюру в п'ять марок загальнонімецькою банкнотою.
В іншому банкнота в 1000 марок також була адаптована до нової політичної ситуації, в ході цього ілюстрація до «Зіркових талерів» стала другорядним мотивом, а Берлін, і побічно Лейпциг, стали основою оформлення купюри.
| 4-а серія банкнот (BBK III) | 4-а серія банкнот (BBK III) | 4-а серія банкнот (BBK III) | 4-а серія банкнот (BBK III) | 4-а серія банкнот (BBK III) | 4-а серія банкнот (BBK III)                                                                                           | 4-а серія банкнот (BBK III) | 4-а серія банкнот (BBK III) | 4-а серія банкнот (BBK III) |
| Зображення                  | Зображення                  | Номінал (марок)             | Розміри (мм)                | Основний колір              | Опис | Опис | Дата введення               | Дата вилучення              |
| Аверс                       | Реверс                      | Номінал (марок)             | Розміри (мм)                | Основний колір              | Аверс | Реверс | Дата введення               | Дата вилучення              |
| --------------------------- | --------------------------- | --------------------------- | --------------------------- | --------------------------- | --- | --- | --------------------------- | --------------------------- |
|                             |                             | 5                           | 122 x 62                    | жовто- зелений              | письменниця Беттіна фон Арнім, будинок Віперсдорф, будівлі історичного Берліна, ріг (символ Віперсдорфа), номінал     | Бранденбурзькі ворота, підписи відомих людей, з ким листувалася Беттіна фон Арнім, номінал, печатка Німецького Бундесбанку                                      | 27 жовтня 1992              | 31 грудня 2001              |
|                             |                             | 10                          | 130 x 65                    | блакитно- фіолетовий        | математик-астроном і фізик Карл Фрідріх Гаусс, Гауссовий розподіл, історичні будівлі Геттінгена, номінал              | секстант; невелика карта, що показує тріангуляцію Ганноверського королівства; виконана Гауссом; номінал; печатка Німецького Бундесбанку                         | 16 квітня 1991              | 31 грудня 2001              |
|                             |                             | 20                          | 138 x 68                    | зелений                     | поетеса Аннетте фон Дросте-Гюльсгофф будівлі міста Мерсбург номінал                                                   | перо; бук, що стосується книги Аннетти фон Дросте-Гюльсгофф «Бук євреїв»; відкрита книга; номінал; печатка Німецького Бундесбанку                               | 30 березня 1992             | 31 грудня 2001              |
|                             |                             | 50                          | 146 x 71                    | коричневий                  | архітектор Йоганн Бальтазар Нейман, будівлі Старого Вюрцбурга, архітекторська лінійка, номінал                        | будівля Вюрцбургського палацу-резиденції і креслення церкви бенедиктинського абатства в Нересхаймі в осьовому перерізі, номінал, печатка Німецького Бундесбанку | 30 вересня 1991             | 31 грудня 2001              |
|                             |                             | 100                         | 154 x 74                    | блакитний                   | композиторка і піаністка Клара Шуман, будівлі історичного Лейпцига, ліра, номінал                                     | рояль, Консерваторія доктора Гоха у Франкфурт-на-Майні, камертони, номінал, печатка Німецького Бундесбанку                                                      | 1 жовтня 1990               | 31 грудня 2001              |
|                             |                             | 200                         | 162 x 77                    | червоно- помаранчевий       | лікар, лауреат Нобелівської премії Пауль Ерліх; будівлі історичного Франкфурта-на-Майні; формула арсфенаміну; номінал | мікроскоп, посох Асклепія, номінал, печатка Німецького Бундесбанку                                                                                              | 1 жовтня 1990               | 31 грудня 2001              |
|                             |                             | 500                         | 170 x 80                    | червона                     | натураліст і художниця Марія Сибілла Меріан, комаха, будівлі стародавнього Нюрнберга, номінал                         | кульбаба, комаха з роду п'ядунів, комаха з роду Rhopalocera, номінал, печатка Німецького Бундесбанку                                                            | 27 жовтня 1992              | 31 грудня 2001              |
|                             |                             | 1000                        | 178 x 83                    | червоно- коричневий         | вчені-філологи і казкарі брати Грімм (портрет роботи Елізабет Єрихау-Бауман), будівлі історичного Касселя, номінал    | «Німецький словник» братів Грімм, Стара бібліотека в Берліні, номінал, печатка Німецького Бундесбанку                                                           | 27 жовтня 1992              | 31 грудня 2001              |

#### Технічний дизайн і ступені захисту
Папір для банкнот був зроблений з бавовни і злегка забарвленим в основний колір банкноти: досить, щоб людське око могло сприймати цей колір, але не настільки сильно, щоб копіювальні пристрої могли малопомітно відтворювати його. Крім того, папір був змішаний з жовтими, синіми і червоними флуоресцентними волокнами, які були видні в ультрафіолетовому світлі. Папір для банкнот мав товщину 100 мкм і масу 90 г/м² (похибка становила ±5 %). Номер банкноти був надрукований флуоресцентним кольором у передній лівій і нижній правій частині банкноти. Він містив індивідуальну контрольну цифру, яка була створена з використанням діедральних груп.
Як і в серії «BBk I», водяний знак являв собою віддзеркалення портрета банкноти. Новими елементами захисту стали водяний знак з номіналом банкноти, наскрізний елемент і захисна стрічка з алюмінієвим покриттям, вбудована в папір, на ній був надрукований номінал банкноти, який частково був видимий спереду (так звана «віконна стрічка»). Також у багатьох місцях використовувалися мікродрук, глибокий друк та конфігурації ліній, що створювали муар. Був присутній ефект нахилу, якщо уважно придивитися, можна було побачити літери «DM» нижче вертикального позначення номіналу в положенні, коли банкнота була нахилена під певним кутом. Оптично змінний колір використовувався тільки на банкнотах в 500 і 1000 марок, на позначенні великого числа номіналу знизу на лицьовій стороні.
Крім того, були й інші елементи захисту, які можна було побачити тільки за допомогою технічних засобів. До них належать штрих-код з водяним знаком, магнітні пігменти в певних фарбах і деякі зображення, які з'являлися в ультрафіолетовому або інфрачервоному світлі.
Як і в попередній серії, половина банкнот була виготовлена підприємством «Bundesdruckerei» в Берліні, а решта на підприємстві «Giesecke & Devrient» у Мюнхені. Згідно з інформацією приватного друкарського підприємства, виготовлення банкноти коштувало від 10 до 20 пфенігів.
| - Наскрізний елемент на 5 марках серії BBk III (проти світла), оточений мікрошрифтом - Водяний знак на 100 марках (BBk-IIIa) - Захисна нитка на 20 марках серії BBK III (проти світла) - Мікрошрифт при збільшенні на 200 марках серії BBK III (оригінальний розмір шрифту 0,25 мм) - Кіпп-ефект на 100 марках (BBk III) |

#### Введення в обіг

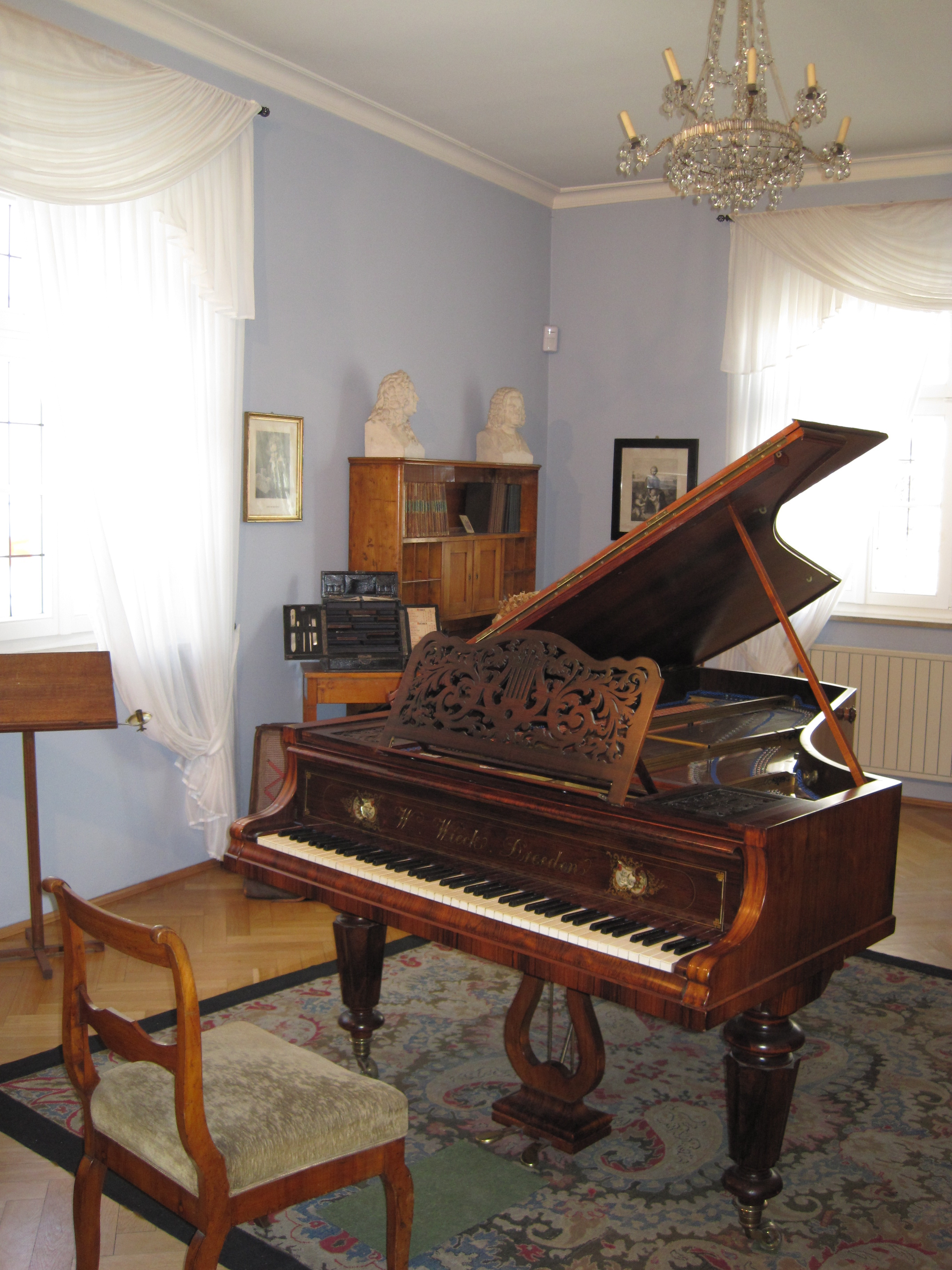
Рояль, предмет оформлення зворотного боку 100 марок

За даними Бундесбанку, технічно запуск нової серії пройшов добре. Щоб заздалегідь протистояти чуткам і побоюванням щодо грошової реформи, Бундесбанк уперше провів 24 березня 1988 року пресреліз щодо нової серії банкнот. Уперше серія була публічно представлена 17 квітня 1989 року.
Трохи більше ніж за шість місяців до запланованої дати введення в обіг Бундесбанк запустив широкомасштабну кампанію в друкованих ЗМІ за 15 мільйонів марок, щоб інформувати населення про нову серію банкнот. Великого значення надавалося опису нових елементів захисту. Також випущено брошури, які були показані в банках і ощадних касах. У серпні 1990 року чималій частині населення надіслали велику листівку, на додаток до телефонного рахунку, з описом банкнот.
Але була й критика. Через презентацію (нових) ознак захисту в людей склалося враження, що банкноти неможливо підробити. Це призвело до того, що з банкнотами поводилися недостатньо ретельно. Така поведінка людей і дедалі більше поширення доступних за ціною сканерів і кольорових принтерів призвели до значного зростання кількості фальшивих банкнот. Федеральне відомство кримінальної поліції та земельна поліція критикували те, що ніхто особливо не дослухався до їхніх техніків та експертів з фальшивих грошей.

Назва «Wangeroog» без «е» на карті зворотного боку 10 марок

Після введення банкноти в 10 марок у квітні 1991 року, як третьої купюри нової серії, періодично з'являлися повідомлення в ЗМІ про плутанину її з банкнотою в 100 марок через схожість кольору (блакитно-фіолетовий і червонувато-синій). Проте Бундесбанк не бачив необхідності в якихось діях щодо цього, тому що ще при введенні серії «BBk I» також була схожа плутанина і труднощі в платіжних операціях, які ослабли після того, як населення звикло до банкнот.
Критика також надходила від Німецької асоціації сліпих і слабозорих. У листі до Німецького Бундесбанку критикувалося, що тактильні мітки можна було відчути на дотик пальцями тільки доти, доки банкнота мало була в обігу, і що відмінності в довжині між різними номіналами банкнот, які становили 8 мм, були занадто малі, щоб можна було розрізнити банкноти.
Також були виявлені деякі помилки на банкнотах. У рояля в будинку чоловіка Клари Шуман — Роберта Шумана, в Цвікау, є дві педалі. А на банкноті показані чотири педалі. Це пояснювалося тим, що була мета показати не якийсь певний предмет, а тільки музичний інструмент того часу. Дизайнер Райнгольд Герстеттер пізніше пояснив, що він не міг точно визначити кількість педалей на наданих йому зображеннях.
Також часто критикували орфографічну помилку в слові «Wangeroog», замість «Wangerooge», на карті, зображеній на білому полі зворотного боку банкноти в 10 марок. Дослідники Бундесбанку вказували на те, що написання назви острова часто змінювалося і що за часів Гаусса воно писалося без букви «е».

#### Покращення ступенів захисту (BBk IIIa)
З 1 серпня 1997 року банкноти номіналом 100 і 200 марок були випущені з додатковими елементами захисту, оскільки вони найчастіше підроблялися. У лютому 1998 року в обіг була випущена нова банкнота номіналом 50 марок. Ці банкноти отримали внутрішнє позначення серії «BBk IIIa». Найбільш помітними змінами були голограма зліва і перламутрова смуга на правій стороні спереду. «Кіпп-ефект» також був поліпшений. Крім того, банкноти мали дещо інші кольори, ніж старі банкноти; вони виглядали трохи більш пастельними, а лінії не такими різкими. Фонові візерунки (особливо ззаду) також були змінені. Якщо раніше були зображені мотиви, пов'язані з зображеною людиною, то тепер можна було побачити колові візерунки. Нові банкноти також містили «Сузір'я Євріона», яке було призначене для запобігання копіюванню сканерами і копіювальними апаратами.
| - Фоновий малюнок, 100 марок (BBk III) - «Сузір'ям Євріона», 100 марок (BBk IIIa) - Фоновий малюнок (ноти і музичний ключ), 100 марок (BBk III) - Круговий візерунок, 100 марок (BBK IIIa) - Кіпп-ефект, 100 марок (BBk IIIa) - Смуга-перламутр, 50 марок (BBk IIIa) - Голограма, 50 марок (BBk IIIa) - Голограма, 100 марок (BBk IIIa) - Голограма, 200 марок (BBk IIIa) |

З введенням євро німецька марка, а разом з нею і ця четверта серія банкнот втратили статус законного платіжного засобу 31 грудня 2001 року.
| Модернізована 4-а серія банкнот з голограмою (BBK IIIa) | Модернізована 4-а серія банкнот з голограмою (BBK IIIa) | Модернізована 4-а серія банкнот з голограмою (BBK IIIa) | Модернізована 4-а серія банкнот з голограмою (BBK IIIa) | Модернізована 4-а серія банкнот з голограмою (BBK IIIa) | Модернізована 4-а серія банкнот з голограмою (BBK IIIa)                                                                          | Модернізована 4-а серія банкнот з голограмою (BBK IIIa) | Модернізована 4-а серія банкнот з голограмою (BBK IIIa) | Модернізована 4-а серія банкнот з голограмою (BBK IIIa) |
| Зображення                                              | Зображення                                              | Номінал (марок)                                         | Розміри (мм)                                            | Основний колір                                          | Опис | Опис | Дата введення                                           | Дата вилучення                                          |
| Аверс                                                   | Реверс                                                  | Номінал (марок)                                         | Розміри (мм)                                            | Основний колір                                          | Аверс | Реверс | Дата введення                                           | Дата вилучення                                          |
| ------------------------------------------------------- | ------------------------------------------------------- | ------------------------------------------------------- | ------------------------------------------------------- | ------------------------------------------------------- | --- | --- | ------------------------------------------------------- | ------------------------------------------------------- |
|                                                         | Файл:50 DM 1996 b.jpg                                   | 50                                                      | 146 x 71                                                | коричневий                                              | архітектор Йоганн Бальтазар Нейман, будівлі Старого Вюрцбурга, архітекторська лінійка, номінал, голограма                        | будівля Вюрцбургського палацу-резиденції і креслення церкви бенедиктинського абатства в Нересхаймі в осьовому перерізі, номінал, печатка Німецького Бундесбанку | 2 лютого 1998                                           | 31 грудня 2001                                          |
| Файл:100 DM 1996.jpg                                    | Файл:100 DM Serie4 Rueckseite.jpg                       | 100                                                     | 154 x 74                                                | блакитний                                               | композитор і піаністка Клара Шуман, будівлі історичного Лейпцига, ліра, номінал, голограма                                       | рояль, Консерваторія Хоха у Франкфурт-на-Майні, камертони, номінал, печатка Німецького Бундесбанку                                                              | 1 жовтня 1997                                           | 31 грудня 2001                                          |
| Файл:200 DM 1996.jpg                                    | Файл:200 DM 1996 b.jpg                                  | 200                                                     | 162 x 77                                                | червоно- помаранчевий                                   | лікар, лауреат Нобелівської премії Пауль Ерліх; будівлі історичного Франкфурта-на-Майні; формула арсфенаміну; номінал; голограма | мікроскоп, посох Асклепія, номінал, печатка Німецького Бундесбанку                                                                                              | 1 жовтня 1997                                           | 31 грудня 2001                                          |

## Грошовий обіг

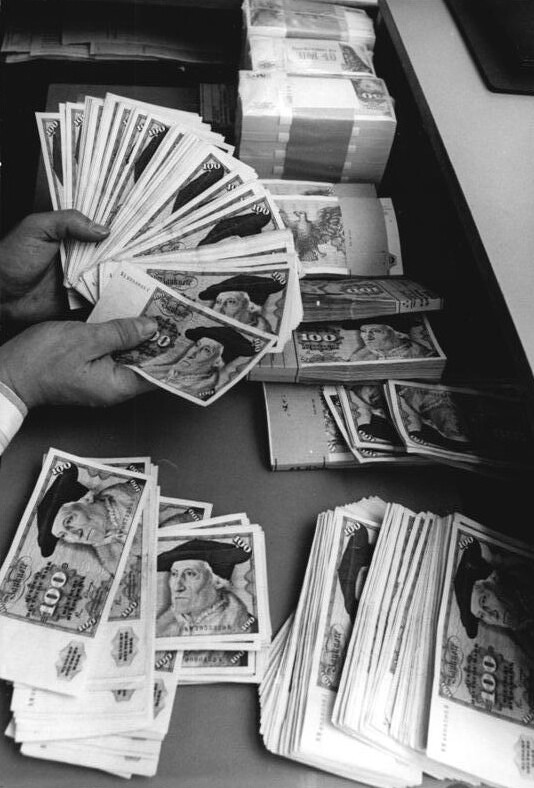
Купюри в 100 марок (серія ВВК І) в банку

Протягом 53 років випуску німецької марки грошова маса постійно зростала. Тільки 1998 року річний грошовий потік упав нижче значення попереднього року.
1950 року сума витраченої населенням грошової маси становила 7,8 млрд, 1955 року — 15,5 млрд, а 2000 року вона досягла 244,8 млрд німецьких марок. Це означає, що обсяг грошової маси збільшився більш ніж у 30 разів. Валовий національний продукт за цей час номінально зріс у 38 разів (а реально у вісім разів). Таким чином, з роками співвідношення готівкової маси до валового продукту було незначно знижене. Оскільки німецькі колекційні монети номіналом 5 або 10 марок мали дуже високу вартість, їхня частка в монетному обігу в кінці 2000 року становила близько 25 %.
Починаючи з 1970-х років, кількість готівкових німецьких марок за кордоном також неухильно зростала, почасти через гастарбайтерів, які забирали гроші на свою батьківщину, а почасти через бажання німців подорожувати. Готівка також вивозилася за кордон для вигідного вкладання. Кількість готівкових марок, які перебували в обігу за кордоном, статистично не реєструвалася, однак дослідження, проведене Бундесбанком, передбачало, що «в кінці 1994 року, за кордоном могло перебувати від 30 % до 40 % акцій у німецьких марках».
Відколи федеральний уряд оголосив у жовтні 1987 року, що він введе податок на прибуток з відсоткового доходу, попит на готівкові гроші різко зріс. Номінали в 500 і 1000 марок були особливо затребувані. Тільки в квітні 1989 року, коли було оголошено про відмову від цих планів, попит на готівку знову впав.
Введення німецької марки в колишній НДР не призвело до значного збільшення готівки в обігу, оскільки обмін був переважно безготівковим. До 6 липня 1990 року гроші НДР мали бути зараховані на рахунок. Кредит був тоді доступний у німецьких марках. Монети-пфеніги НДР все ще можна було використовувати до 1 липня 1991 року за курсом 1:1, тому що неможливо було викарбувати відразу достатню кількість монет. Потреба в банкнотах поповнювалася з наявних резервів Бундесбанку.
Найбільшу частку, як у кількісному, так і в номінальному вираженні, паперових грошей, витрачених 2000 року, мала банкнота 100 марок. У готівковому обігу кількість банкнот в 100 марок становила 37,1 %, а за номінальною вартістю — 38,9 %. Другу за величиною частку в номінальному вираженні (34 %), мала банкнота в 1000 марок, на третьому місці була банкнота в 500 марок (10,1 %), що було обумовлено їхньою високою номінальною вартістю. У кількісному вираженні банкнота в 10 марок (20,7 %) була попереду банкноти в 20 марок (17,6 %).
Незадовго до введення готівки в євро 1 січня 2002 року кількість готівки у національної валюті в Німеччині скоротилася швидше, ніж решті країн валютного союзу. В основному банкноти великих номіналів німецької марки поверталися з-за кордону. В кінці 2001 року з 162,2 млрд марок в обігу перебувало тільки 60 % банкнот номінальної вартості грошової маси попереднього року.
При плануванні введення євро Бундесбанк припускав «коефіцієнт усадки» (тобто частку готівки, яка не підлягає обміну), для монет він становив більше 40 %. Всього було зібрано й утилізовано близько 28,5 млрд монет номінальною вартістю близько 9,5 млрд марок. Банкнот очікувалося утилізувати 2,6 млрд штук на суму близько 260 млрд марок.
Зі введенням готівки в євро монети і банкноти німецької марки втратили статус законного платіжного засобу 31 грудня 2001 року. Бундесбанк обмінював банкноти в німецьких марках (за винятком банкнот в 50 марок типу II BDL (зеленого кольору), випущених 1948 року) і монети (за винятком монети в 2 марки першого випуску 1951 року, «з колоссям») з 1 січня 2002 року за незмінним курсом на банкноти і монети в євро безкоштовно і на невизначений термін.
Як показано в таблиці нижче, через кілька років після введення євро були обмінені значні суми монет і банкнот у німецьких марках. Станом на кінець червня 2016 року їхня загальна вартість становила близько 12,76 млрд марок, що відповідає 6,52 млрд євро. Найбільша частка необмінених банкнот (72 млн штук) належить купюрі в 10 марок. Лідером з монет є один пфеніг, з 9,7 млрд необмінених штук. За даними Бундесбанку, щороку обмінюється монет і банкнот вартістю близько 100 млн марок. До теперішнього часу 167,3 млн банкнот і 23,5 млрд монет не були повернуті.
| Рік  | Сукупна вартість | Частка від 2000 року | Монети          | Частка від 2000 року | Банкноти        | Частка від 2000 року |
| ---- | ---------------- | -------------------- | --------------- | -------------------- | --------------- | -------------------- |
| 2000 | 274,1 млрд марок | 100,00 %             | 12,1 млрд марок | 100,00 %             | 262 млрд марок  | 100,00 %             |
| 2005 | 14,71 млрд марок | 5,37 %               | 7,22 млрд марок | 59,67 %              | 7,49 млрд марок | 2,86 %               |
| 2010 | 13,44 млрд марок | 4,90 %               | 6,93 млрд марок | 57,27 %              | 6,51 млрд марок | 2,48 %               |
| 2015 | 12,82 млрд марок | 4,68 %               | 6,77 млрд марок | 55,95 %              | 6,05 млрд марок | 2,31 %               |

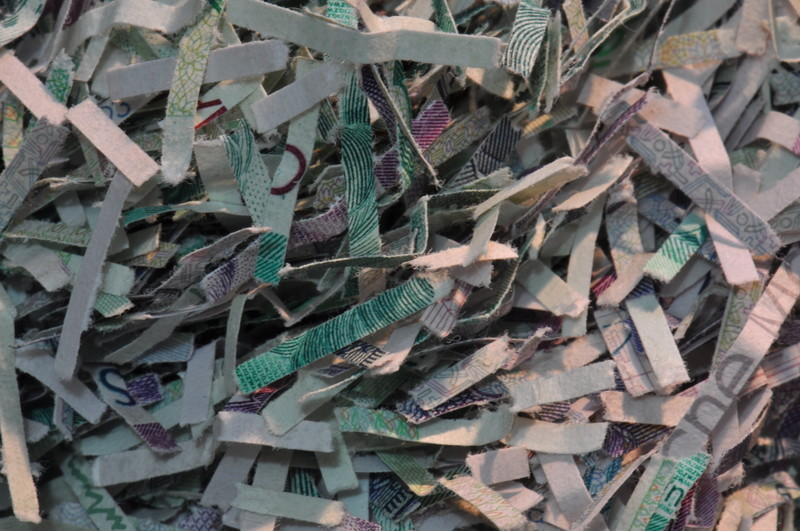
Утилізовані німецькі марки через подрібнення

Після того, як Бундесбанк конфіскував обмінені монети і банкноти, вони були знищені. Банкноти подрібнювалися; монети пресувалися, розплавлялися та продавалися як сировина іншим країнам для виготовлення власних монет, які виготовлялися з того ж сплаву.

### Банкнотна та монетна структури грошового обігу
| Номінал                | Частка | Частка | Частка |
| Номінал                | 1955   | 1970   | 1985   |
| ---------------------- | ------ | ------ | ------ |
| До 20 марок            | 26,5 % | 13,0   | 7,4 %  |
| 50 марок               | 49,1 % | 22,4 % | 11,4 % |
| 100 марок              | 24,4 % | 53,2 % | 48,3 % |
| 500 і 1000 марок       | —      | 11,4 % | 32,9 % |
| Кількість (млрд марок) | 14,5   | 36,3   | 105,4  |

| Пфеніги                                     | 1 марка                                     | 2 марки                                     | 5 марок |
| ------------------------------------------- | ------------------------------------------- | ------------------------------------------- | ------- |
| 21,8 %                                      | 25,8 %                                      | 14,1 %                                      | 38,3    |
| Загальна вартість за номіналом (млрд марок) | Загальна вартість за номіналом (млрд марок) | Загальна вартість за номіналом (млрд марок) | 1,0     |

| 1 пфеніг                                    | 2 пфеніги                                   | 5 пфенігів                                  | 10 пфенігів                                 | 50 пфенігів                                 | 1 марка                                     | 2 марки                                     | 5 марок |
| ------------------------------------------- | ------------------------------------------- | ------------------------------------------- | ------------------------------------------- | ------------------------------------------- | ------------------------------------------- | ------------------------------------------- | ------- |
| 1,4 %                                       | 1,3 %                                       | 2,7 %                                       | 9,1 %                                       | 9,6 %                                       | 19,4 %                                      | 19,8 %                                      | 36,8 %  |
| Загальна вартість за номіналом (млрд марок) | Загальна вартість за номіналом (млрд марок) | Загальна вартість за номіналом (млрд марок) | Загальна вартість за номіналом (млрд марок) | Загальна вартість за номіналом (млрд марок) | Загальна вартість за номіналом (млрд марок) | Загальна вартість за номіналом (млрд марок) | 12,1    |

| 1 пфеніг | 2 пфеніги | 5 пфенігів | 10 пфенігів | 50 пфенігів | 1 марка | 2 марки | 5 марок |
| -------- | --------- | ---------- | ----------- | ----------- | ------- | ------- | ------- |
| 16,7     | 7,6       | 6,6        | 10,9        | 2,3         | 2,3     | 1,2     | 0,9     |

| 5 марок                                     | 10 марок                                    | 20 марок                                    | 50 марок                                    | 100 марок                                   | 200 марок                                   | 500 марок                                   | 1000 марок |
| ------------------------------------------- | ------------------------------------------- | ------------------------------------------- | ------------------------------------------- | ------------------------------------------- | ------------------------------------------- | ------------------------------------------- | ---------- |
| 0,1 %                                       | 2,2 %                                       | 3,7 %                                       | 8,3 %                                       | 38,9 %                                      | 2,8 %                                       | 10,1 %                                      | 34,0 %     |
| Загальна вартість за номіналом (млрд марок) | Загальна вартість за номіналом (млрд марок) | Загальна вартість за номіналом (млрд марок) | Загальна вартість за номіналом (млрд марок) | Загальна вартість за номіналом (млрд марок) | Загальна вартість за номіналом (млрд марок) | Загальна вартість за номіналом (млрд марок) | 262,1      |

| 5 марок | 10 марок | 20 марок | 50 марок | 100 марок | 200 марок | 500 марок | 1000 марок |
| ------- | -------- | -------- | -------- | --------- | --------- | --------- | ---------- |
| 59      | 567      | 483      | 435      | 1017      | 36        | 53        | 89         |

## Курс валют і купівельна спроможність

### Курс марки
Обмінні курси німецької марки по відношенню до інших валют фіксувалися Бреттон-Вудською системою до тих пір, коли вона зазнала краху. У таблиці показано курс німецької марки щодо інших головних валют світу:
| Рік     | 1948/49 | 1950/52 | 1953    | 1954     | 1955     | 1956    | 1957    | 1958    | 1959    | 1960    | 1961    | 1962    | 1963    | 1964    | 1965    | 1966    |
| ------- | ------- | ------- | ------- | -------- | -------- | ------- | ------- | ------- | ------- | ------- | ------- | ------- | ------- | ------- | ------- | ------- |
| 1 USD   | 3,33000 | 4,20000 | 4,20000 | 4,19930  | 4,21070  | 4,20270 | 4,20120 | 4,19190 | 4,17910 | 4,17040 | 4,02210 | 3,99780 | 3,98640 | 3,97480 | 3,99430 | 3,99820 |
| 1 GBP   | –       | –       | 11,7020 | 11,73530 | 11,73760 | 11,7080 | 11,7320 | 11,7150 | 11,7380 | 11,7090 | 11,2710 | 11,2250 | 11,1620 | 11,0980 | 11,1670 | 11,1670 |
| 1 CHF   | –       | –       | 0,97861 | 0,97929  | 0,98247  | 0,98073 | 0,98018 | 0,97794 | 0,96717 | 0,96564 | 0,93133 | 0,92461 | 0,92249 | 0,92035 | 0,92309 | 0,92421 |
|         |         |         |         |          |          |         |         |         |         |         |         |         |         |         |         |         |
| Рік     | 1967    | 1968    | 1969    | 1970     | 1971     | 1972    | 1973    | 1974    | 1975    | 1976    | 1977    | 1978    | 1979    | 1980    | 1981    | 1982    |
| 1 USD   | 3,98660 | 3,99230 | 3,92440 | 3,64630  | 3,47950  | 3,18890 | 2,65900 | 2,58970 | 2,46310 | 2,51730 | 2,32170 | 2,00840 | 1,83300 | 1,81580 | 2,26100 | 2,42870 |
| 1 GBP   | 10,9610 | 09,5580 | 9,3810  | 8,7360   | 8,5050   | 7,9740  | 6,5140  | 6,0550  | 5,4490  | 4,5530  | 4,0510  | 3,8530  | 3,8880  | 4,2270  | 4,5560  | 4,2420  |
| 1 CHF   | 0,92111 | 0,92507 | 0,91002 | 0,84601  | 0,84578  | 0,83537 | 0,84005 | 0,87010 | 0,95232 | 1,00747 | 0,96843 | 1,12924 | 1,10229 | 1,08478 | 1,15252 | 1,19721 |
| 100 JPY | –       | –       | –       | 1,01830  | 0,99960  | 1,05340 | 0,97950 | 0,88880 | 0,83010 | 0,85000 | 0,86710 | 0,96260 | 0,84240 | 0,80640 | 1,02550 | 0,97660 |
|         |         |         |         |          |          |         |         |         |         |         |         |         |         |         |         |         |
| Рік     | 1983    | 1984    | 1985    | 1986     | 1987     | 1988    | 1989    | 1990    | 1991    | 1992    | 1993    | 1994    | 1995    | 1996    | 1997    | 1998    |
| 1 USD   | 2,55520 | 2,84560 | 2,94240 | 2,17080  | 1,79820  | 1,75840 | 1,88130 | 1,61610 | 1,66120 | 1,55950 | 1,65440 | 1,62180 | 1,43380 | 1,50370 | 1,73480 | 1,75920 |
| 1 GBP   | 3,8710  | 3,7910  | 3,7850  | 3,1840   | 2,9410   | 3,1240  | 3,0810  | 2,8770  | 2,9260  | 2,7530  | 2,48300 | 2,48160 | 2,26200 | 2,34780 | 2,84100 | 2,91420 |
| 1 CHF   | 1,21614 | 1,21181 | 1,20016 | 1,20918  | 1,20588  | 1,20060 | 1,15042 | 1,16501 | 1,15740 | 1,11198 | 1,11949 | 1,18712 | 1,21240 | 1,21891 | 1,19508 | 1,21414 |
| 100 JPY | 1,07640 | 1,19740 | 1,23380 | 1,29150  | 1,24360  | 1,37070 | 1,36580 | 1,11830 | 1,23460 | 1,23130 | 1,49450 | 1,58700 | 1,52930 | 1,38380 | 1,43780 | 1,34840 |
|         |         |         |         |          |          |         |         |         |         |         |         |         |         |         |         |         |

Початковий обмінній курс до долара США в 3,33 німецької марки приблизно відповідав історичному курсу марки часів її введення 1873 року; тому що долар прирівнювався до талера, який тоді оцінювався в 3 марки. До 1971 року встановлювалися фіксовані обмінні курси німецької марки до долара («Бреттон-Вудська система»). За весь період свого існування марка повільно дорожчала. Німецька марка досягла свого історичного максимуму щодо долара США 19 квітня 1995 року, коли 1 долар коштував всього 1,3620 марки (в перерахунку 1 євро = 1,4360 долара). Мінімум марки супроти долара спостерігався з 3 по 9 квітня 1956 року, коли 1 долар США коштував 4,2161 марки (в перерахунку 1 євро = 0,4639 долара). Марка також значно зростала в ціні щодо британського фунта. Якщо 1 березня 1955 року фунт, як і раніше, продавався за 11,881 німецької марки, то 17 листопада 1995 року він коштував 2,1845 марки.
У випадку зі швейцарським франком і японською єною ситуація складалася інакше: тривалий час марка коштувала більше, ніж швейцарський франк; пік був досягнутий 31 жовтня 1973 року, коли за 100 франків давали лише 79 марок. 16 грудня 1975 року вартість марки вперше впала нижче швейцарського франка. Після короткого відновлення попереднього курсу марки він знову впав у другій половині 1977 року, останнього разу марка торгувалася вище швейцарського франка 17 жовтня 1977 року (100 швейцарських франків = 99,97 німецької марки). Деякий час по тому, 26 вересня 1978 року, швейцарський франк котирувався на рівні 132,70 німецької марки за 100 франків — історичний максимум щодо марки. Для порівняння: 9 серпня 2011 року швейцарський франк практично досяг паритету з євро на рівні 1,0070. У перерахунку на марку це відповідало курсу в 194,22 німецької марки за 100 швейцарських франків.
Після того як прив'язка японської єни до долара США була скасована, обмінний курс між маркою і єною протягом декількох років залишався на позначці 100 єн = 1 марці, однак 1974 року німецька марка почала дорожчати і досягла свого піку 3 грудня 1979 року, 100 єн = 0,6875 німецької марки. Потім єна почала стало дорожчати. Найнижчий пік марки щодо єни був досягнутий 10 квітня 1995 року на рівні 100 єн = 1,6909 німецької марки.

### Наслідки для міжнародної конкурентоспроможності

Зношена купюра 5 марок третьої серії

Грошова реформа 1948 року, яка в основному планувалася в Сполучених Штатах, привела до заниження курсу німецької марки, що підвищило міжнародну конкурентоспроможність молодої Федеративної Республіки. І хоча закон про Бундесбанк 1957 року визначав перед Німецьким Бундесбанком стабільність цін як одне з найважливіших завдань, проте участь у Бреттон-Вудській системі від 1949 до 1973 року призвела до того, що Німецький Бундесбанк заради підтримки фіксованого обмінного курсу часто мав здійснювати закупівлю валюти, що призводило до зростання грошової маси й водночас — до стабільної недооцінки німецької марки, а отже, до вигідніших умов для експорту. Хронічна недооцінка марки, яка тривала до 1973 року, значною мірою сприяла зростанню німецької автомобільної промисловості.
Після закінчення дії Бреттон-Вудської системи на початку 1970-х років було запроваджено режим плаваючого обмінного курсу. Це призвело до потужної тенденції зростання вартості німецької марки й, таким чином, погіршення цінової конкурентоспроможності. При цьому виявилося, що переваги у собівартості завдяки нижчому за середній росту заробітної плати в Німеччині в порівнянні з іншими країнами, нівелювалися зростанням вартості німецької марки. Німецькі виробники відповіли на це підвищенням якості; просте економічний ріст сповільнився. Економісти прогнозували погіршення конкурентоспроможності Німеччини після її об'єднання, оскільки Німецький Бундесбанк внаслідок імовірного інфляційного тиску та зростання державної заборгованості мусив звернутися до обмежувальної політики, що призвело б до зростання курсу німецької марки. Для корекції рівня цін було необхідно провести внутрішню девальвацію, насамперед через зниження реальної зарплати.
Загалом можна сказати, що зростання або зниження впродовж одного року вартості німецької марки призводило до зменшення або збільшення німецького експорту.

### Купівельна спроможність
Німецька марка має імідж «сильної» грошової одиниці. Це обґрунтовують порівнянням «залишкової грошової вартості» німецької марки з іншими валютами. Це показує статистика, вказана в таблиці нижче, яка порівнює внутрішню купівельну спроможність марки 1977 року з 1950 роком у наступних країнах.

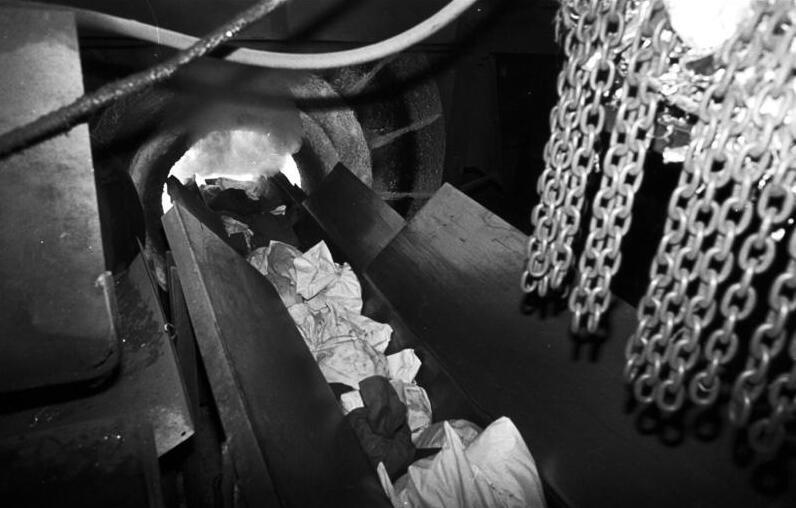
Відправка монет НДР після возз'єднання Німеччини на переплавку в піч (1990)

До 1977 року німецька марка сильно знецінилася, майже наполовину, проте це було менше (а в деяких випадках ще значно менше), ніж валюти інших порівнюваних країн. Приблизно за 50 років з моменту її введення 1948 року до введення євро на початку 1999 року купівельна спроможність марки зменшилася приблизно в чотири рази. Рівень інфляції становив у середньому майже 3 % на рік протягом цього періоду; це вище, ніж раніше (станом на 2012 рік) для євро, який сприймається як досить «м'яка валюта».
| Країна          | Стан на 1977 рік, порівняно з 1950 роком | Стан на 1977 рік, порівняно з 1950 роком | Стан на 1977 рік, порівняно з 1950 роком | Стан на 1977 рік, порівняно з 1950 роком |
| --------------- | ---------------------------------------- | ---------------------------------------- | ---------------------------------------- | ---------------------------------------- |
| Велика Британія | 18 %                                     | Японія                                   | 19 %                                     |                                          |
| Франція         | 21 %                                     | Італія                                   | 22 %                                     |                                          |
| Швеція          | 23 %                                     | Нідерланди                               | 27 %                                     |                                          |
| Бельгія         | 35 %                                     | США                                      | 40 %                                     |                                          |
| Швейцарія       | 42 %                                     | Німеччина                                | 44 %                                     |                                          |

## Режим валютного курсу
Платіжний баланс Німеччини, який визначає валютне становище країни, зводився майже постійно з позитивним сальдо. Наприклад, в 1996 році активне сальдо платіжного балансу склало 34 626 млн марок, що стало результатом активності зовнішньоторговельного балансу (98 588 млн марок). У той же час негативний вплив на платіжний баланс мали банківські послуги (52 327 млн марок) і перекази (54 870 млн марок). Баланс руху капіталів був зведений з позитивним сальдо в 20 891 млн марок.
В результаті тривалої активності платіжного балансу золотовалютні резерви Бундесбанку на початок 1997 року склали 116 642 млн марок, у тому числі золото на суму 13 688 млн марок. Активність платіжного балансу і високі золотовалютні резерви забезпечили міцні позиції марки на світовому ринку. Німецька марка, перша із західноєвропейських валют, яка отримала повну оборотність 29 грудня 1958 року. Порівняно низькі темпи інфляції, майже стабільний платіжний баланс і забезпечити стале валютне становище в умовах тривалої заборони на виробництво і покупку озброєнь стимулювали зовнішньоторговельну експансію концернів Німеччини і неодноразову ревальвацію марки. Так, в рамках Бреттон-Вудської угоди було проведено ревальвацію марки у 1961 році на 5 % до долара США, у 1969 році — на 9,3 %, у 1971 році — на 13,57 %. Ревальвації німецької марки були проведені також у 1973 і 1976 роках, але не до долара США, оскільки стався крах Бреттон-Вудської системи, а до спеціальних прав запозичення (SDR).
Німецька марка зайняла панівне становище в Європейському валютному ланцюгу (1971 рік), на основі якого у 1979 році була створена Європейська валютна система. Майже щороку в її рамках проводилася ревальвація марки. На частку марки припадало 33 % «кошика» екю. У зв'язку з цим Європейську валютну систему часто називали «зоною марки».

## Вплив німецької марки

### В інших країнах
Ще в 1960-х роках німецька марка зарекомендувала себе як паралельна валюта в балканських країнах. Заробітчани з колишньої Югославії надсилали гроші на свою батьківщину. Після початку військових конфліктів у цьому регіоні югославський динар втратив більшу частину своєї вартості. Якщо після грошової реформи 1994 року динар коштував рівно одну марку, офіційний обмінний курс 1999 року становив 6:1 (на чорному ринку і в обмінних пунктах виплачувалося від 10 до 16 динарів за одну німецьку марку).
У Боснії і Герцеговині марка була паралельною валютою, вона була в обігу одночасно з місцевою валютою за курсом 1:1 (так звана конвертована марка). Чорногорія також ввела німецьку марку 2 листопада 1999 року як паралельну валюту. Тільки через рік, 13 листопада 2000 року, марка була оголошена єдиною валютою країни. У Косові марка була тимчасово в обігу як офіційна валюта.
1997 року болгарський лев був прив'язаний до марки за курсом 1:1. В інших європейських країнах, таких як Польща, Чехія, Сербія та Хорватія, навіть у Туреччині, марка вважалася стабільною валютою і накопичувалася населенням. Часто для цієї мети використовувалася банкнота в 1000 марок.
У НДР німецька марка використовувалася як неофіційна паралельна валюта. У деяких оголошеннях вказувалося, що покупець готовий платити «блакитними купюрами» (банкнота в 100 німецьких марок), або взагалі «західними грошима».
Нарівні зі швейцарським франком німецька марка вважалася найстабільнішою валютою в Європі. Середній рівень інфляції в період між 1970 і 1980 роками в Швейцарії становив усього 3,39 % (в Німеччині — 5,1 %). У Франції та Великій Британії середній рівень інфляції за той же період становив 14,2 % і 8,08 % відповідно. Цим фактором пояснювалося те, чому марка довгий час була неофіційною головною валютою в багатьох країнах, особливо в рамках Європейської економічної спільноти.
У наступній таблиці показана тенденція зростання марки як резервної валюти:

Розподіл за валютами світових валютних резервів (з 1996 року).

| Валюта             | 1970   | 1972   | 1976   | 1980   | 1984   | 1995   | 1998   | 1999   | 2002   |
| ------------------ | ------ | ------ | ------ | ------ | ------ | ------ | ------ | ------ | ------ |
| Долар США          | 77,2 % | 78,6 % | 76,6 % | 67,2 % | 65,8 % | 59,0 % | 69,3 % | 70,9 % | 66,5 % |
| Євро               | –      | –      | –      | –      | –      | –      | –      | 17,9 % | 24,2 % |
| Німецька марка     | 1,9 %  | 4,6 %  | 8,8 %  | 14,8 % | 12,1 % | 15,8 % | 13,8 % | –      | –      |
| Фунт стерлінгів    | 10,4 % | 7,1 %  | 1,9 %  | 2,9 %  | 2,8 %  | 2,1 %  | 2,7 %  | 2,9 %  | 2,9 %  |
| Єна                | –      | 0,1 %  | 2,1 %  | 4,3 %  | 5,4 %  | 6,8 %  | 6,2 %  | 6,4 %  | 4,5 %  |
| Французький франк  | 1,1 %  | 0,9 %  | 1,6 %  | 1,7 %  | 1,0 %  | 2,4 %  | 1,6 %  | –      | –      |
| Швейцарський франк | 0,7 %  | 1,0 %  | 2,2 %  | 3,2 %  | 2,0 %  | 0,3 %  | 0,3 %  | 0,2 %  | 0,4 %  |
| Інші               | 8,7 %  | 7,7 %  | 6,8 %  | 5,9 %  | 10,9 % | 13,6 % | 6,1 %  | 1,6 %  | 1,4 %  |

### У Німеччині, після введення євро

#### Валютні інструменти

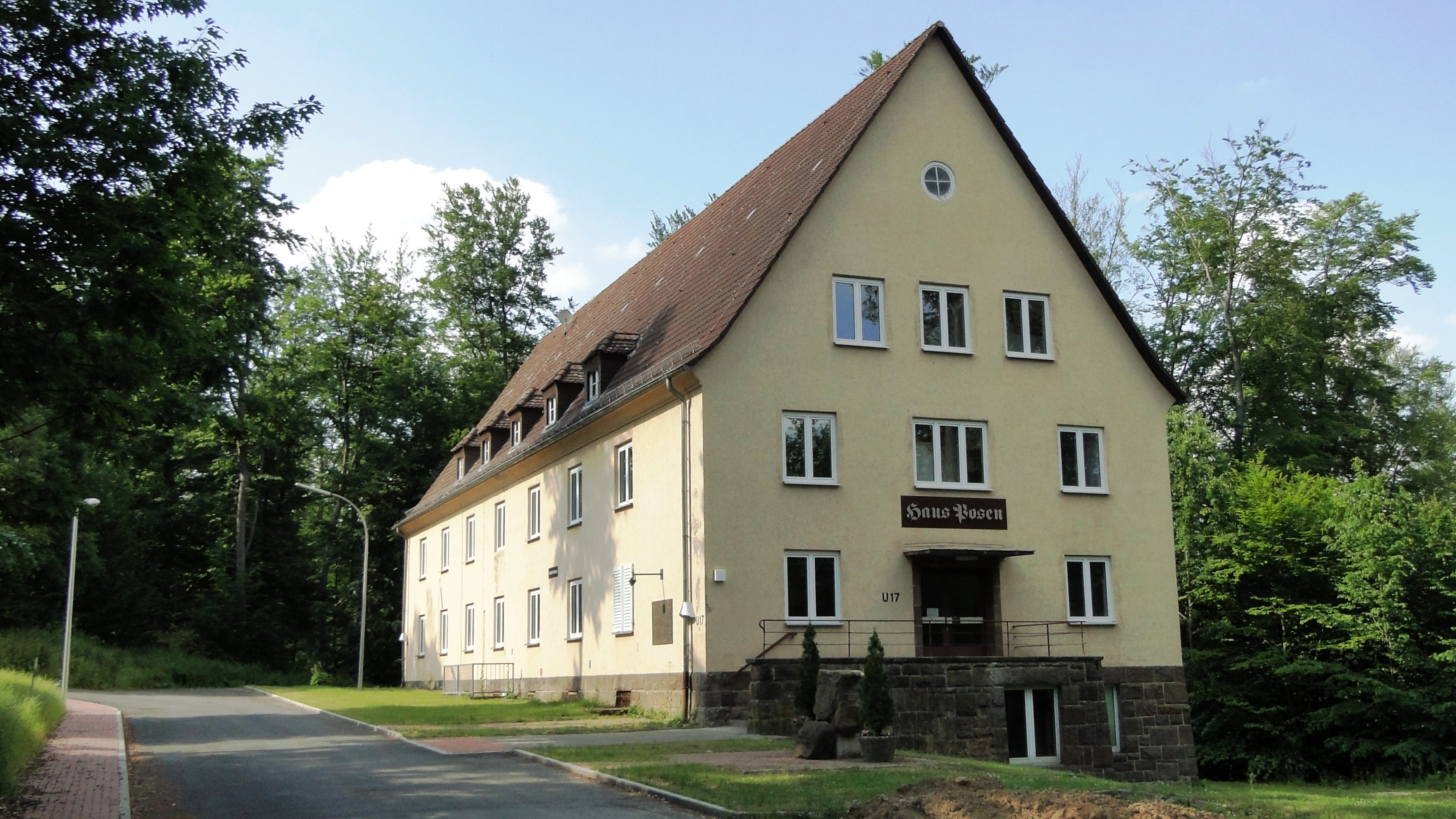
Маєток Haus Posen (Фульдаталь), де 1948 року розробили закони для реорганізації грошової системи, яка регулювала введення німецької марки

Після введення євро німецька марка слугувала німцям здебільшого як базова валюта для орієнтування в цінах. Однак це створювало хибне уявлення щодо цін, оскільки більшість людей не враховували інфляцію і порівнювали сучасні ціни з цінами 2001 року. На цю тенденцію впливав доволі зручний курс марки щодо євро (1 € = 1,95583 DM, тобто майже 1 € ≈ 2 DM (з похибкою 2,2 %)), що призводило до завищення німцями вартості марки, аналогічна ситуація була в Португалії (1 € = 200,482 ескудо, в результаті населення орієнтувалося за курсом 1 € ≈ 200 ескудо (з похибкою 0,2 %)); тоді як в інших країнах курс був незручним, наприклад, в Австрії (1 € = 13,7603 австрійських шилінгів); у Франції (1 € = 6,55957 французьких франків); Нідерландах (1 € = 2,20371 нідерландських гульденів).
Дослідження TNS-Emnid, опубліковане в листопаді 2004 року, дійшло висновку, що 66 % всіх громадян у Федеративній Республіці, як і раніше, конвертують євро в німецькі марки. Що було властиво 54 % чоловіків і 74 % жінок. З вікової точки зору, 2004 року 41 % молодих людей перераховували суми в німецькі марки, а серед людей за 50 років — до 71 %.

#### Сприйняття німецької марки як грошей «сильніших» євро
Німецька марка, як і раніше, розглядається багатьма німцями як «сильніша» валюта в порівнянні з євро. Це пов'язано з тим, що марка є символом «економічного дива» в Німеччині. Таке ставлення породило термін «Teuro» (від «teuer» — дорого та «Euro» — євро). У зв'язку з цим часто згадують про те, що за багато товарів наразі вже треба сплатити ту саму суму в євро, яку вони свого часу коштували в німецьких марках. Це було зумовлено неврахуванням населенням річного рівня інфляції. Насправді цей ефект можна було спостерігати й за часів німецької марки, проте тоді не було якоїсь точки відліку для порівняння, як це було у випадку з євро. Проте, згідно з опитуванням Федеральної асоціації німецьких банків (BdB) 2008 року, близько половини респондентів (53 %) вважають введення євро основною причиною зростання цін за останні роки.
Майже одразу після введення євро різко зросли ціни в багатьох секторах повсякденного попиту для споживачів: наприклад, бджолиний мед виріс на 39 % з 2001 по 2003 рік, яйця на 15 % і перегляд кіно на 8 %. Ціни, які рідше безпосередньо брали участь у повсякденному житті, не змінилися і навіть не знизилися. Наприклад, орендна плата за квартиру, або страхові внески (на які більше впливає рівень інфляції), майже не змінилися з часу введення євро; ціни впали на газ (−2,7 %), мазут (−16 %) і телефонні дзвінки (−1,6 %). Речі, які купувалися рідше, стали дешевшими, наприклад, комп'ютери, які здешевіли приблизно на 17 %.
З урахуванням окремих факторів (див. «споживчий кошик») і подальшого ціноутворення в різних областях загальний рівень інфляції був відносно низьким після входження Німеччини до валютного союзу, склавши в середньому менше 2 %; тому євро є однією з найстабільніших валют і щодо цього перевершує марку. Хоча діаграма показує, що не зростав рівень інфляції відразу після введення євро, а радше навпаки. 34 % опитаних у згаданому вище опитуванні хотіли б скасування євро і повторного введення марки.
Після єврокризи в Німеччині посилився скептицизм з приводу єдиної валюти; різні ЗМІ обговорюють доцільність повернення до німецької марки. Згідно з опитуванням, проведеним Infratest dimap у грудні 2010 року, більше половини опитаних вважають, що Німеччина краще зберегла б німецьку марку замість введення євро. Проте відмова від євро є малоймовірною, оскільки з цим був би пов'язаний вихід Німеччини з Європейського економічного та валютного союзу, а також було би скасовано гарантії стабільності обмінного курсу, які забезпечуються наявністю євро. Такий розвиток, на думку деяких економістів, мав би негативні наслідки для економіки.

## Фальшування

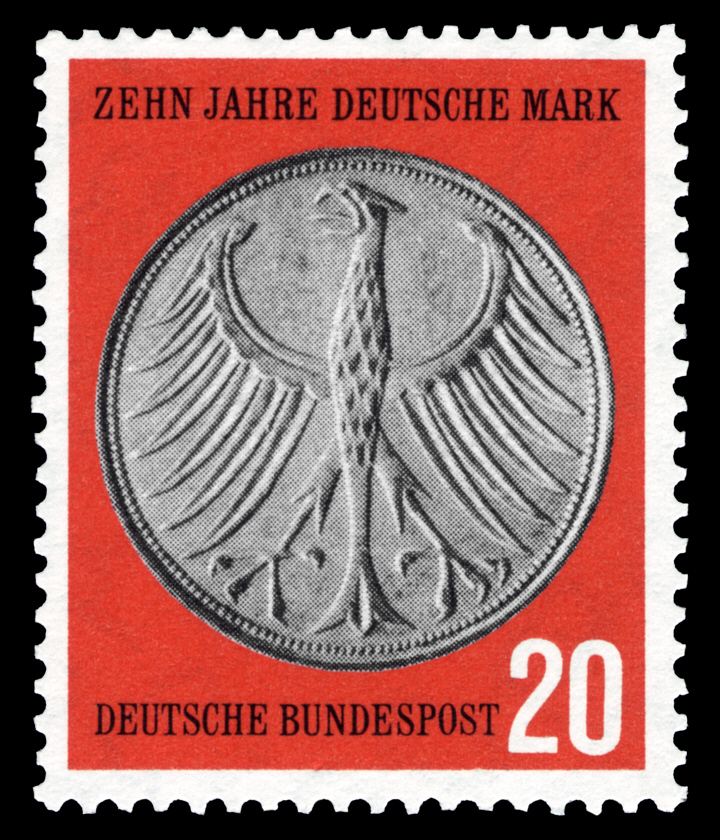
Поштова марка «10-річчя Німецької марки» (1958)

Німецька марка була другою найбільш підроблюваною валютою в світі, найчастіше підробляли тільки долар США. 1996 року, за даними Інтерполу, в усьому світі вилучили підроблені банкноти німецької марки номінальною вартістю 40 мільйонів марок. Того ж року Бундесбанк виявив 25 769 фальшивих банкнот, основну частину яких становили номінали в 100 і 200 марок. Підробка банкнот менших номіналів мала меншу прибутковість для фальшивомонетників, а фальшиві банкноти великих номіналів було складніше ввести в обіг, тому що вони більш прискіпливо розглядалися.
Співвідношення виготовлення фальшивих банкнот за номіналом на 1996 рік
| 5 марок | 10 марок | 20 марок | 50 марок | 100 марок | 200 марок | 500 марок | 1000 марок |
| ------- | -------- | -------- | -------- | --------- | --------- | --------- | ---------- |
| 0,1 %   | 2,2 %    | 4,8 %    | 2,7 %    | 63,5 %    | 21,4 %    | 2,6 %     | 2,7 %      |

### Початок
Перші підробки з'явилися незабаром після випуску перших монет і банкнот німецької марки. Вже 15 серпня 1949 року в газеті «Weser-Kurier» з'явилося оголошення про 31-річного фальшивомонетника, на той час ще відомого як «Фальшивомонетник», який разом зі спільником виготовив 20 банкнот німецької марки на суму 70 000 німецьких марок і намагався збути їх. 1949 року виявили 160 000 підроблених банкнот, а 1950 року — 138 000 штук.
1962 року троє чоловіків з Південної Німеччини виготовили понад 11 000 фальшивих банкнот по 50 марок, але не змогли збути жодну з них через арешт зловмисників. Рік по тому два мешканці Гамбурга також не змогли ввести в обіг свої підроблені банкноти по 10 марок на суму 200 000 марок. Оскільки банкноти виготовлялися вночі при поганому освітленні, кольори не могли бути точно відтворені, тому ці банкноти мали яскраво-жовтий відтінок. За дев'ять років до цього в Німеччині вилучили майже 6000 підроблених банкнот номінальною вартістю трохи менше 220 000 німецьких марок.

### Монетний скандал в Карлсруе і «Рембрандт фальшивих грошей»

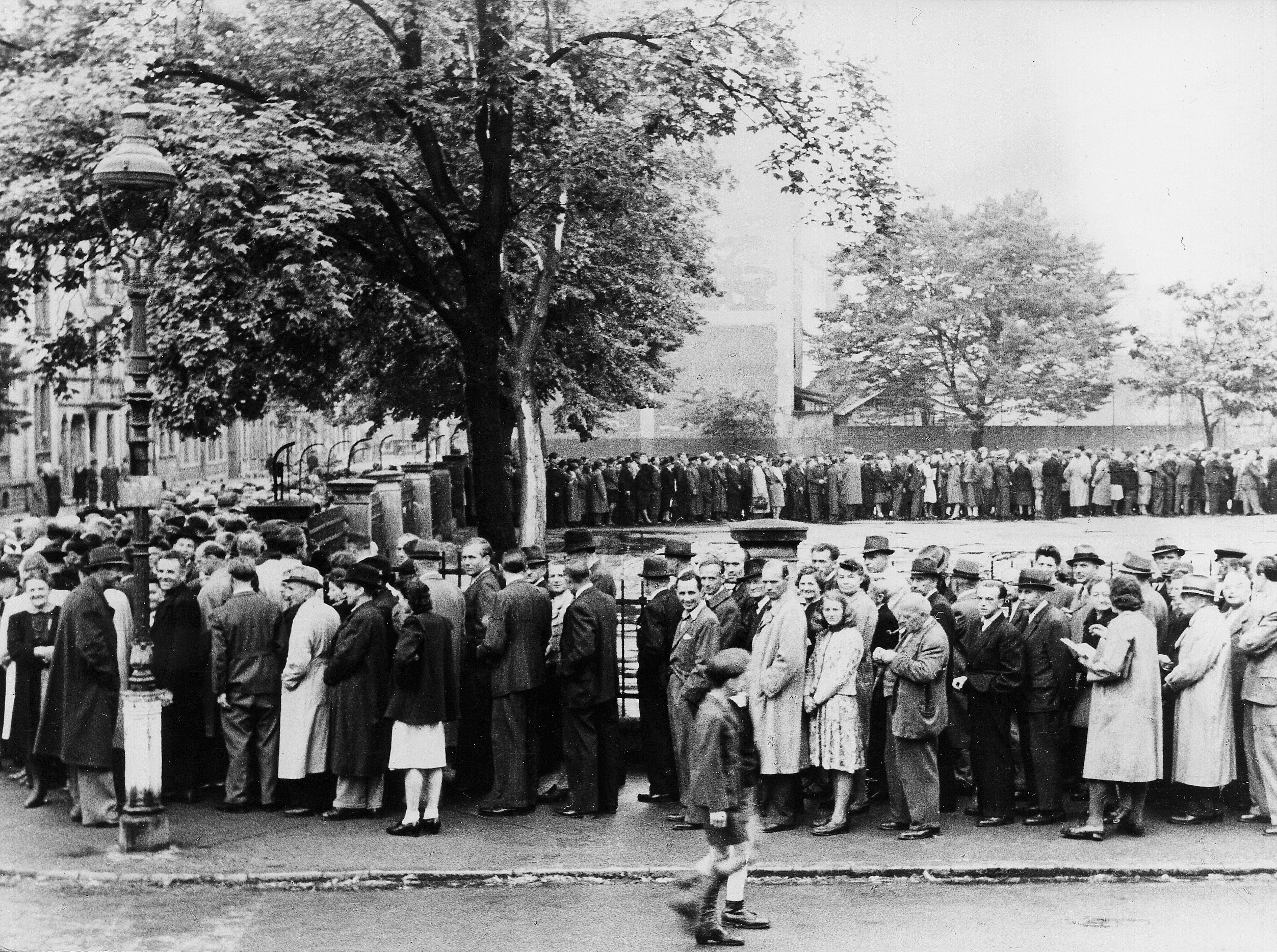
Черга перед обмінними пунктами 20 червня 1948 року у Франкфурті-на-Майні, під час грошової реформи

1974 року в Карлсруе стався скандал щодо монет, який стосувався не підроблених грошей, а незаконних справжніх грошей. Три співробітники місцевого монетного двору викарбували приблизно від 1650 до 1700 рідкісних монет з тодішньою колекційною вартістю близько 500 000 німецьких марок і збули їх. У червні 1978 року зловмисників засудили судом другої інстанції до тюремного ув'язнення, двоє обвинувачених відбулися умовно-достроковим звільненням. Суд постановив, що монети, які виготовлені на державному монетному дворі на оригінальних заготовках, з використанням оригінальних штемпелів, але без урядового мандата, мають класифікуватися як підроблені.
1975 року особливої слави зажив фальшивомонетник Ґюнтер Гопфінгер, який згодом став відомий як «Рембрандт фальшивих грошей»; він, використовуючи чорнило, відтворював банкноти в 1000 марок третьої серії на звичайній друкарській машинці всього за вісім годин. Досі невідомо, скільки таких банкнот він поширив. Залежно від джерела вказується 11, 35, або 80 банкнот. Гопфінгера засудили до чотирьох років в'язниці. Пізніше цінність його підроблених банкнот стала втричі вища за оригінальні банкноти. Згодом кримінальна поліція випустила навчальний фільм про цю справу, який також слугував сюжетом для епізоду «Штутгартські фальшивки», телесеріалу «Місце злочину».
1976 року в обігу було 58 мільярдів екземплярів банкнот-марок, з них 2700 — фальшивих банкнот на суму 275 000 марок.

### «Справа про грошову піч»
У середині 1970-х років оголосили, що три співробітники Бундесбанку в різні способи привласнювали банкноти, що мали бути утилізовані спаленням. Хоча за походженням це не були фальшиві гроші, але ці купюри більше не призначалися для обігу і вважалися підробкою, аналогічно до незаконновикарбуваних монет у Карлсруе. Який саме обсяг викрадених купюр потрапив до обігу, точно визначити не вдалося.

### Введення машиночитних елементів захисту
Щоб ще краще розпізнавати фальшиві банкноти, Бундесбанк 1977 року встановив пристрої у Франкфурті, а також у центральних державних банках, які могли сканувати спеціальні елементи захисту за допомогою восьми датчиків і, таким чином, могли визначати справжність банкноти. Раніше цю дуже копітку роботу виконували вручну близько 5000 банківських працівників.
У період рецесії в Німеччині на початку 1980-х років, зростання банкрутства і безробіття, також призвело до збільшення кількості підроблених грошей. 1981 року вилучили 17 172 фальшивих монети вартістю близько 34 300 німецьких марок, що було вдвічі більше кількості фальшивих монет, ніж попереднього року. У 1980-х сканери також використовувалися для підробки, за їхньою допомогою створювалися кліше для друкарських машин. 1987 року вилучили близько 12 000 фальшивих банкнот, переважно в 50 і 100 марок.

### Поява кольорових ксероксів та фальшивих монет

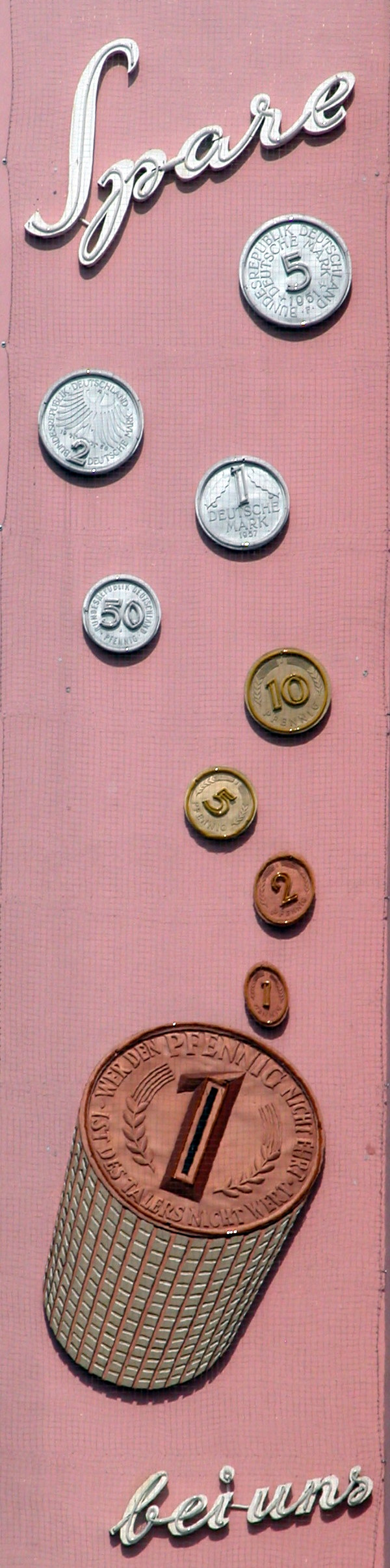
Вивіска в Брауншвейгу, у вигляді німецьких монет (2008)

З кінця 1980-х років, з ростом використання кольорових ксероксів, вони стали інтенсивно використовувалися для виробництва фальшивих грошей. Особливо популярним був пристрій CLC-500 фірми Canon, який на той час коштував близько 80 000 марок (з урахуванням інфляції в сучасній валюті: близько 72 000 євро). Перші скопійовані банкноти з'явилися 1988 року, але на той час Бундесбанк не бачив гострої небезпеки від підробок. 1989 року поліція зареєструвала 243 контрафактних екземпляри банкнот, 590 1990 року, 18 226 в 1991 і 37 285 1992 року, що було в понад двічі більше, ніж у попередньому році. Крім того, з 1991 року в обігу були так звані «універсальні купюри» четвертої серії, для виготовлення яких були необхідні як копіювальні, так і друкарські верстати, які б могли відтворювати високоякісні кольори і контури високої різкості. 1993 року компанія Canon оголосила, що копіювальні машини будуть ставити при друці невидимий серійний номер, щоб можна було краще відстежити джерела підроблених грошей.
Але не тільки кольорові ксерокси привели до потоку підроблених грошей. Після краху соціалізму в Східній Європі з'явилося багато фахівців з друку. У Польщі був виявлений виробничий об'єкт, який виготовив 20 мільйонів марок у банкнотах 100 і 200 марок; а в Туреччині виготовили тисячі 500-маркових банкнот. Приблизно 90 мільйонів марок виготовили в Ізраїлі у вигляді 1000-маркових банкнот. Німецькі марки також мали добру репутацію безпечної валюти в колишніх соціалістичних країнах. Проте, оскільки населення не було знайоме з елементами захисту німецької марки, був також великий ринок фальшивих банкнот цієї валюти.
Через потік підроблених грошей багато магазинів не приймали банкноти великого номіналу. Банкам запропонували вставляти в банкомати тільки перевірені пачки банкнот, заради нерозповсюдження підроблених банкнот. Сектор роздрібної торгівлі відреагував установкою ультрафіолетових ламп на касах. На ринку також з'явилися тестові ручки, в яких використовувалися хімічні речовини для виявлення бавовни в папері банкнот. Політики також активізувалися з приводу потоку підробок. 1993 року члени Бундестагу Бернд Протцнер (партія CSU) та Вольфганг фон Гельдерн (партія CDU) зажадали ввести в обіг монети в 100 марок, тому що вони були б більш захищеними від підробок.
З жовтня 1993 року по 1996 рік масштабно підробляли монети в 5 марок. Вони були з мідно-нікелево-цинкового сплаву й не мали сердечника, який міг би намагнічуватися, тому їх не приймали машини. Проте монети були оптично дуже добре зроблені, відхилення від оригіналу можна було знайти лише за допомогою збільшувального скла. Також дрібні злочинці зі Східної Європи ввели до обігу фальшиві монети, зроблені в Італії. Слідчі з Федерального управління кримінальної поліції припускали, що існує близько мільйона фальшивих монет, але після арешту злочинець визнав, що викарбував близько 300 000 фальшивих монет.
Після різкого зростання фальшивок на початку 1990-х років через появу кольорових ксероксів, кількість вилучених фальшивих банкнот знову зменшилася в 1999 і 2000 роках, але значно збільшилася незадовго до вилучення німецьких марок з обігу. У першому кварталі 2001 року деякі державні органи кримінальної поліції зафіксували подвоєння кількості випадків підробки грошей порівняно з аналогічним періодом попереднього року.

### З 2002 року
На думку Бундесбанку, копіювання банкнот німецької марки після введення євро більше не є незаконним:
«Оскільки банкноти-німецькі марки всіх серій більше не є законними платіжними засобами, згідно з § 128 OWiG (а також кримінальні правила захисту грошових знаків згідно з § 146 StGB й далі), з цього випливає, що більше не виводяться специфікації, що стосуються розміру, дозволу, вимог до маркування, чи ще чогось стосовно їхнього зображення; тому, їх, загалом, можна відтворювати з точки зору кримінального або нормативного права» — цитата Бундесбанка